# Église Notre-Dame-et-Saint-Rieul de Rully
L'église Notre-Dame-et-Saint-Rieul est une église catholique paroissiale située à Rully, dans le département français de l'Oise et la région Hauts-de-France. C'est l'une des très rares églises placées sous le patronage de saint Rieul, Évangélisateur du pays de France et premier évêque de Senlis, mort à la fin du IVe ou au début du Ve siècle : la paroisse existe sans doute depuis cette époque, et peut être considérée comme l'une des plus anciennes de la région. Aucune partie de l'église n'est toutefois antérieure au XIIe siècle. Au début du XIIe siècle, la précédente église reçoit un nouveau clocher et sans doute un nouveau chœur, et le premier étage du clocher en subsiste à ce jour. Peu avant le milieu du XIIe siècle, le clocher est pourvu d'un second étage, qui surprend par la richesse de son ornementation, et la sculpture d'inspiration antique de ses chapiteaux et de sa frise, d'un type plus propre au midi de la France. La nef, non voûtée mais assez spacieuse, et son portail occidental datent de la même époque. Ils sont toujours de style roman. Le reste de l'église est gothique. Vers 1240 en effet, l'on souhaite donner à l'église un transept et un chœur plus représentatif, tout en voulant conserver le clocher pour des raisons sentimentales. La transformation gothique de l'église qui s'ensuit comprend une audacieuse reprise en sous-œuvre de la base du clocher, dont tout caractère roman disparaît à l'intérieur. Afin de créer une transition harmonieuse entre la nef et le nouveau transept, le maître d'œuvre à l'idée d'ajouter des chapelles à l'angle des croisillons et de la nef, qui communiquent avec cette dernière par des arcades obliques. Elles évitent que le regard bute contre des murs à la fin de la nef, comme c'est régulièrement le cas dans les églises romanes de la région, et créent une continuité visuelle entre la nef et les croisillons. Cette disposition originale explique l'importance archéologique de l'église, tout comme la qualité de l'architecture des parties orientales avec leurs belles fenêtres rayonnantes, et le caractère particulier de l'étage supérieur du clocher. De ce fait, l'église est classée monument historique assez tôt par liste de 1862. Elle est au centre de la communauté de Rully - Raray - Montépilloy de la paroisse Saint-Rieul de Senlis, et accueille des célébrations eucharistiques le deuxième et quatrième dimanche du mois, à 10 h 30. 

## Localisation
L'église Notre-Dame-et-Saint-Rieul se situe en France, en région Hauts-de-France et dans le département de l'Oise, dans le Parc naturel régional Oise-Pays de France, sur le plateau du Valois entre Crépy-en-Valois et Senlis, sur la commune de Rully, place de l'Église. Cette place au centre du village se trouve au carrefour de la Grande-Rue (RD 100) avec la rue de Concé. La façade occidentale, en fait légèrement tournée vers le nord-ouest, donne sur la place, tandis que l'élévation septentrionale est alignée sur la rue de Concé. Le chœur est néanmoins entouré d'un haut mur d'enceinte et enclavé dans un jardin, mais on peut l'apercevoir depuis la rue en prenant du recul. Toute l'élévation méridionale donne sur le jardin du presbytère, et celui-ci est implanté directement face au croisillon sud, en ne laissant libre qu'un étroit passage.

## Histoire

### Histoire de la paroisse

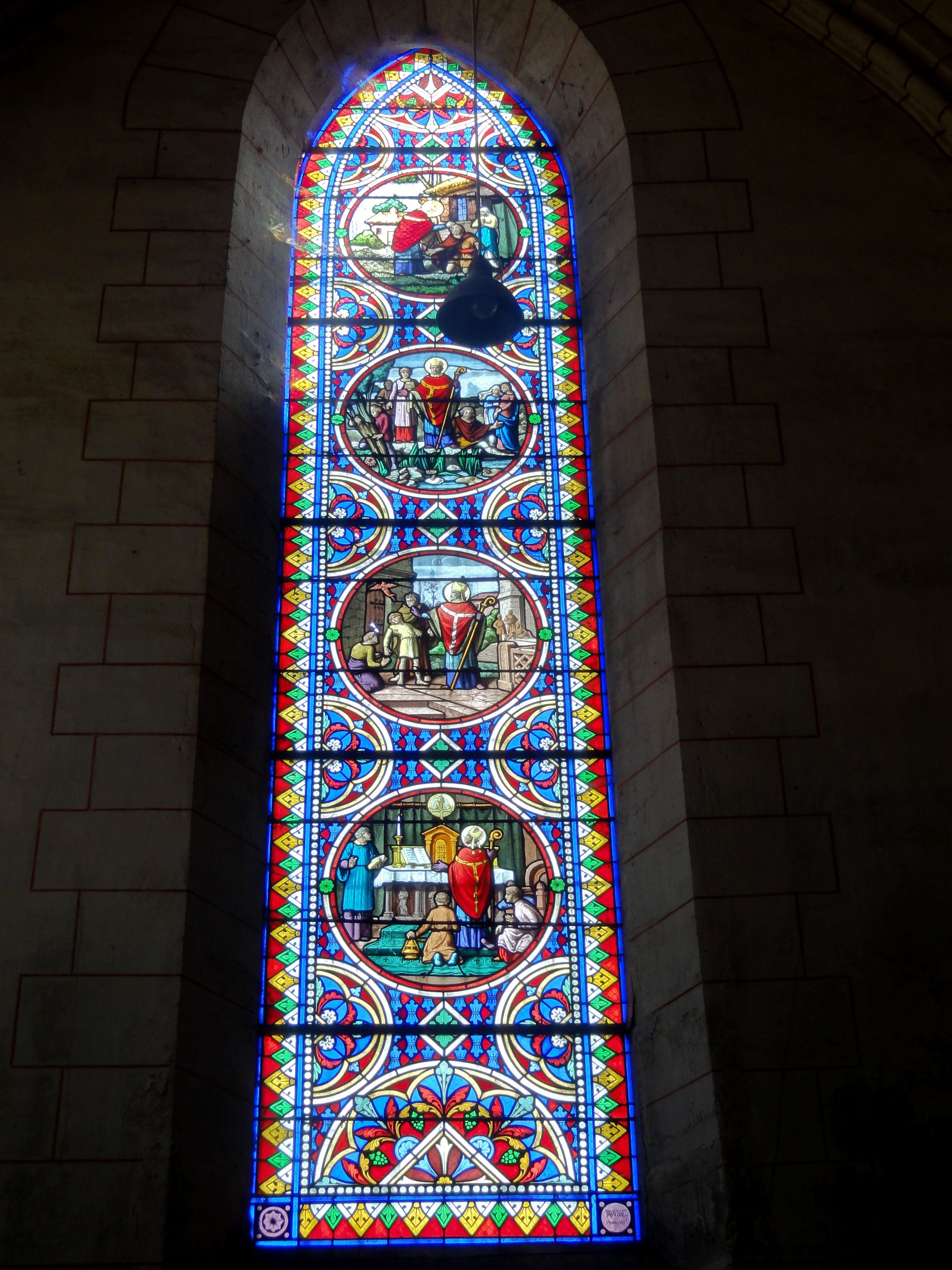
Vitrail de saint Rieul, au croisillon nord ; le second médaillon représente le miracle des grenouilles.

La paroisse de Rully est l'une des plus anciennes de la région, comme l'indique son second patron : C'est saint Rieul de Senlis, premier évêque de Senlis, mort à la fin du IVe ou au début du Ve siècle. Évangélisateur du pays de France, il est à l'origine même de l'implantation solide du christianisme dans la région. Un lien particulièrement fort existe entre Rieul et le village de Rully, dont le toponyme est probablement dérivé du nom de son saint patron. Saint Rieul a prêché à Rully, sans doute près de la mare qui se trouve toujours à la source de l'Aunette, à côté d'un lavoir (autrefois, un abreuvoir). Ici se serait passé le miracle des grenouilles, qui est certainement le plus populaire de la vie du saint. C'est également l'un des premiers qui a été transcrit, et il se trouve déjà dans un manuscrit de Saint-Omer publié par les Bollandistes, où les autres miracles assez connus ne figurent pas encore. Concrètement, l'église s'étant avérée trop petite pour accueillir la foule de fidèles et de curieux, saint Rieul se serait transporté près de la mare, où il y avait assez de place pour tenir une aussi grande assemblée. Or, au plus fort de la prédication, les grenouilles auraient fait une telle vacarme insupportable que le saint se serait vu contraint de leur imposer le silence. Il aurait donc levé les mains et les yeux au ciel, se serait adressé directement aux animaux, et leur aurait commandé de se taire et de garder le silence. Le miracle aurait opéré, et une seule grenouille aurait continué de chanter.

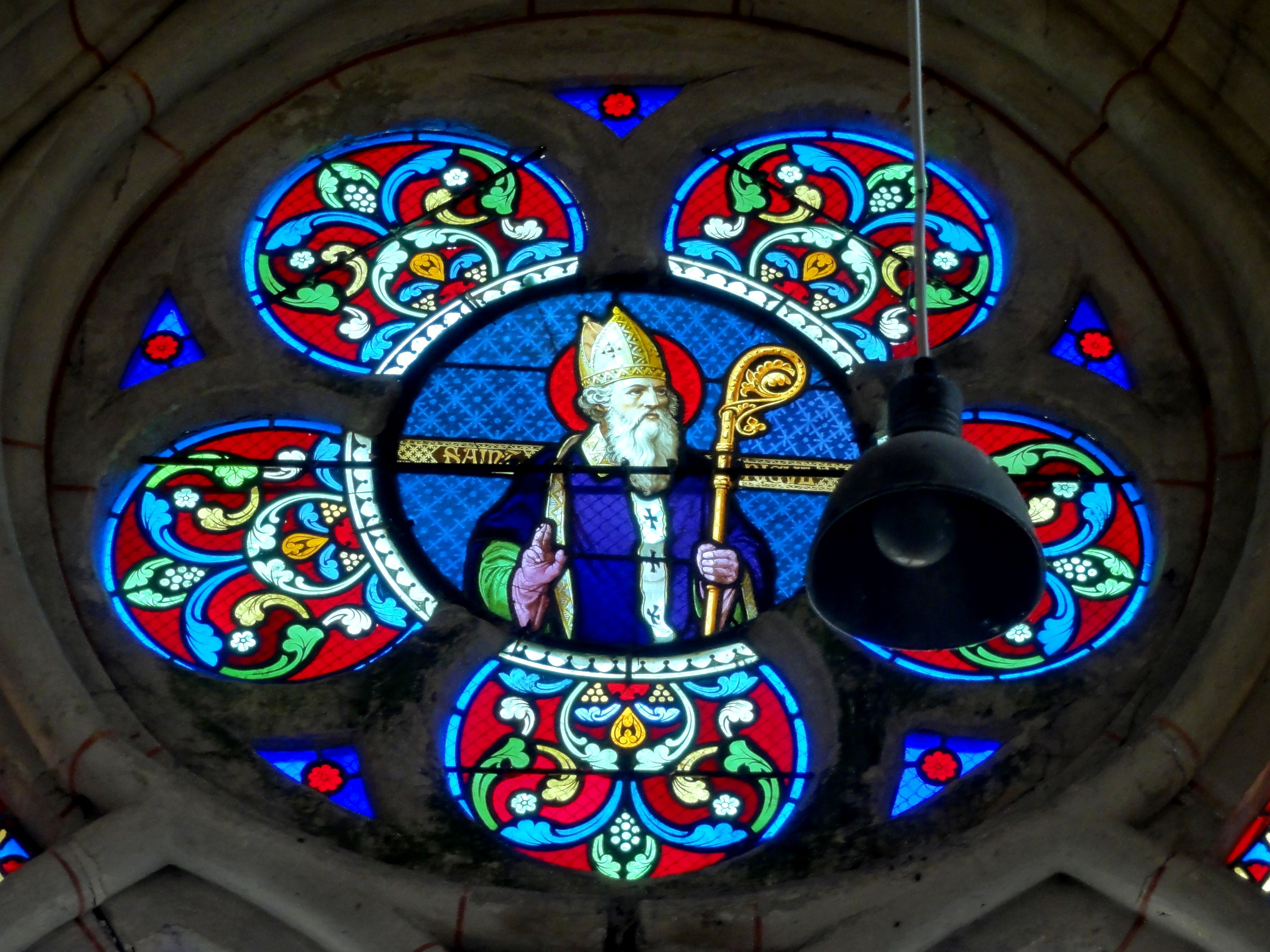
Croisillon nord, saint Rieul sur le médaillon du vitrail côté nord.

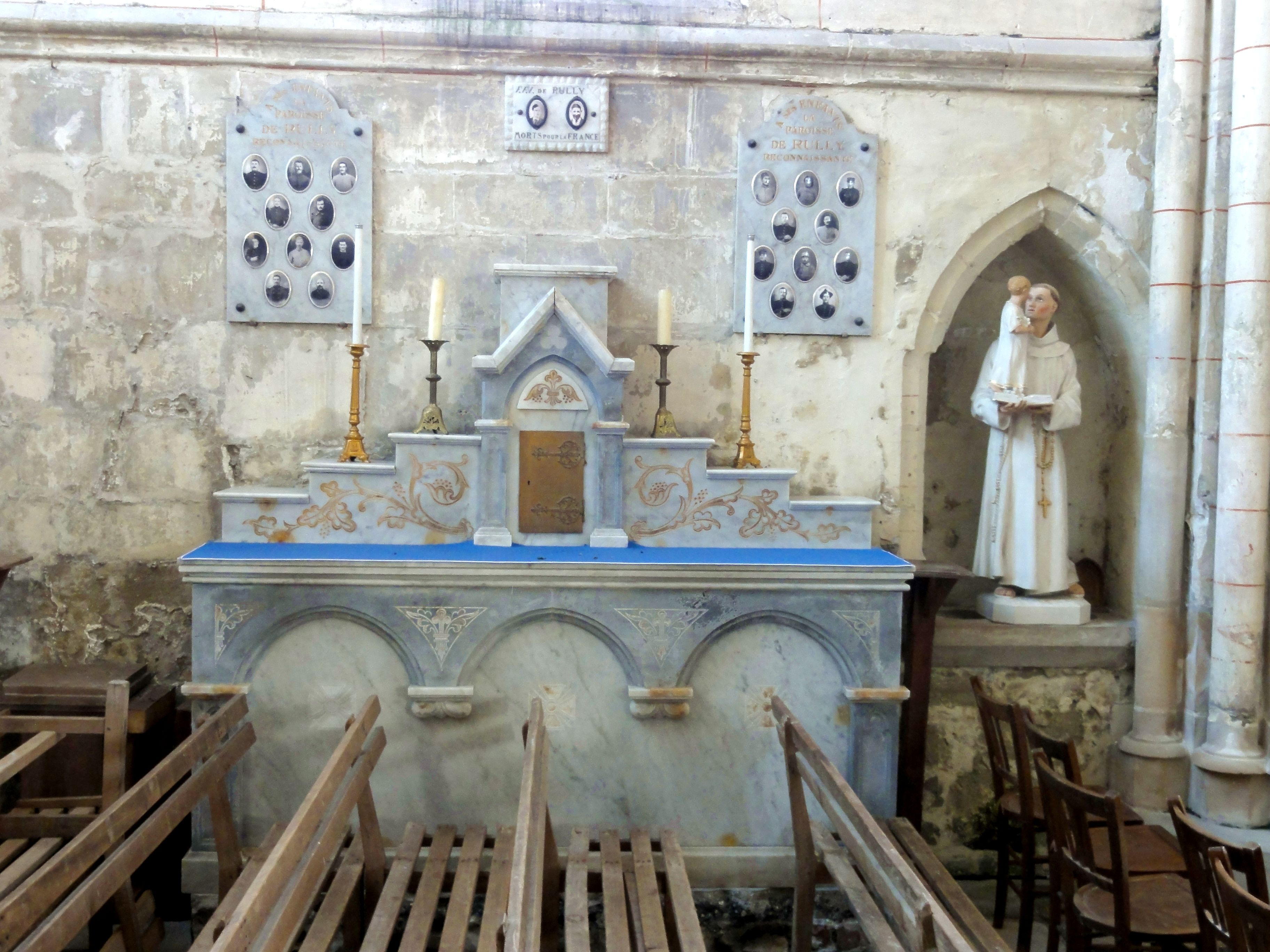
L'autel du croisillon nord avec le monument aux morts de la paroisse.

D'après Jean Vergnet-Ruiz, le miracle serait en fait une parabole : Les grenouilles correspondraient aux habitants qui cessèrent de vénérer leurs anciens dieux païens, et le cours d'eau qui prend naissance à la mare représenterait la conquête, village après village, du pays par le christianisme. Cette interprétation se fonde sur un article d'André de Maricourt, qui fait le rapprochement avec l'Apocalypse de Jean (16 ; 13), où les esprits impurs sont indiqués comme semblables à des grenouilles. — Il est à noter que la légende fait déjà mention d'une église, et vue l'époque, il est tout à fait plausible qu'une partie des habitants sont déjà chrétiens, mais il faut bien se garder de peser chaque détail de l'histoire. Au minimum, l'on peut en tirer la certitude que saint Rieul prêcha à Rully et laissa une forte impression sur les habitants. Il est d'autant plus étonnant que le premier évêque de Senlis ne soit que le second patron de la paroisse, qui est également placée sous la protection de la Sainte Vierge. Une seule église paroissiale possédant saint Rieul comme principal patron existe dans la région : l'église Saint-Rieul de Brenouille. La collégiale Saint-Rieul de Senlis a été démolie après la Révolution française, et l'église Saint-Rieul de Louvres est désaffectée au culte. En revanche, la paroisse de Senlis à laquelle est affiliée Rully, est placée sous le vocable de saint Rieul,.
Sous tout l'Ancien Régime, Rully fait partie du diocèse de Senlis. Louis Graves indique que le chapitre de Senlis nommait à la cure, mais il ne précise pas s'il s'agit de celui de la cathédrale, de la collégiale Saint-Rieul, ou de la collégiale Saint-Frambourg. Le premier étant le plus important, il est probable que Graves se réfère à lui. Par ailleurs, une seconde paroisse existe sur l'actuelle commune de Rully avant la Révolution française, celle de l'église Saint-Georges de Bray. Après la Révolution, le diocèse de Senlis est rattaché provisoirement au diocèse de Beauvais. Puis, au moment du Concordat de 1801, le diocèse de Beavais est annexé au diocèse d'Amiens, avant d'être finalement rétabli en 1822. Il correspond désormais au territoire du département de l'Oise. Dès les années 1830, Rully est une paroisse qui englobe plusieurs villages : Rully, Bray et les communes voisines de Barbery et Montépilloy. Ultérieurement, Barbery a été affilié à la paroisse de Chamant, et Raray a rejoint la paroisse. La définition des quarante-cinq paroisses actuelles en 1996 met un terme à l'indépendance de la paroisse de Rully. Elle forme désormais une communauté au sein de la grande paroisse Saint-Rieul de Senlis. La vie spirituelle n'en a pas à souffrir grâce à l'arrivée du père Jean Gégot, ancien curé de Fitz-James (de 1967 à 1996), en 1998. Il s'installe au presbytère de Rully et assure le service paroissial, bien au-delà de sa retraite en 2009, jusqu'à son décès le 28 août 2019 à l'âge de 91 ans, dans la 68e année de son sacerdoce,. Depuis cette date, l'un des prêtres de Senlis vient célébrer l'Eucharistie le 2e et 4e dimanche du mois, toujours à 10 h 30. En revanche, les églises de Montépilloy et Raray perdent leurs dernières messes régulières. L'église est par ailleurs ouverte le premier samedi de chaque mois de 10h à midi.

### Les campagnes de construction de l'église

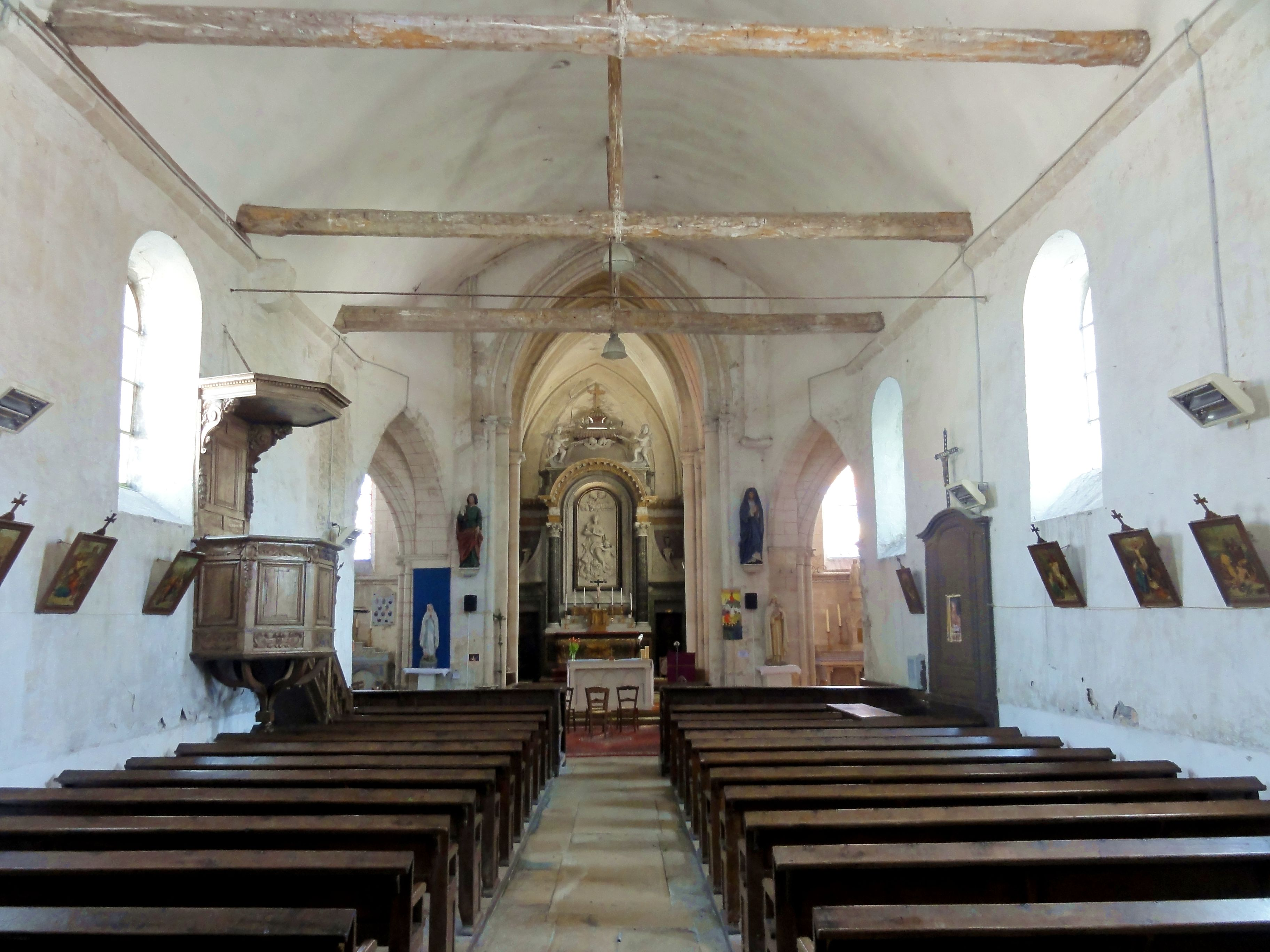
Nef, vue vers l'est.

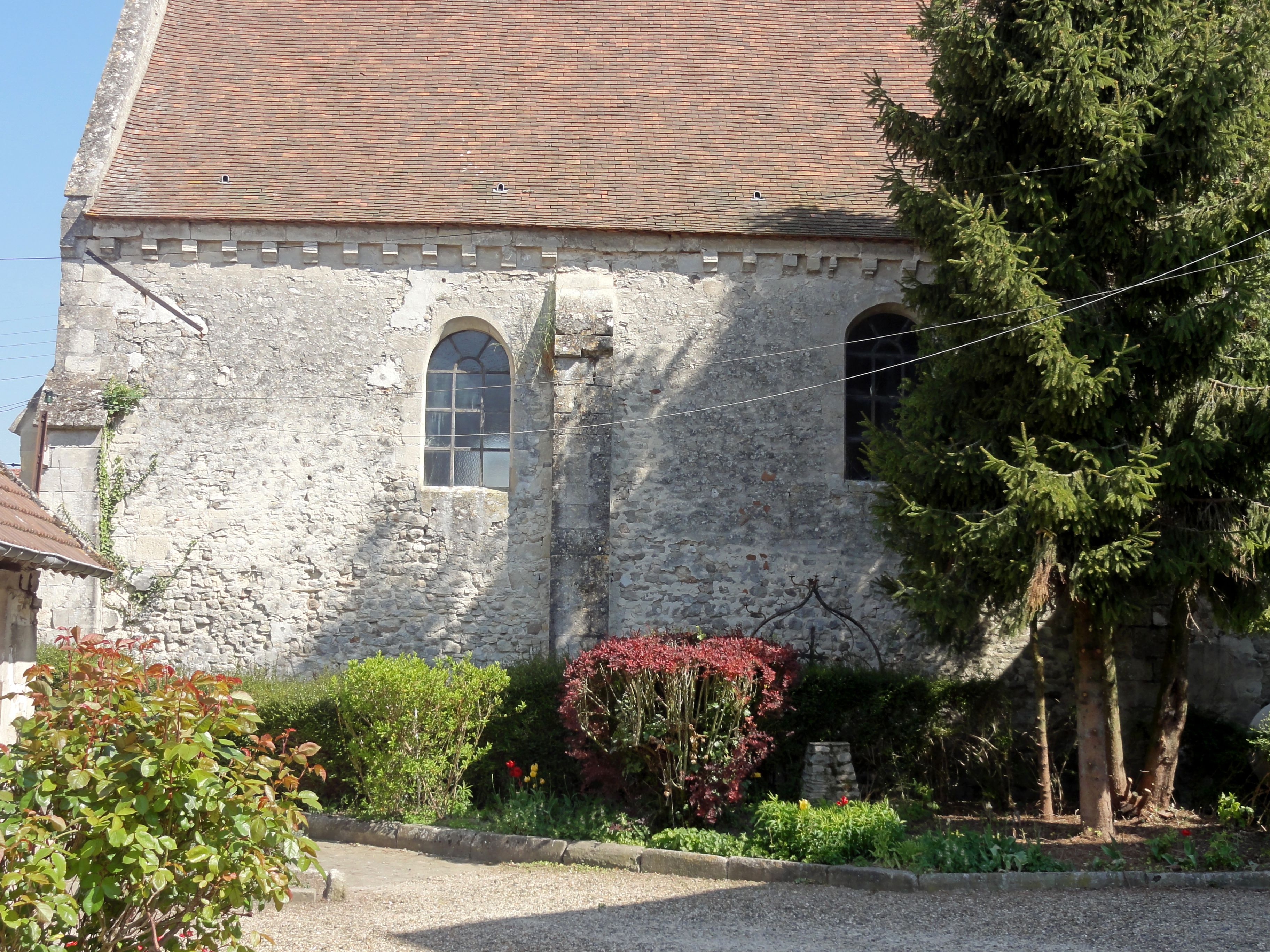
Nef, vue depuis le sud.

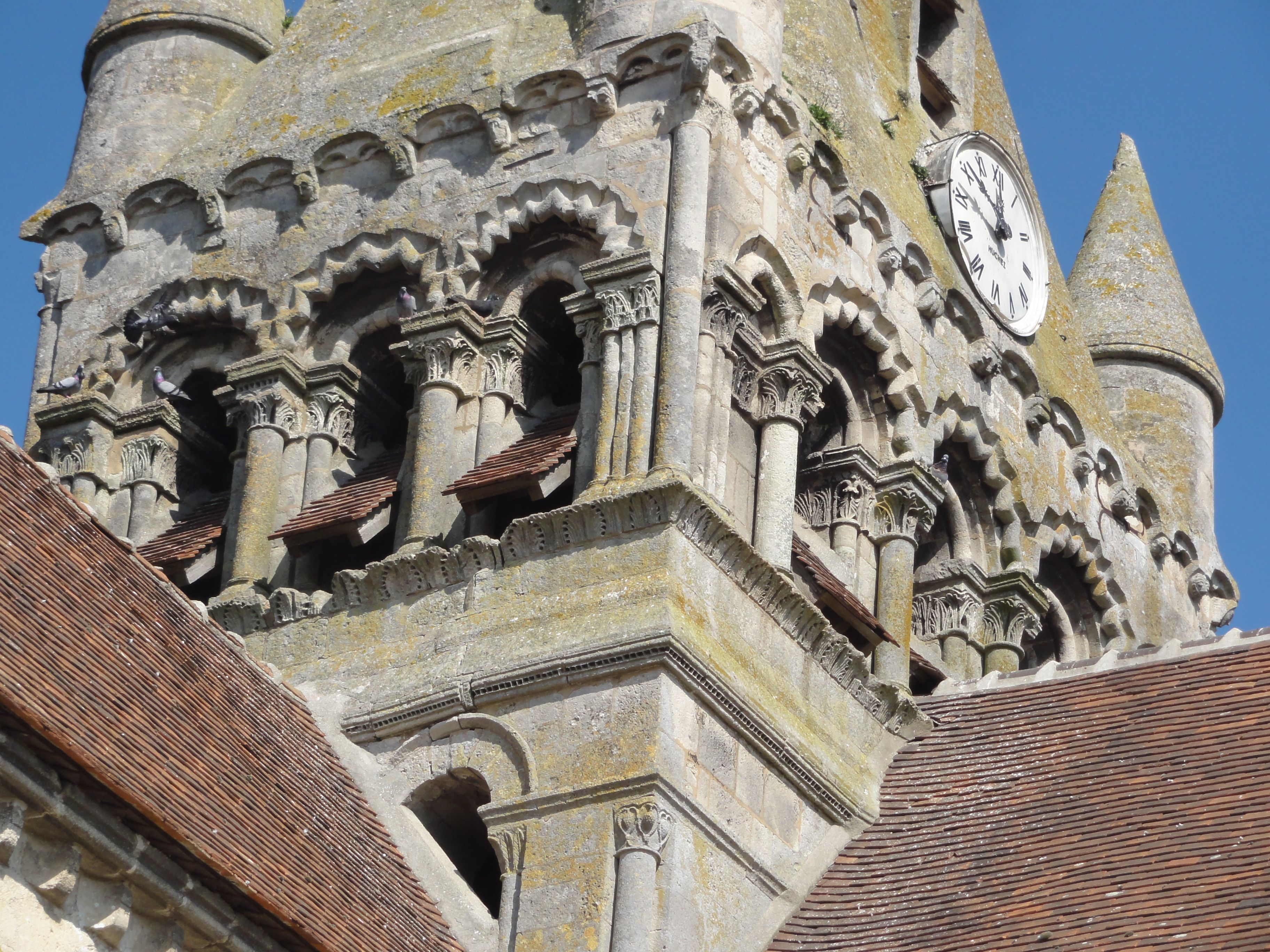
Clocher, vue depuis le sud-est.

L'élément le plus ancien de l'église est l'étage bas du clocher, qui date du début du XIIe siècle. Les noyaux des piles du clocher doivent remonter à la même époque, mais à l'intérieur de la croisée du transept, plus aucun élément roman n'est plus visible. Pourtant, Eugène Müller affirme encore le contraire à la fin du XIXe siècle : conscient du sérieux de cet auteur, Jean Vergnet-Ruiz n'exclut pas que ce fut encore le cas à la fin du XIXe siècle, mais qu'une restauration par le service des Monuments historiques ait fait disparaître ces traces. La nef et l'étage de beffroi du clocher sont un peu plus récents et ne datent que de la fin de la période romane, et plus précisément du second quart du XIIe siècle. Après l'achèvement de la campagne de construction qui eut lieu à cette époque, l'église devait présenter, selon Jean Vergnet-Ruiz, un plan semblable à celui de l'église Saint-Martin de Néry : nef rectangulaire non voûtée sans bas-côtés ; transept avec des croisillons peu développés ; clocher central se dressant au-dessus du carré du transept ; et chœur rectangulaire. Dominique Vermand attire l'attention sur le fait que contrairement à ce que suggère Jean Vergnet-Ruiz, les murs occidentaux des chapelles flanquant les croisillons à l'ouest ne représentent pas des vestiges des croisillons romans : dans cette éventualité, l'église montrerait un plan tout à fait anormal pour la région, avec un clocher s'élevant à l'est de la croisée du transept. En plus, les contreforts les plus orientaux de la nef se situent à la limite avec les chapelles, ce qui donne à penser que celles-ci n'existaient pas lors de la construction de la nef. Une autre particularité est le plan rectangulaire du clocher, dont l'extension nord-sud est plus importante que l'extension est-ouest, ce qui se constate aisément par le nombre de baies : trois au nord et au sud, quatre à l'est et à l'ouest. Dominique Vermand en déduit qu'il n'y avait pas de transept au milieu du XIIe siècle, et que la base du clocher était libre au nord et au sud : autrement, le maître d'œuvre aurait opté pour un clocher carré. Si cette démonstration est convaincante, l'on ne saisit pas pourquoi les auteurs pensent que le chœur était à chevet plat, car l'abside en cul-de-four constitue le cas le plus fréquent à la période romane,.
La première moitié du XIIIe siècle étant une période particulièrement prospère, beaucoup d'églises sont reconstruites à cette époque, notamment les parties orientales. Le plus souvent, l'on se contente d'une simple juxtaposition du nouveau chœur gothique, souvent lié à un nouveau transept, au transept ou à la nef romane. Les exemples les plus connus de la région sont les églises de Bury, Cambronne-lès-Clermont, Nogent-sur-Oise et Villers-Saint-Paul. À Ully-Saint-Georges, l'on conserve des parties du XIIe siècle lors du remaniement gothique du chœur vers 1260. La base du clocher avec sa faible ouverture marque alors une séparation entre deux mondes, avec un important contraste entre la sobriété de la nef et la splendeur du chœur, sauf à Bury, où il n'y a pas de clocher. Parfois la base du clocher est exhaussée afin d'éviter cette impression, comme à Ennery et Jouy-le-Moutier. Rarement la base du clocher romane est complètement éliminée, tout en préservant le clocher proprement dit, grâce à une astucieuse reprise en sous-œuvre : l'église Saint-Pierre-et-Saint-Paul de Sarcelles en constitue un exemple. C'est que l'on entreprend à Rully au début du XIIe siècle va dans le même sens. Comme à Sarcelles, le premier impératif du maître d'œuvre est de garder le clocher du siècle précédent, toujours apprécié pour la qualité de son architecture. L'on procède donc à une reprise en sous-œuvre des arcades vers la nef et vers le nouveau chœur, afin de pouvoir les élargir dans la limite de la largeur disponible entre les noyaux des piles romanes. Puisqu'il n'y a pas de bas-côtés pour assurer la communication entre la nef et les nouveaux croisillons, le maître d'œuvre a l'idée originale d'édifier des chapelles pour relier les nouveaux croisillons à la nef, avec des arcades obliques qui compensent la différence de largeur entre nef et croisée du transept, et évitent que le regard bute contre des murs. Sur un plan technique, les arcades contrebutent les piles occidentales du clocher, telles des arcs-boutants. L'alternative aux chapelles et arcades obliques aurait été des passages berrichons, comme on les trouve à Catenoy, Nogent-sur-Oise et Saint-Martin-des-Champs. Ils n'auraient pas permis d'unifier l'espace. Un autre effet des chapelles est de compenser la largeur insuffisante du transept, qui résulte des dimensions du clocher, et en adoptant la même hauteur que la nef, elles assurent la transition entre celle-ci et les parties orientales, nettement plus élevées.

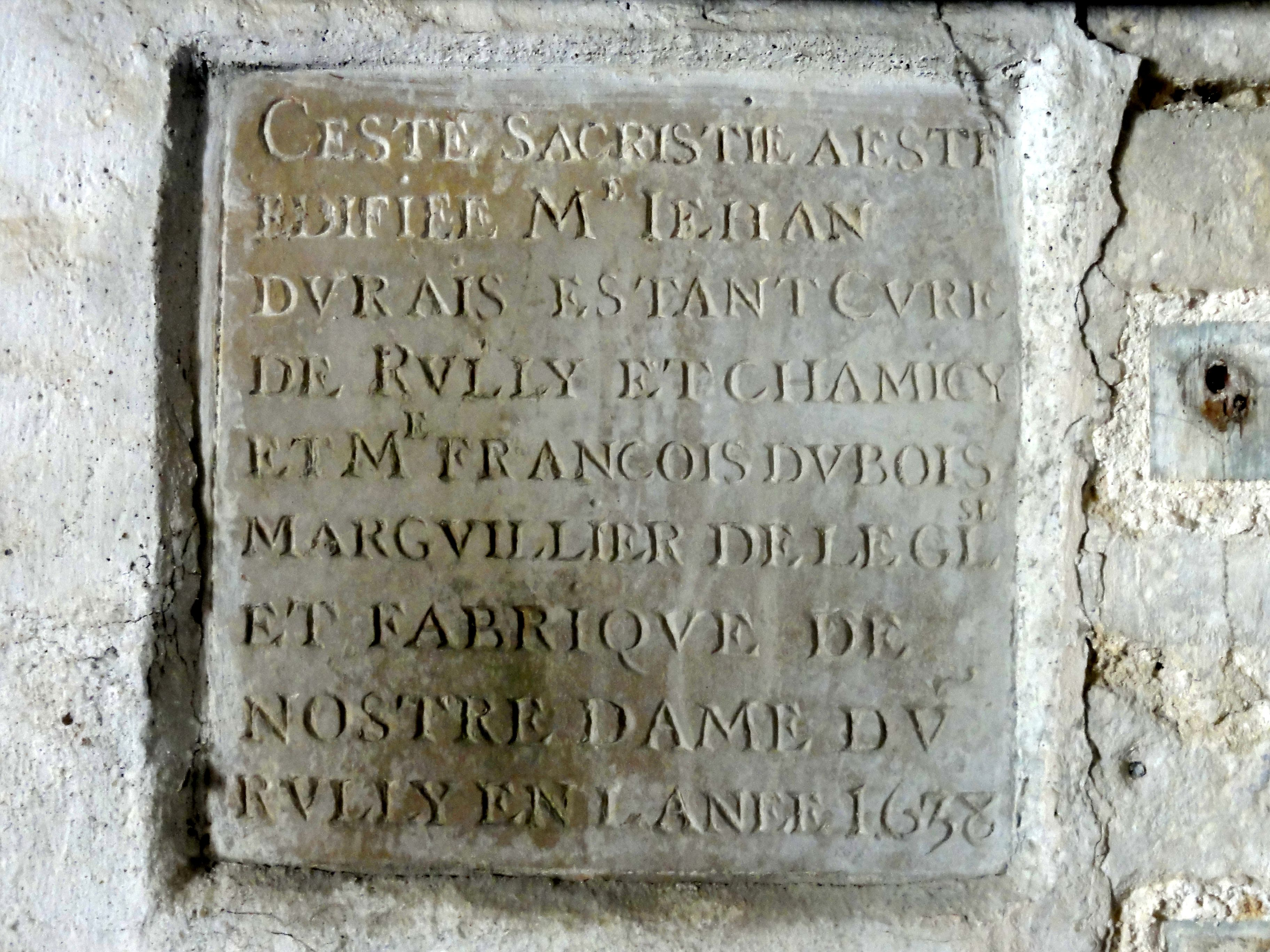
Plaque commémorative pour la construction de la sacristie en 1638.

En résumé, l'on peut donc distinguer trois campagnes de construction distinctes. Au début du XIIe siècle, un nouveau clocher et sans doute un nouveau chœur sont édifiés à l'est d'une nef beaucoup plus ancienne, dont l'on ignore tout. Au second quart du XIIe siècle, la vieille nef est jetée bas est remplacée par la nef actuelle, qui est relativement spacieuse pour une église rurale de l'époque. En même temps, le clocher est exhaussé d'un étage. Vers 1240, le chœur juste vieux d'un siècle est démoli à son tour et remplacé par un nouveau chœur gothique. En même temps, la base du clocher est reprise en sous-œuvre pour élargir les arcades vers la nef et le chœur, et lui donner une apparence gothique. Des croisillons sont ajoutés au nord et au sud et font de la base du clocher le carré du transept. Afin de relier les croisillons à la nef tout en assurant une transition harmonieuse, des chapelles sont créées à l'angle des croisillons et de la nef. C'est ce qui distingue l'église Notre-Dame-et-Saint-Rieul de Rully des autres églises de la région, et en fait un édifice d'intérêt considérable. Le clocher est lui aussi tout à fait remarquable, à la fois pour sa conception atypique et la qualité et la richesse de sa sculpture monumentale, à cheval entre roman et gothique. Peu de modifications interviennent après le XIIIe siècle. Au XIVe siècle, voire seulement au XVIIe siècle, le supposé toit toit en bâtière du clocher est remplacé par la flèche en pierre actuelle, qui est très en dessous du niveau esthétique des flèches romanes et gothiques primitives de la région. En 1638, les fenêtres de la nef sont repercées, et en la même année, une sacristie est bâtie devant le chevet. Une plaque commémorative en témoigne. Il n'est par contre pas évident sur quelle source se fonde la date de 1638 pour les fenêtres de la nef, avancée par Jean Vergnet-Ruiz. L'église est classée monument historique par liste de 1862,.

## Description

### Aperçu général

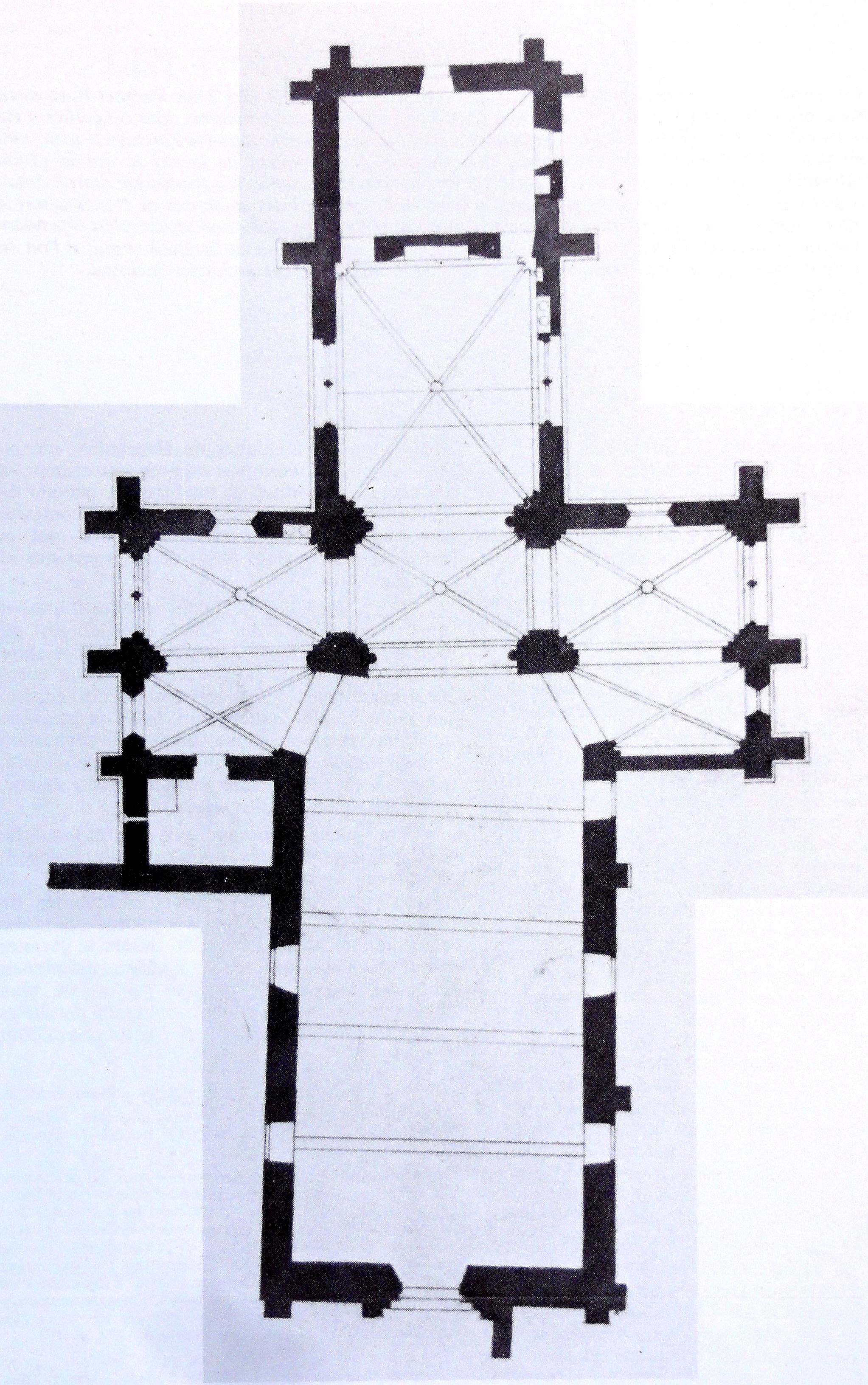
Plan de l'église.

Presque régulièrement orientée, mais avec un axe dévié légèrement vers le sud-est du côté du chevet, l'église se compose d'une nef non voûtée sans subdivision en travées ; de deux chapelles dans les angles entre la nef et les croisillons du transept, avec lesquels elles font corps extérieurement ; d'un transept dont le carré tient en même lieu de base de clocher ; d'un chœur rectangulaire d'une seule travée, se terminant par un chevet plat ; et d'une sacristie devant le chevet. Une seconde sacristie, désaffectée, occupe l'angle entre la chapelle nord et la nef. Elle contient l'accès au clocher. La nef est romane, à l'exception des fenêtres qui ont été repercées en 1638. Les chapelles, le transept et le chœur sont gothiques et voûtés d'ogives. Les noyaux des piles du clocher sont néanmoins romanes. La sacristie est à peu près contemporaine des fenêtres de la nef et voûtée d'arêtes. Le premier étage du clocher roman, en partie dissimulé par les toits des croisillons, date du début du XIIe siècle, et l'étage de beffroi date du second quart du XIIe siècle, alors que la flèche en pierre n'est que du XIVe siècle tout au plus, voire nettement postérieure. La structure des toitures est assez simple, avec des pignons orientés vers les quatre points cardinaux, correspondant à la nef, aux croisillons et au chœur, et des toits en appentis pour les chapelles, prenant appui contre les murs occidentaux des croisillons. L'église ne possède plus qu'un unique accès, en l'occurrence le portail occidental, mais la sacristie dispose également d'une porte extérieure,.

### Intérieur

#### Nef et chapelles latérales du transept

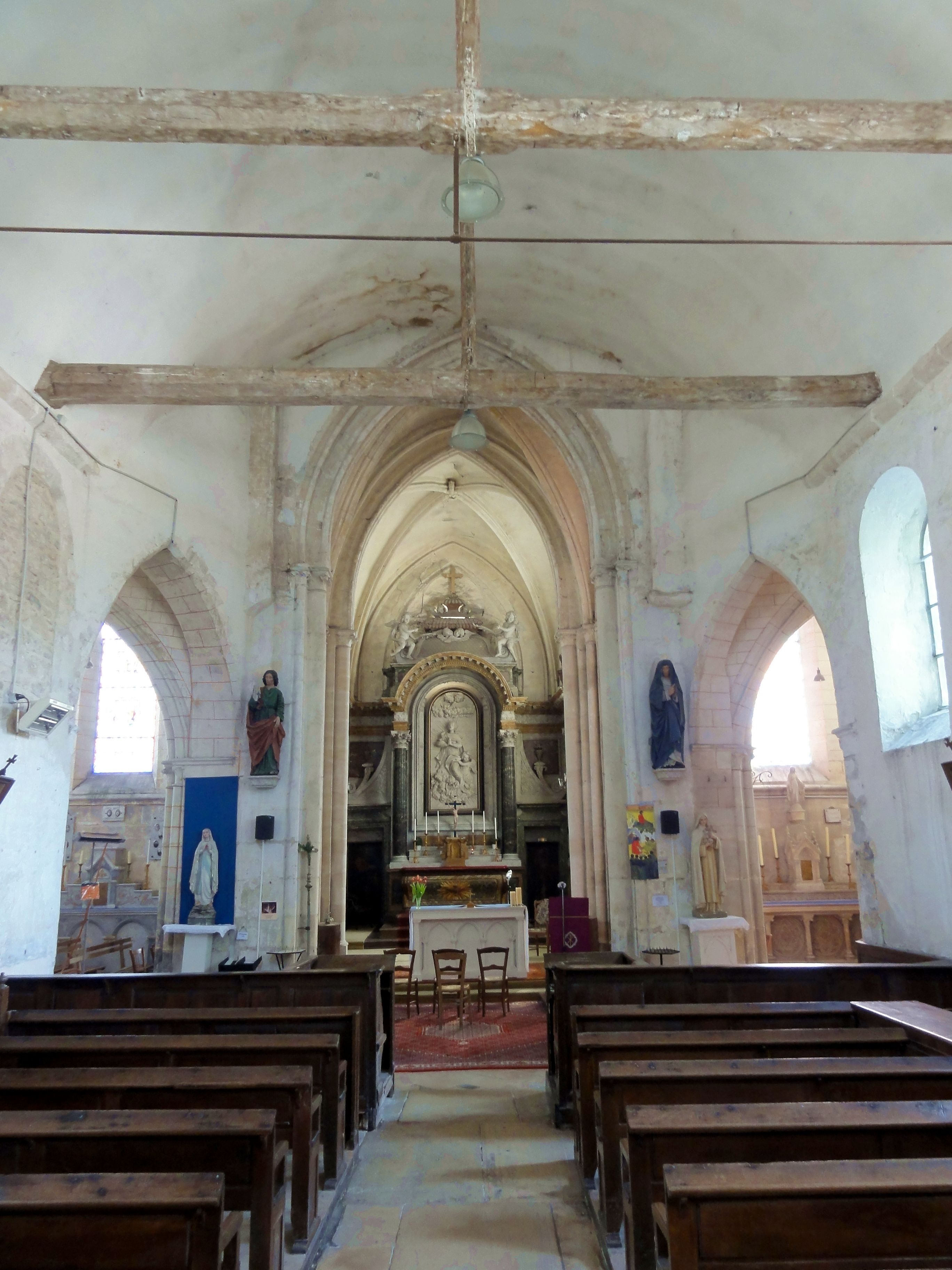
Nef, vue vers l'est.

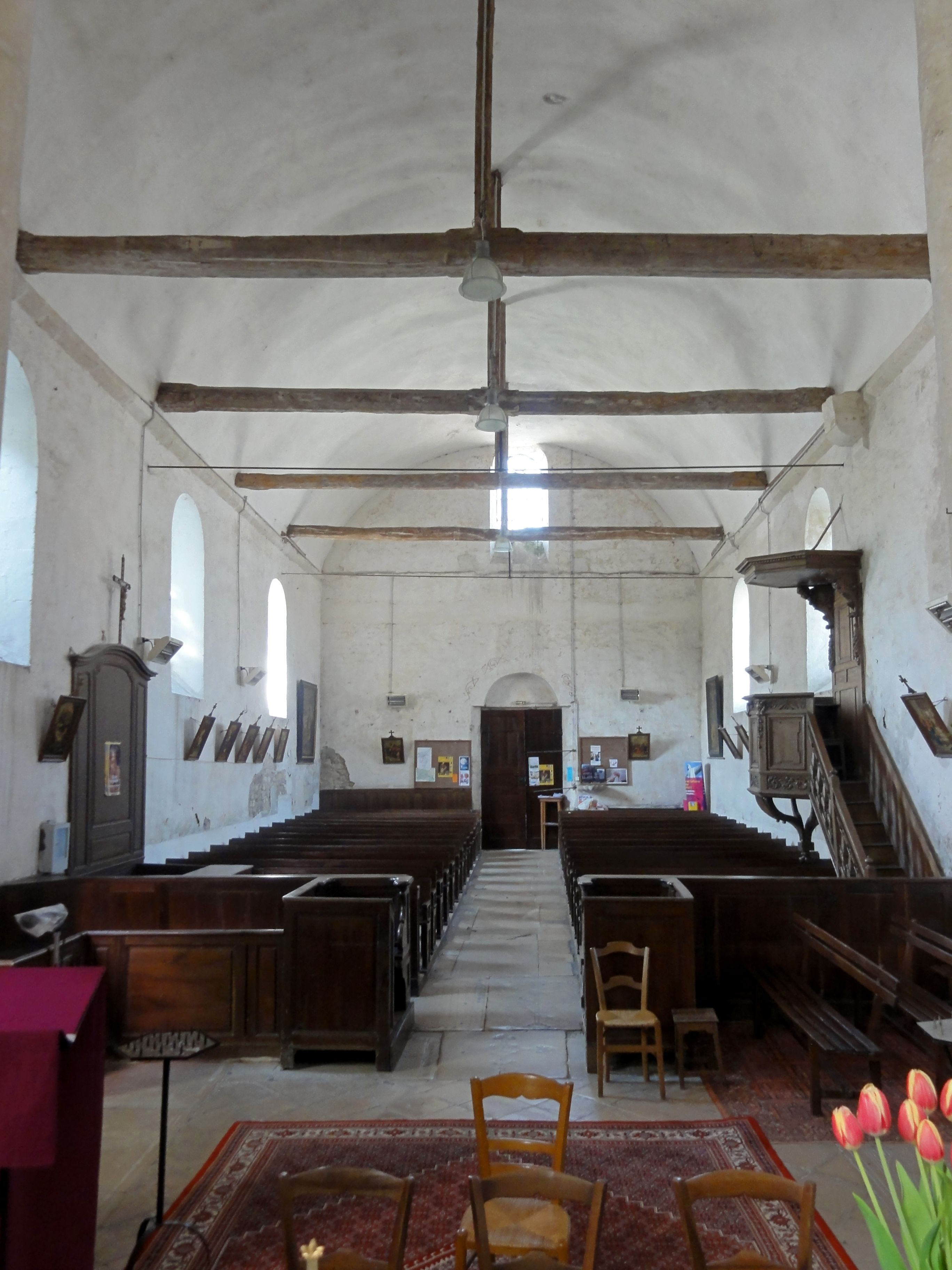
Nef, vue vers l'ouest.

La nef est lumineuse et surprend par son ampleur, mais comme dans la plupart des nefs uniques de la période romane conservées dans la région, les rares caractéristiques déterminant son caractère roman ont été gommés par des remaniements pourtant restreints : les fenêtres sont du XVIIe siècle, et le plafond est une fausse voûte en berceau de bois et plâtre. Seulement les quatre entraits et poinçons apparaissent encore de la charpente. La dernière fenêtre du nord a été bouchée, sans doute lors de la construction du local qui contient l'accès au clocher. Au-dessus de l'arc en plein cintre du portail, dont les jambages ont été évasés, l'on aperçoit encore les restes un décor peint en faux appareil suggérant les claveaux, et des rinceaux fort simples l'entourent. Ces peintures murales n'ont pas été datées par les auteurs. Le dallage du sol en pierre de liais et les nombreuses pierres tombales, mais surtout le beau mobilier ancien donnent du caractère à la nef. C'est surtout sa cohérence qui séduit, car tous les bancs de fidèles sont du même modèle, et pas un seul ne manque. La chaire est signalée par Jean-Vergnet-Ruiz comme « bonne hucherie de la rénovation de 1638 ». Elle est de style baroque, richement décoré, mais sans les habituels bas-reliefs représentant les Évangélistes, et le dessous de l'abat-voix est peint d'une représentation de l'Esprit Saint, qui doit être l'œuvre du même peintre que les représentations de saint Paul et saint Pierre sur les portes de la sacristie. C'est peut-être cette observation qui amène Jean Vergnet-Ruiz à penser que la rénovation de la nef date de 1638, date figurant sur la plaque commémorative de la sacristie. Comme de coutume, le banc d'œuvre fait face à la chaire.
Lors de la transformation gothique de l'église, les arcades obliques déjà évoquées ont été ménagées dans la partie postérieure de la nef, mais les murs extérieurs ont été conservés, ce qui indique que la nef romane subsiste en totalité. Même le plafond compris entre les deux arcades reste le même, et n'a pas été voûté d'ogives. Bien que les arcades n'aient pas été percées dans des murs préexistants, elles ne sont pas moulurées, mais simplement chanfreinées, et retombent sur des tablettes moulurées, qui servent en même temps de tailloirs aux chapiteaux des colonnettes adjacentes de la chapelle. Contrairement à ce que suggèrent les arcades vers la nef, l'intérieur des chapelles est très soigné. Dans la chapelle sud, deux colonnettes aux chapiteaux de crochets sont logées dans les angles à gauche et à droite du mur occidental. L'arc formeret au revers du mur occidental dispose en effet de supports dédiés, tandis que les ogives et le formeret au revers du mur méridional se partagent les mêmes chapiteaux. Pour cette raison, des colonnettes uniques flanquent les arcades vers les croisillons. Ces arcades sont moulurées d'un filet entre deux tores, et les piédroits adoptent la même forme. Munis de chapiteaux de crochets, les tores sont perçus comme de fines colonnettes. La chapelle nord est identique, sauf que le formeret occidental ne dispose pas de supports dédiés, et se les partage avec les ogives. Vu l'étroitesse des chapelles et l'extrémité biaise côté nef, les voûtes des chapelles paraissent assez curieuses. Le profil des ogives est d'un tore aminci en forme d'amande entre deux baguettes. Il n'y a pas de clé de voûte apparente. L'ensemble de la voûte est traité en faux appareil, ainsi que les arcades vers la nef. L'éclairage est assuré par un oculus au nord, et par une petite lancette unique au sud.

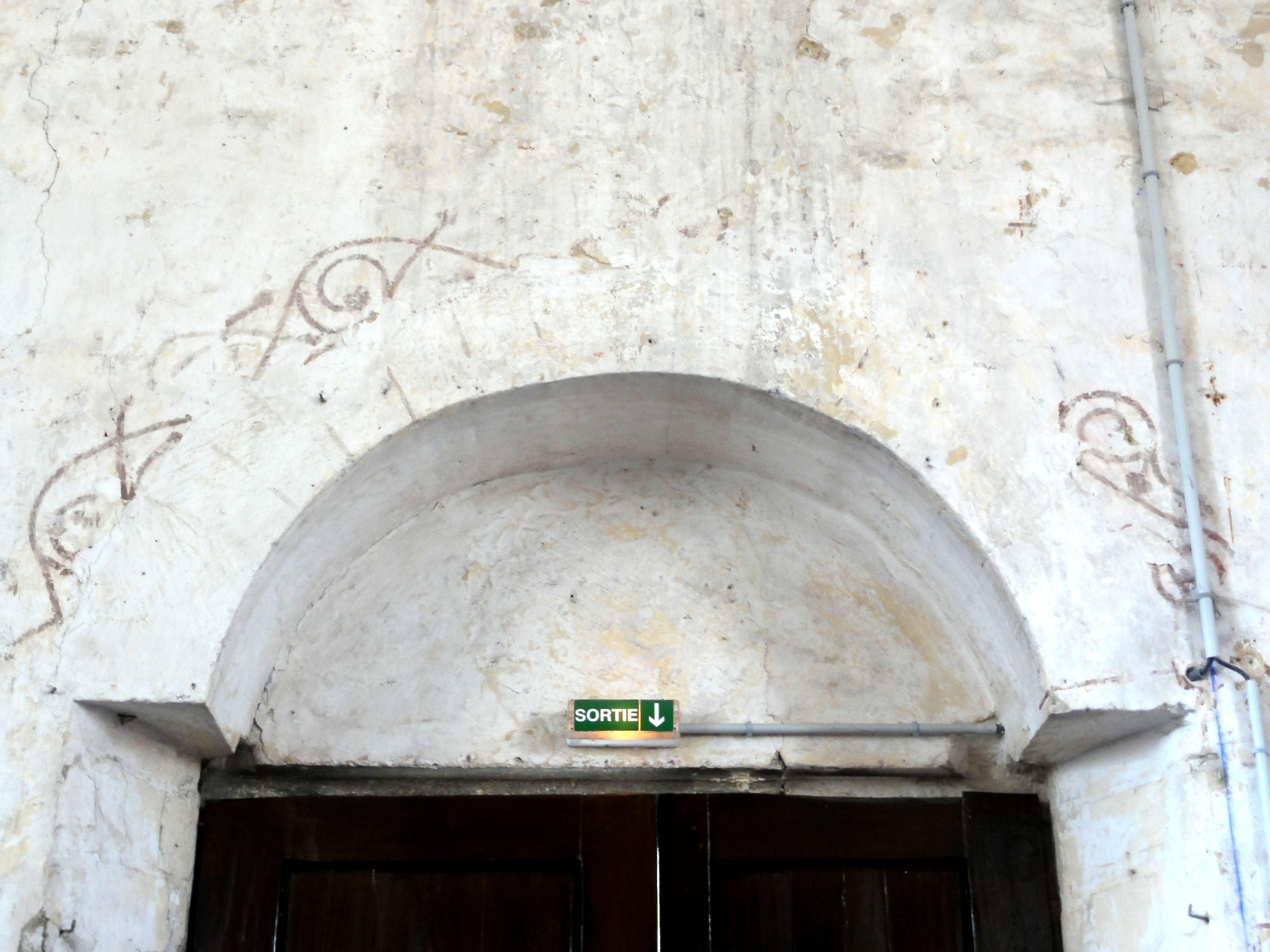
Peinture murale au revers de la façade.
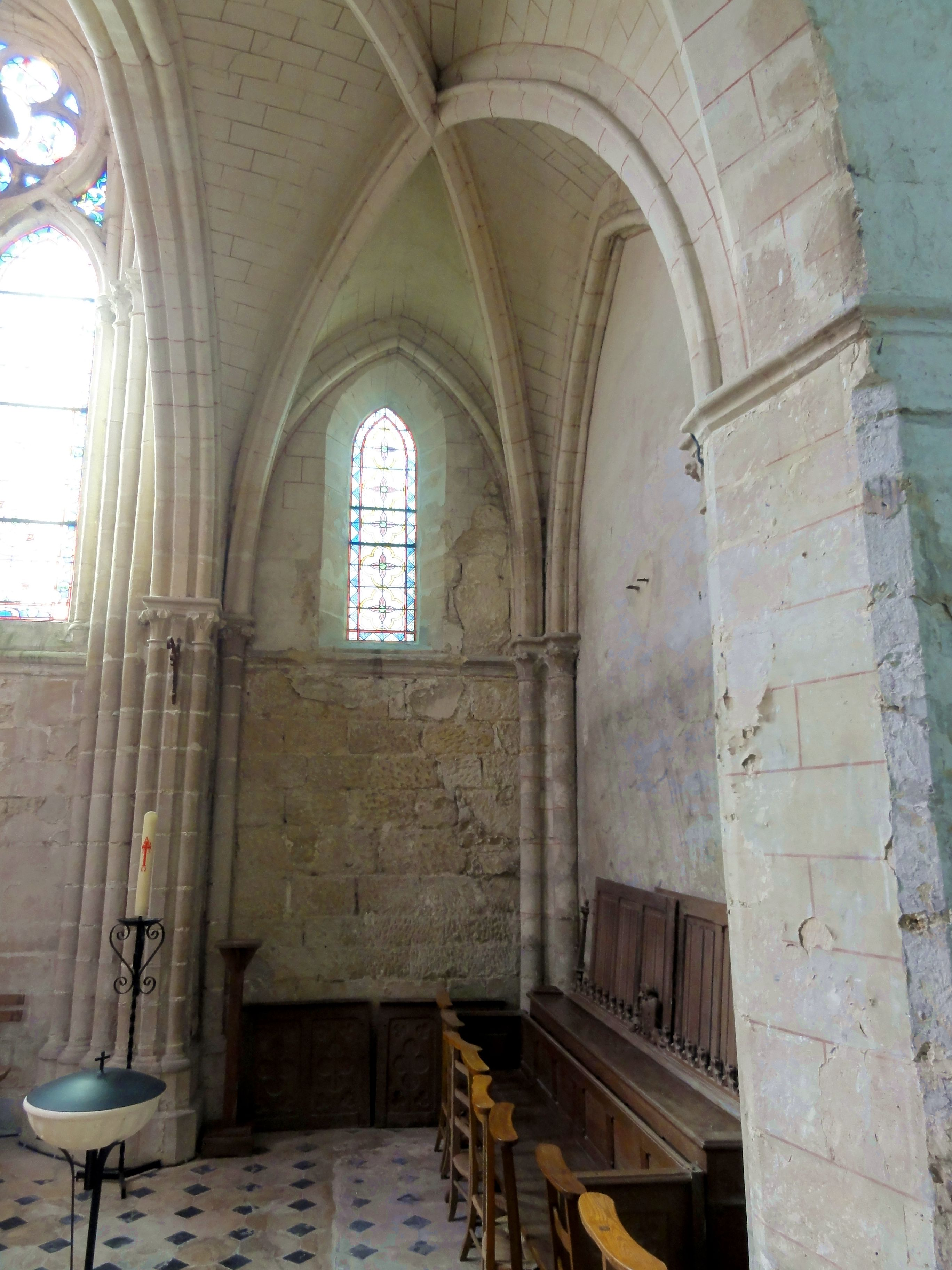
Chapelle sud ; à gauche, le croisillon.
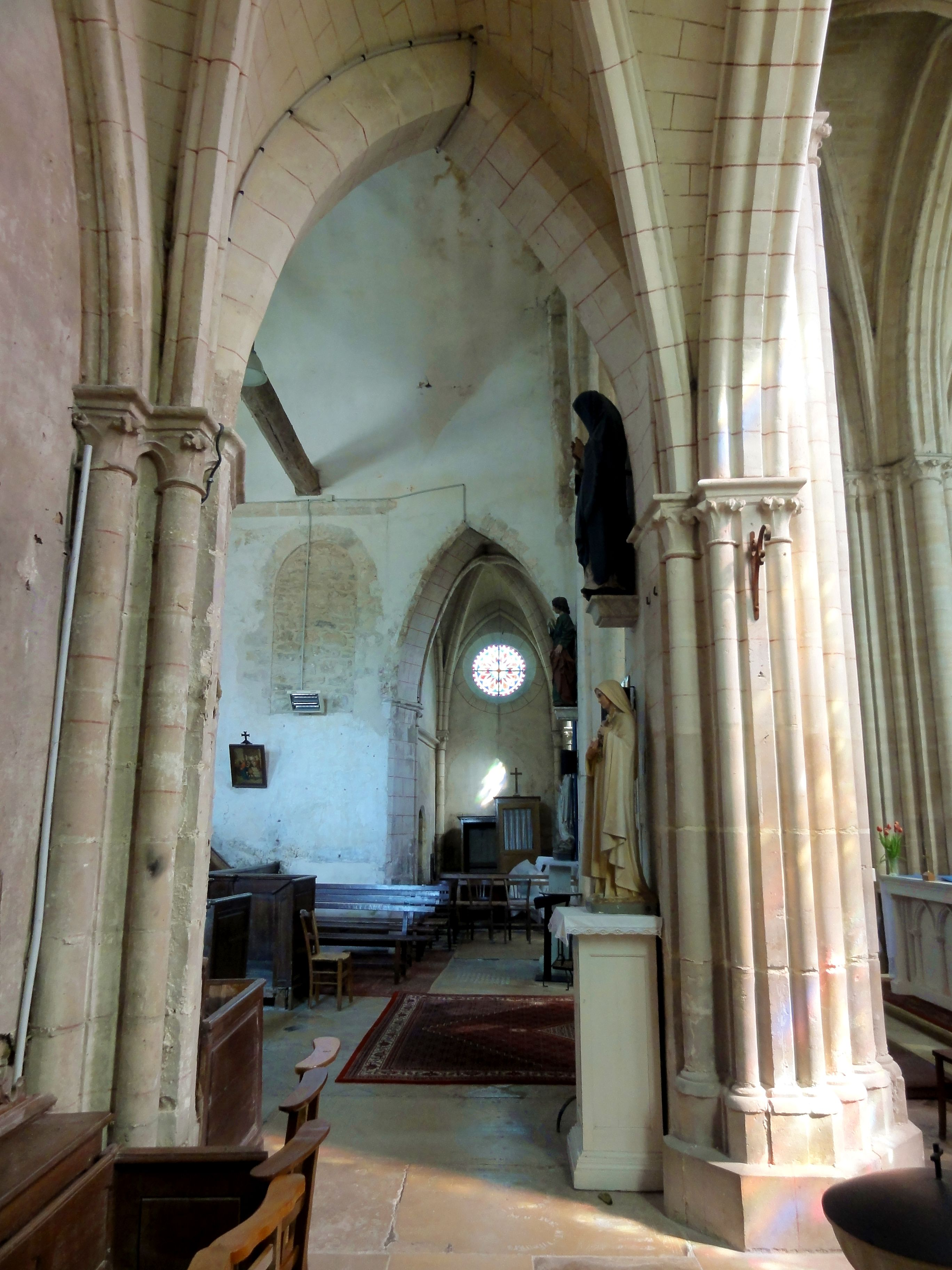
Chapelle sud, vue vers le nord à travers la nef.
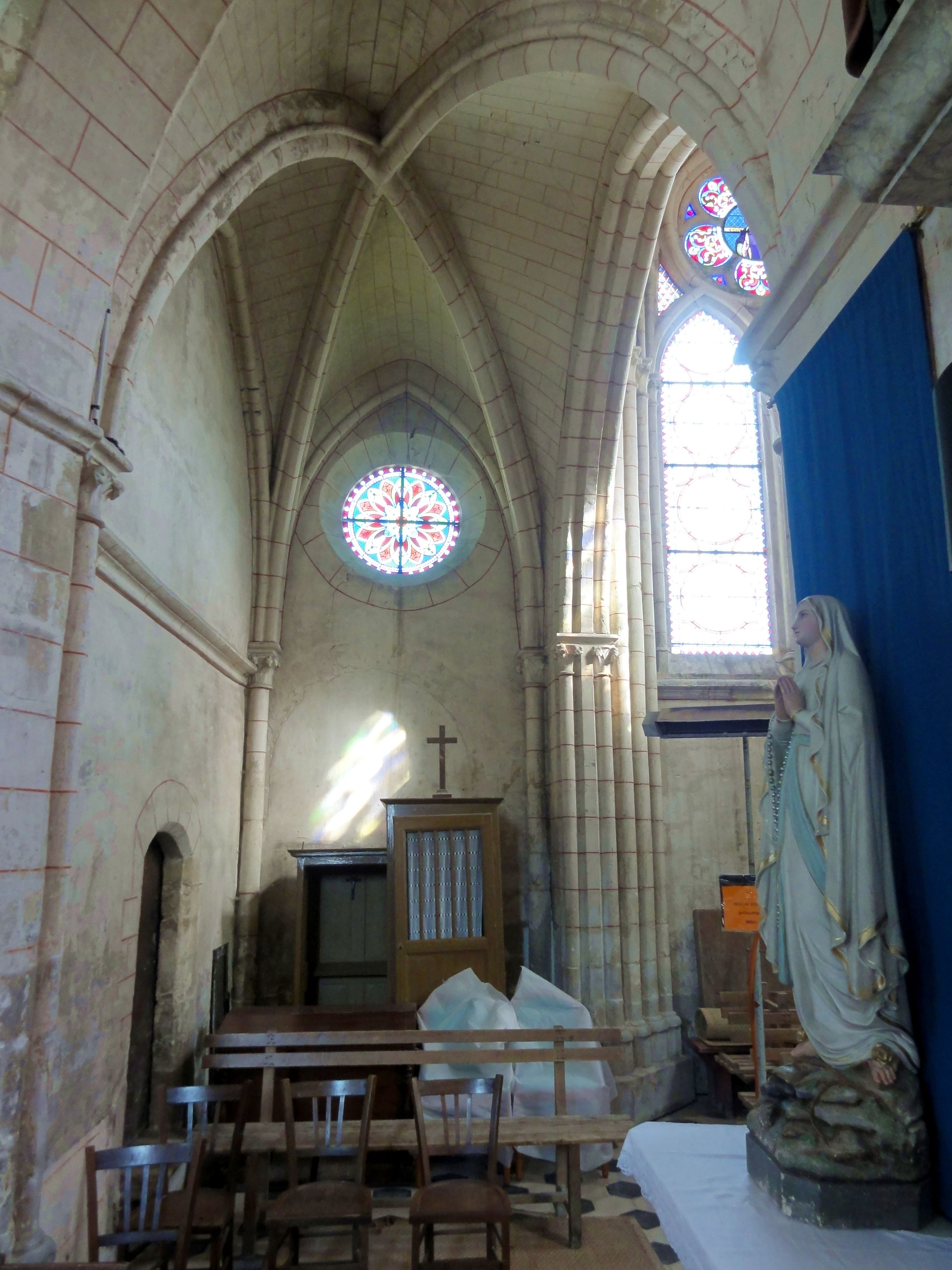
Chapelle nord ; à droite, le croisillon.
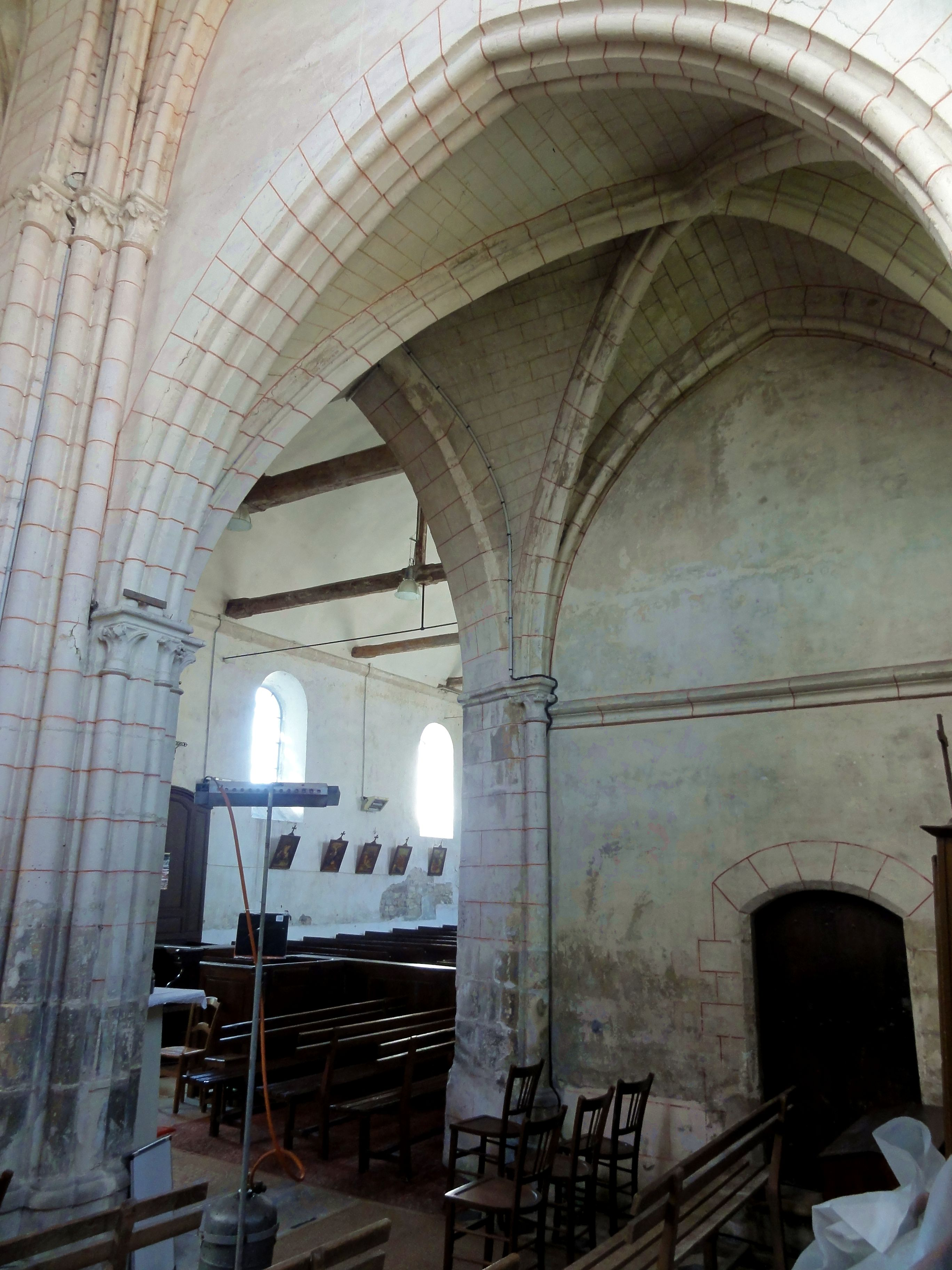
Croisillon sud, vue dans la chapelle.
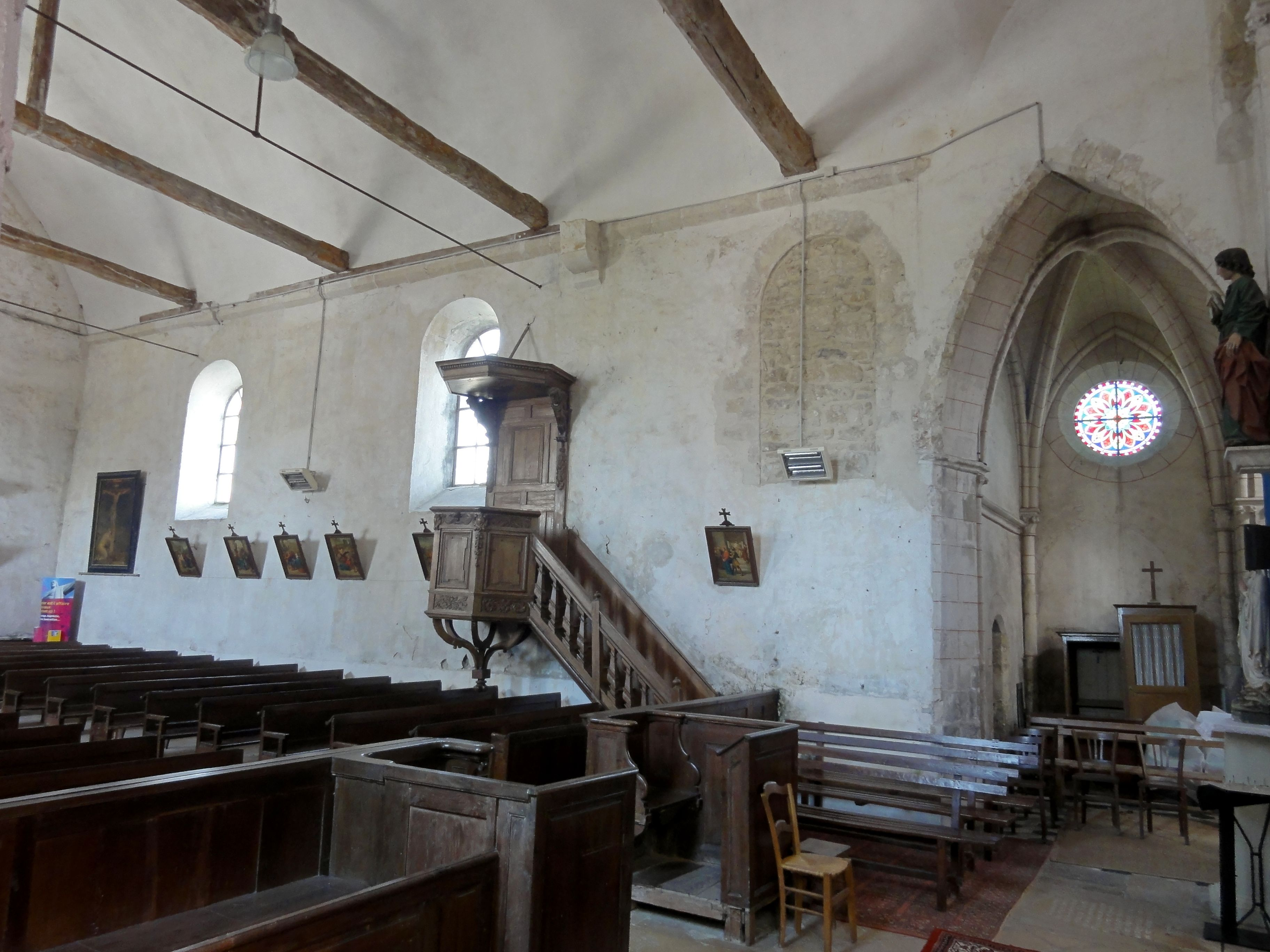
Nef, côté nord ; à gauche, l'arcade vers la chapelle.

#### Transept

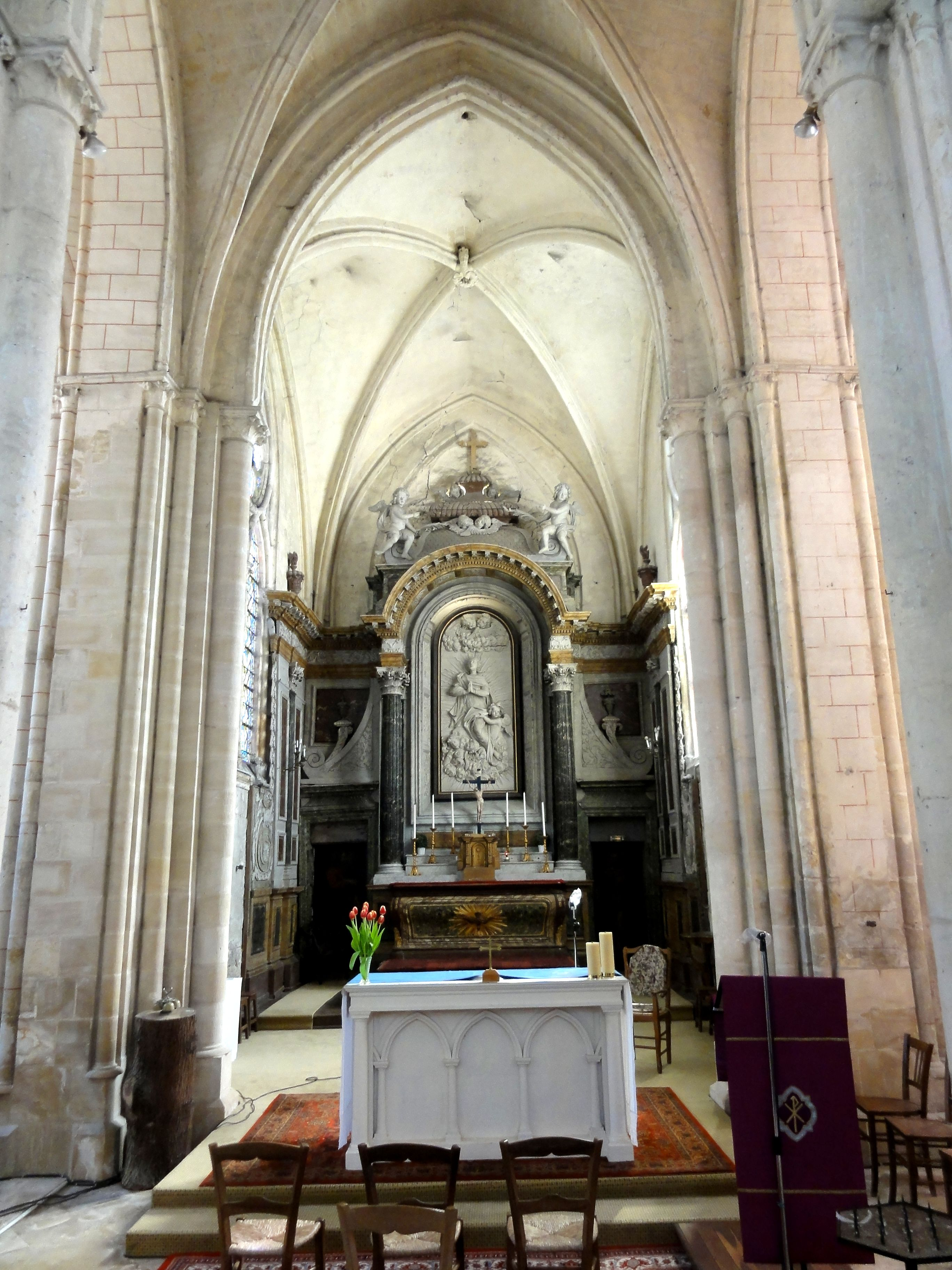
Croisée, vue vers l'est.

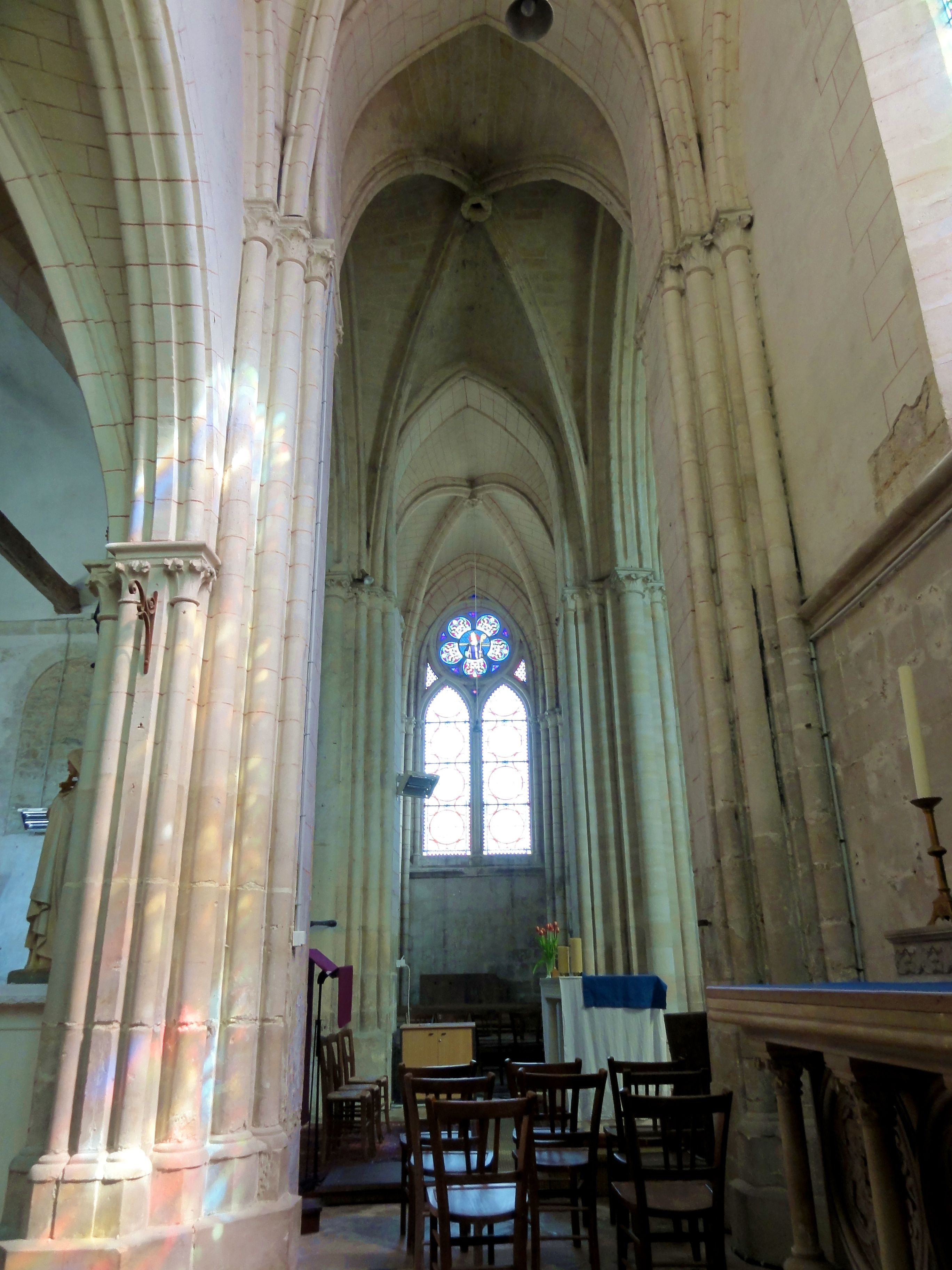
Croisillon sud, vue vers le nord.

Depuis la nef, la croisée du transept s'ouvre par une arcade à double rouleau, dont le sommet se situe à la même hauteur que celui du berceau de la nef. L'arcade avec ses supports est un peu moins large que la nef, et dans les angles nord-est et sud-est de la nef, les contreforts occidentaux du clocher font légèrement saillie. L'on n'a apparemment pas trouvé d'inconvénient à les araser au niveau du mur oriental de la nef, sur leur partie inférieure, afin de pouvoir poser des statues de part et d'autre de l'arcade (voir le chapitre Mobilier). À l'instar des formerets des chapelles, le rouleau supérieur de l'arcade est formé par un tore dégagé, et le rouleau inférieur est analogue aux arcades qui font communiquer les chapelles avec les croisillons. Mais contrairement à ces dernières arcades, la retombée s'effectue sur le tailloir carré du chapiteau d'une colonne unique de chaque côté. Cette colonne est flanquée de deux fines colonnettes, une de chaque côté, qui correspondent au rouleau inférieur. La logique voudrait que le même schéma se répète sur l'arcade orientale de la croisée du transept, mais ce n'est pas le cas : le rouleau supérieur retombe ici sur les mêmes chapiteaux que les ogives, et en lieu et place de ses colonnettes, l'on trouve des angles saillants. Quant aux arcades latérales assez étroites ouvrant sur les croisillons, elles sont en grande partie analogues aux arcades reliant les croisillons aux chapelles. Elles sont néanmoins plus larges, et le filet central devient donc un méplat. Les deux tores qui le flanquent ont un diamètre plus réduit, inférieur aux colonnettes cantonnant les piédroit. La raison pour laquelle ces arcades ne retombent pas sur des faisceaux de colonnettes telle l'arcade occidentale est évidente : le transept est déjà très étroit, et des supports supplémentaires auraient encore réduit l'ouverture d'arcades déjà très étroites,.
Si l'on regarde les arcades vers la croisée du transept depuis les croisillons, l'aspect n'est pas du tout le même. Dans les angles près des piles orientales du clocher, la largeur des piles est suffisant pour accueillir des faisceaux de trois colonnettes : une pour l'arcade vers la croisée, une pour l'ogive et une pour le formeret oriental. S'y ajoutent les colonnettes de l'arcade vers la chapelle, qui se rapprochent au maximum des trois autres, et l'ensemble des cinq fûts repose sur un socle commun. Les murs orientaux des croisillons ont été placés de sorte à laisser juste assez de place pour les supports des angles opposés. Certes, l'architecte aurait pu faire reculer les murs afin d'obtenir des croisillons plus larges, mais il a souhaité rester en continuité avec la croisée du transept, dont les dimensions sont commandées par le clocher. L'effet obtenu est tout à fait réussi, et l'esthétique des croisillons est particulièrement remarquable, même si l'on sera toujours surpris par leur étroitesse. Elle a en même temps l'avantage d'exagérer visuellement la hauteur, ce qui est cohérent avec les préoccupations de l'gothique rayonnante qui règne à partir du second quart du XIIIe siècle. Les fenêtres aux extrémités nord et sud affichent clairement leur appartenance à ce mouvement stylistique grâce à leur élégant remplage de deux lancettes surmontées d'une rosace hexalobe. L'ensemble de la baie est encadré par un tore, qui porte des chapiteaux à la même hauteur que ceux des arcades et de la voûte. Les tores soulignant les arcs des deux lancettes fusionnent avec ce tore, au lieu de retomber séparément, et de même, il n'y a qu'un unique meneau précédé d'un tore au centre, également muni d'un chapiteau. Dans le même sens, le tore entourant la rosace fusionne avec l'arc supérieur de la baie aux points de contact. Les écoinçons sont ajourés. Les fenêtres orientaux sont par contre de simples lancettes uniques, sans remplage. — Les voûtes des trois travées du transept retombent sur quatre colonnettes logées dans les angles, et les croisillons présentent des formerets sur chacun des murs. Comme dans les croisillons, les piles occidentales du clocher sont entièrement dissimulées par les colonnes et colonnettes à l'intérieur de la croisée. Les ogives sont au même profil que dans les chapelles. Dans la croisée, la clé de voûte est une couronne de feuillages percée d'un trou de cordes en son centre, et dans les croisillons, c'est une petite rosace.

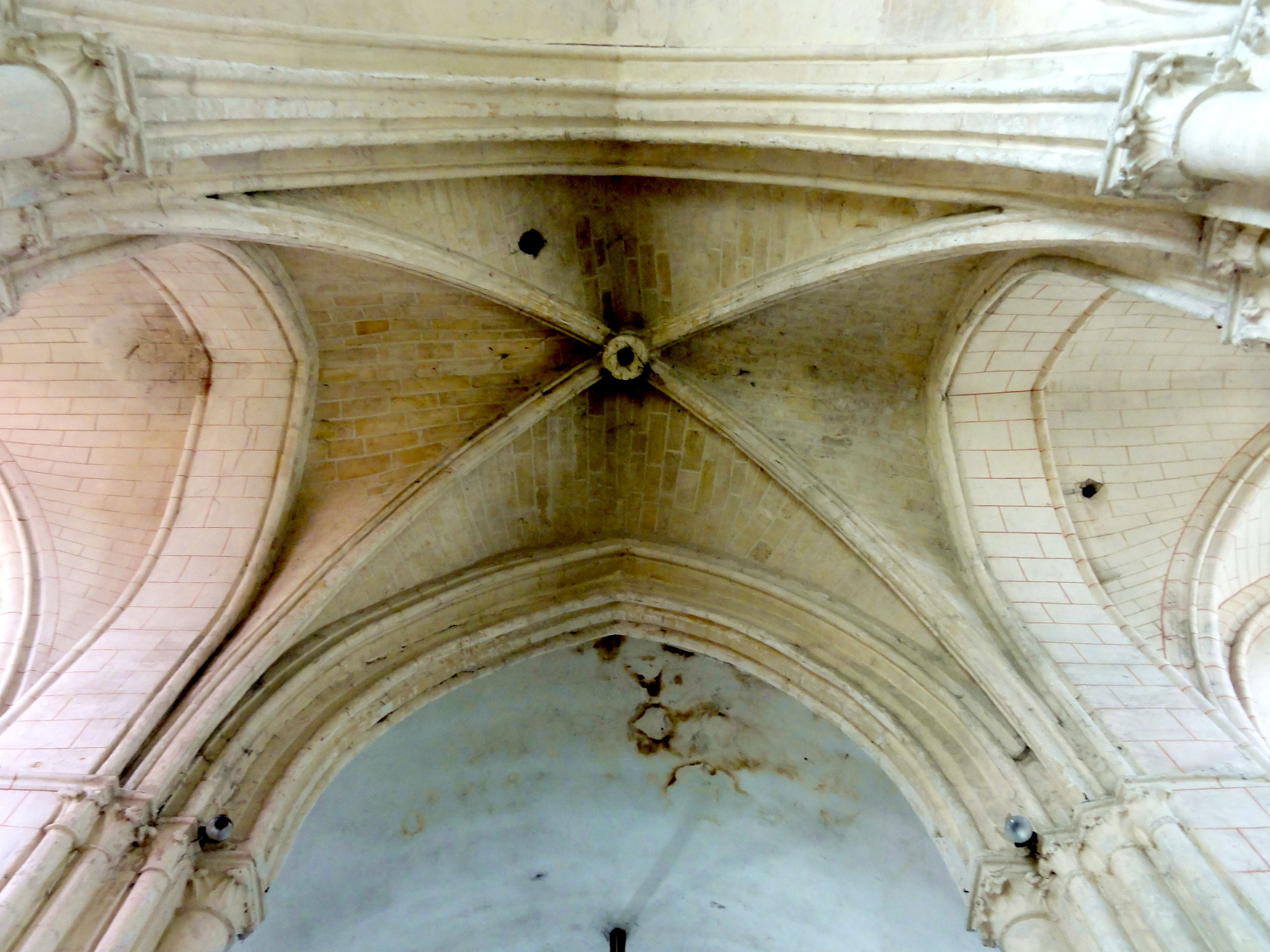
Voûte de la croisée (en bas, côté nef).
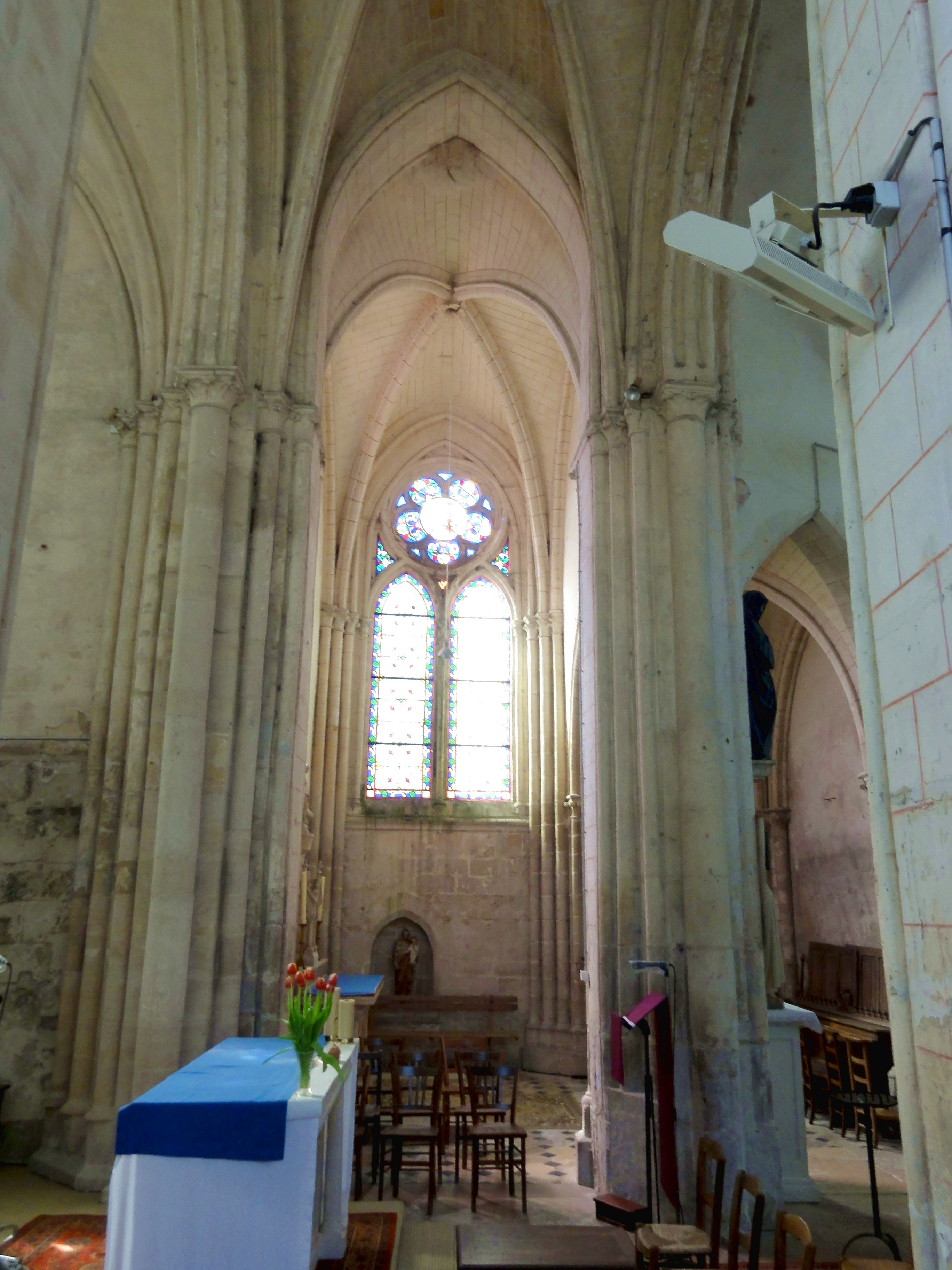
Croisée du transept, vue vers le sud.
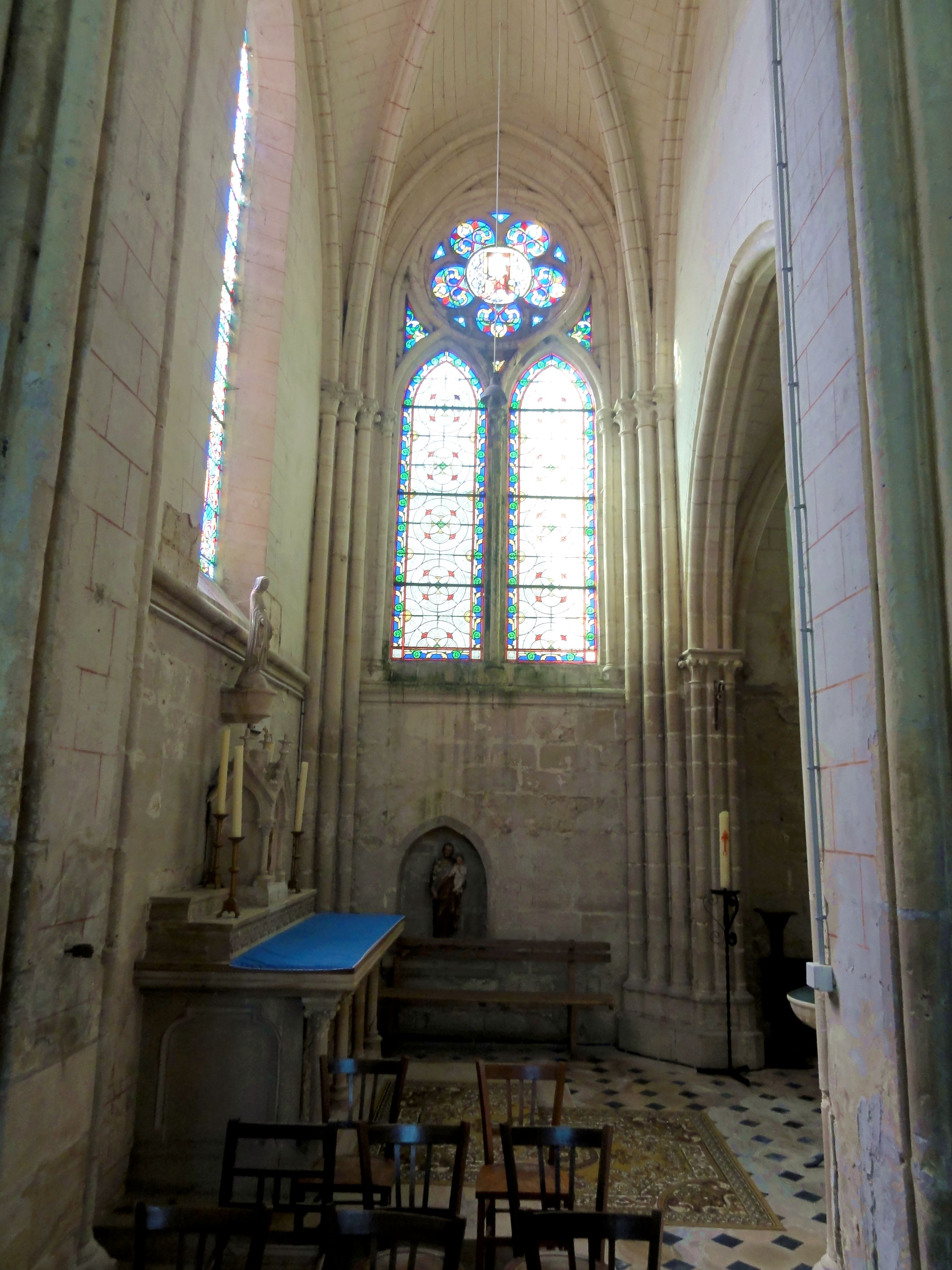
Croisillon sud.
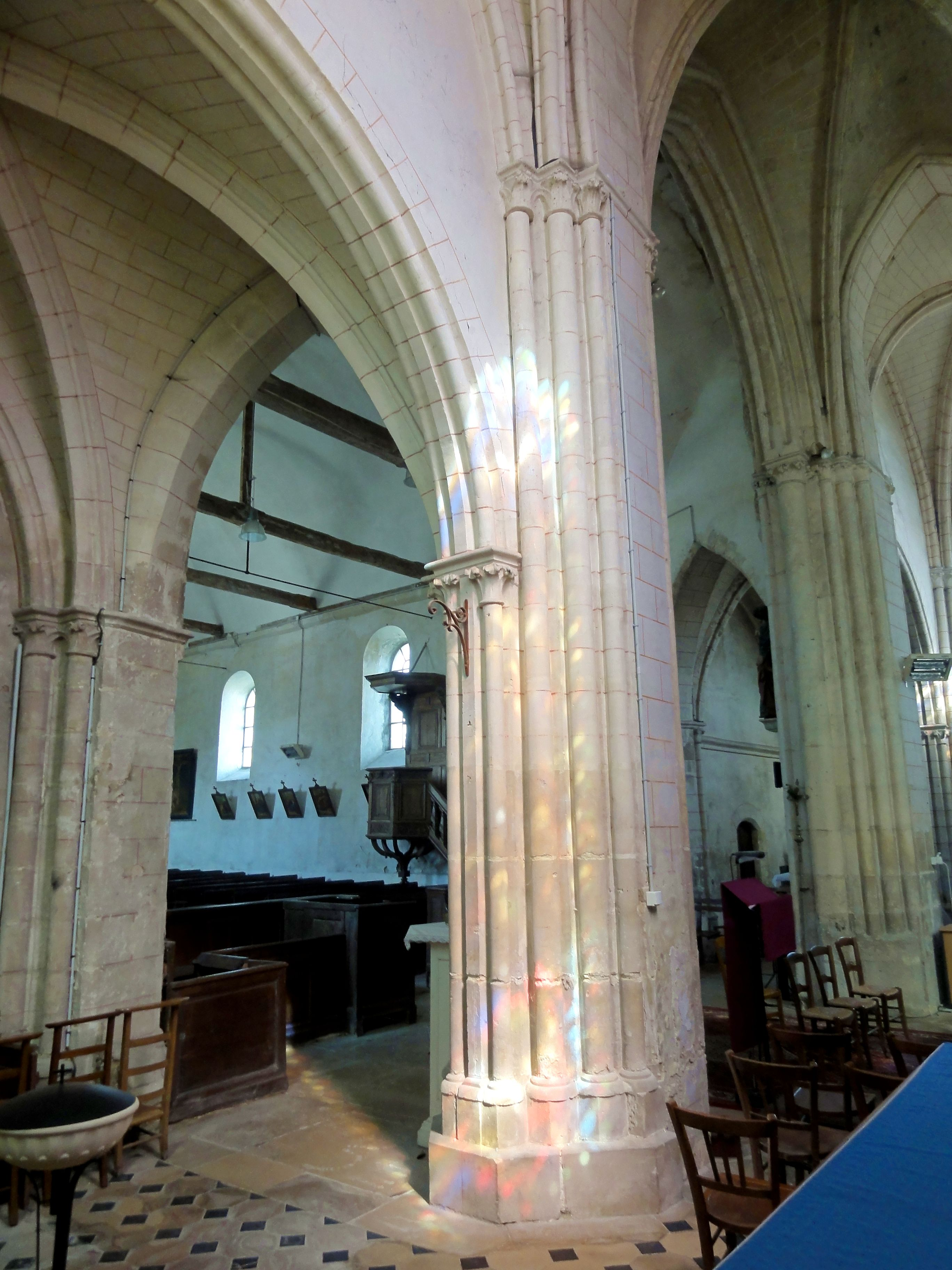
Croisillon sud, vue vers le nord-ouest.
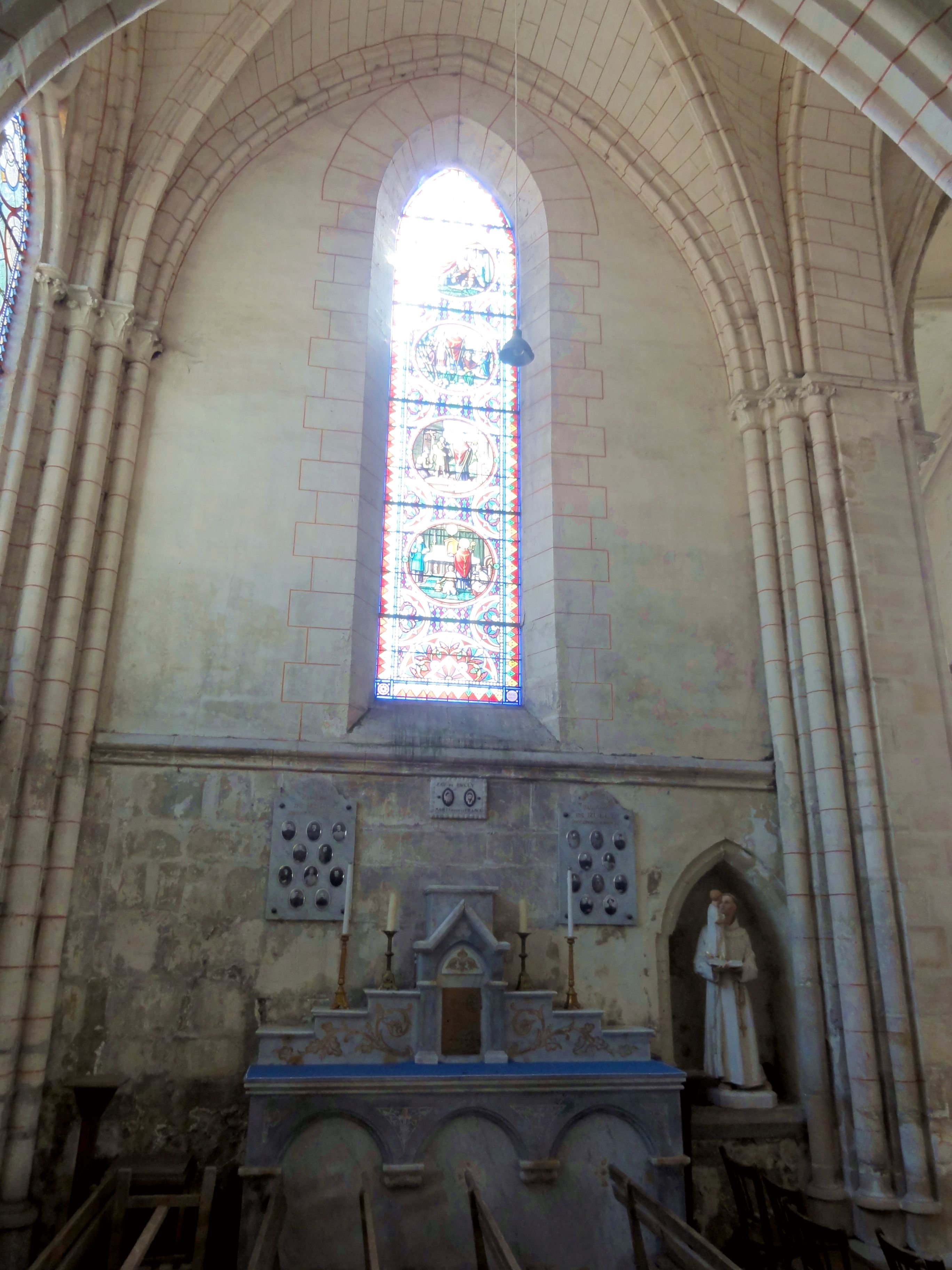
Croisillon sud, vue vers l'est.
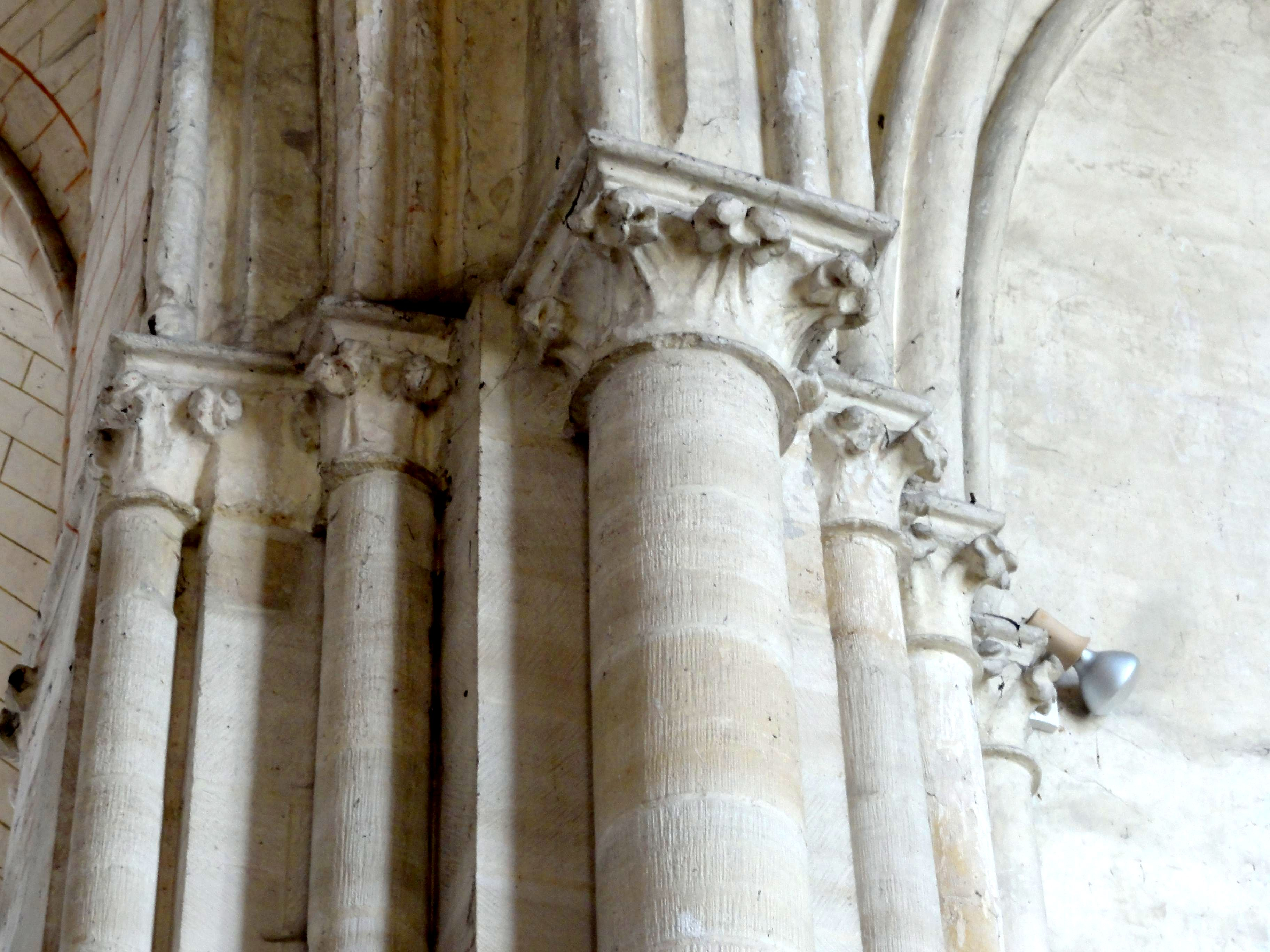
Pile nord-est du clocher, chapiteaux côté sud.

#### Chœur

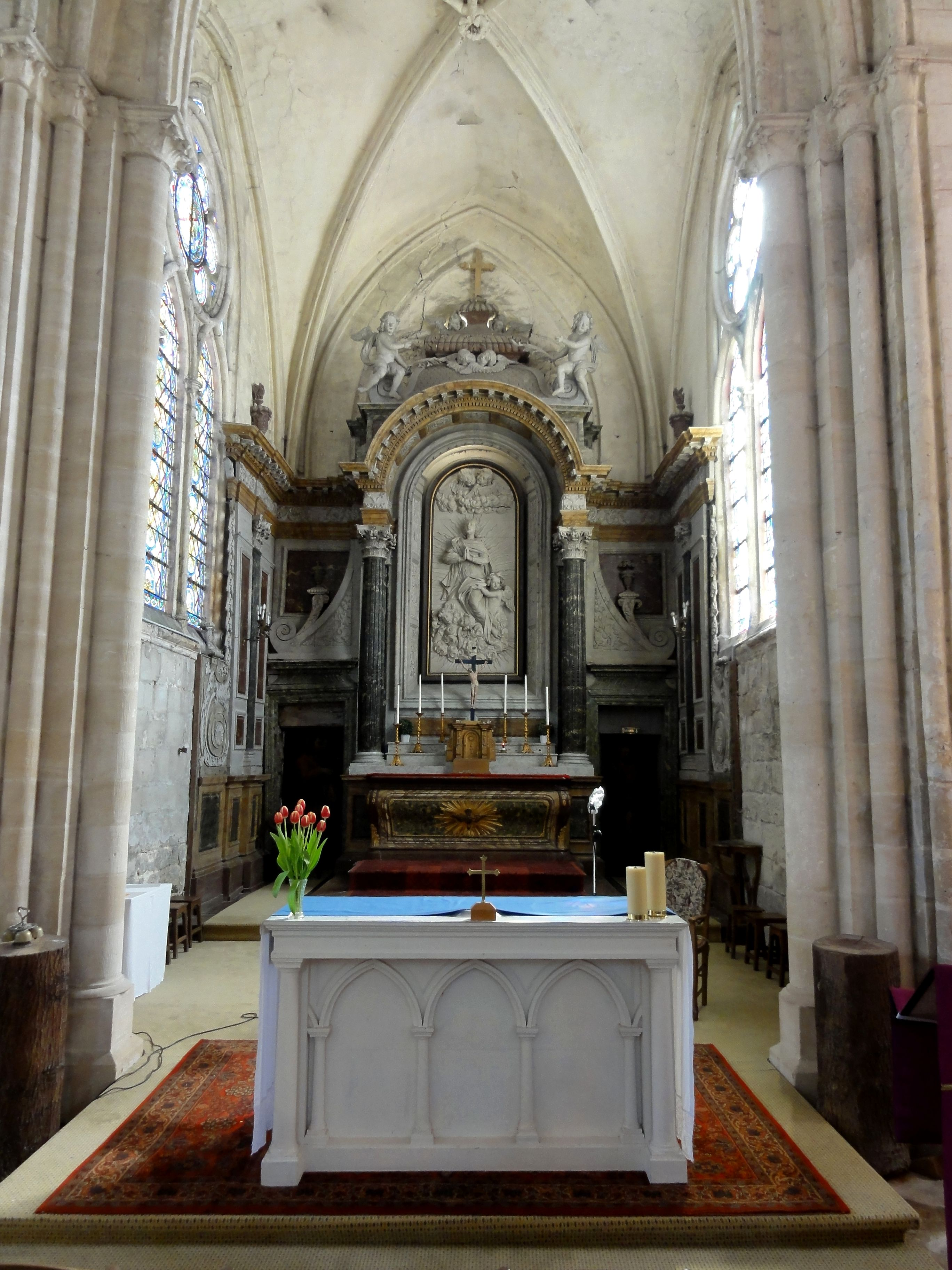
Vue dans le sanctuaire.

Œuvre du même maître d'œuvre qui reprit en sous-œuvre la base du clocher et qui éleva les croisillons et les deux chapelles, le sanctuaire est conçu selon les mêmes principes que les croisillons. Plus profond que large, il ne comporte qu'une unique travée, raison pour laquelle la croisée du transept a été rattachée au chœur liturgique. La hauteur est identique à celle de la croisée du transept et des croisillons, ce qui est tout à fait habituel à la période gothique, et il n'est pas évident pourquoi Dominique Vermand fait le rapprochement avec les chœurs-halles comme Villers-Saint-Paul et Nogent-sur-Oise : en effet, il n'y a pas de collatéraux ou chapelles latérales et les murs du nord et du sud donnent directement sur l'extérieur. Ils sont ajourés de fenêtres rayonnantes présentant les mêmes réseaux que les fenêtres d'extrémité du transept. Une fenêtre légèrement différente s'ouvrait jadis dans le mur du chevet, mais elle a été bouchée lors de l'installation du grand retable du maître-autel, vraisemblablement en 1638. Dominique Vermand est néanmoins parvenu à reconstituer son remplage, partiellement visible depuis l'extérieur. Il comportait trois lancettes de même hauteur surmontées d'un trèfle, comme les baies des chevets de Cambronne-lès-Clermont, Cramoisy et Saint-Martin-aux-Bois, certaines baies du bas-côté nord de la cathédrale de Senlis, la baie de la chapelle nord de Saint-Christophe-en-Halatte et une fenêtre de la chapelle sud de Villers-sous-Saint-Leu. « Ce type de fenêtre détermine une sorte de dilatation de l'espace construit, le mouvement vertical des trois lancettes étant brusquement interrompu par les deux lobes inférieurs du trilobe qui, par leur position, semblent écarter les piédroits de la fenêtre ». Dans les deux angles de part et d'autre de l'ancienne fenêtre, les supports ont été supprimés afin de permettre la base des somptueuses boiseries qui encadrent le retable. Dans les angles près des piles orientales du clocher, l'on trouve des faisceaux de trois colonnettes, correspondant aux formerets, ogives et au rouleau supérieur de l'arcade vers la croisée, et d'une colonne, correspondant au rouleau inférieur de la même arcade. Les ogives sont au même profil qu'ailleurs dans l'église, et la clé de voûte est une couronne de feuillages accompagnée d'une tête couronnée,.

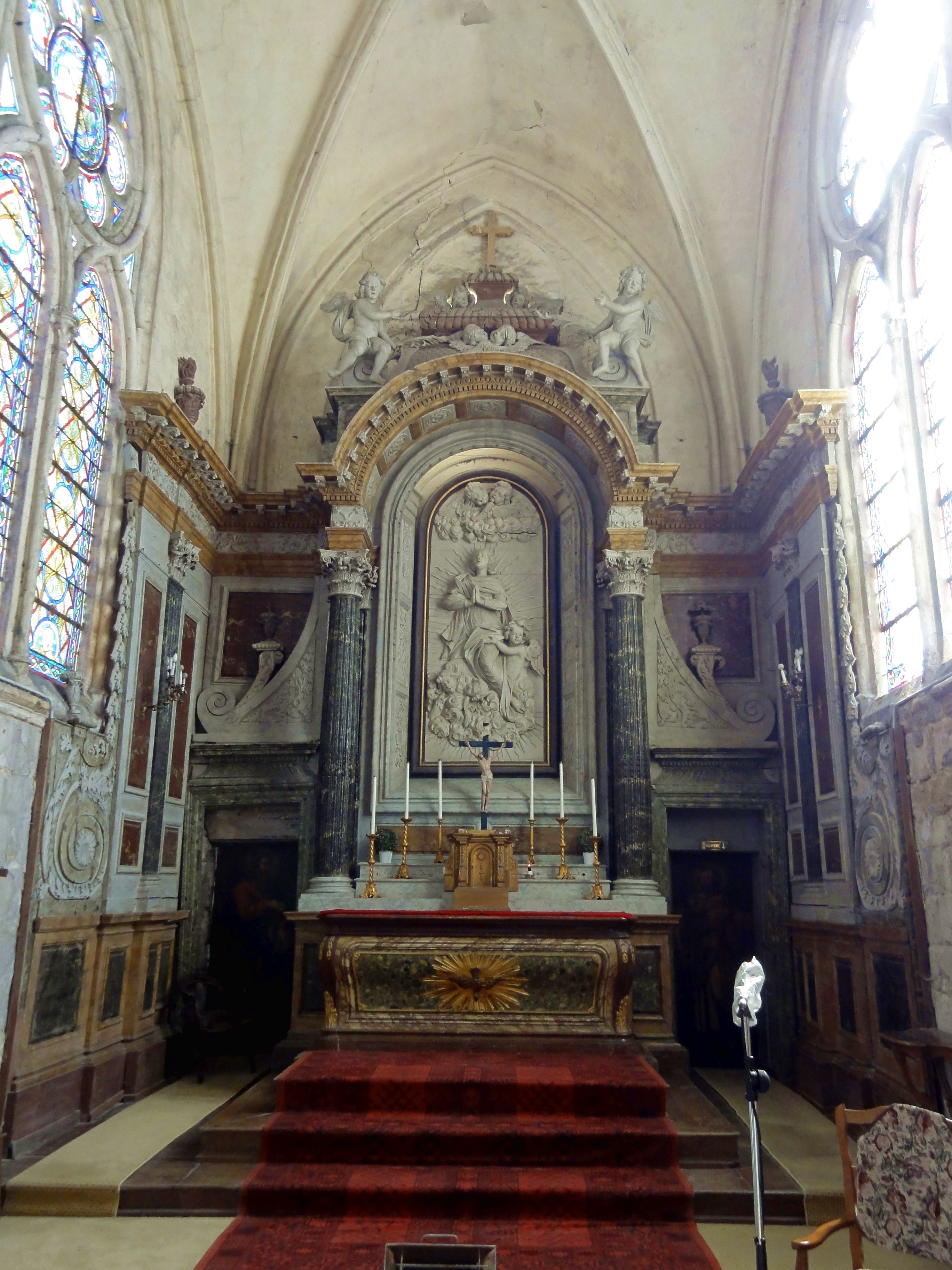
Vue sur le maître-autel.
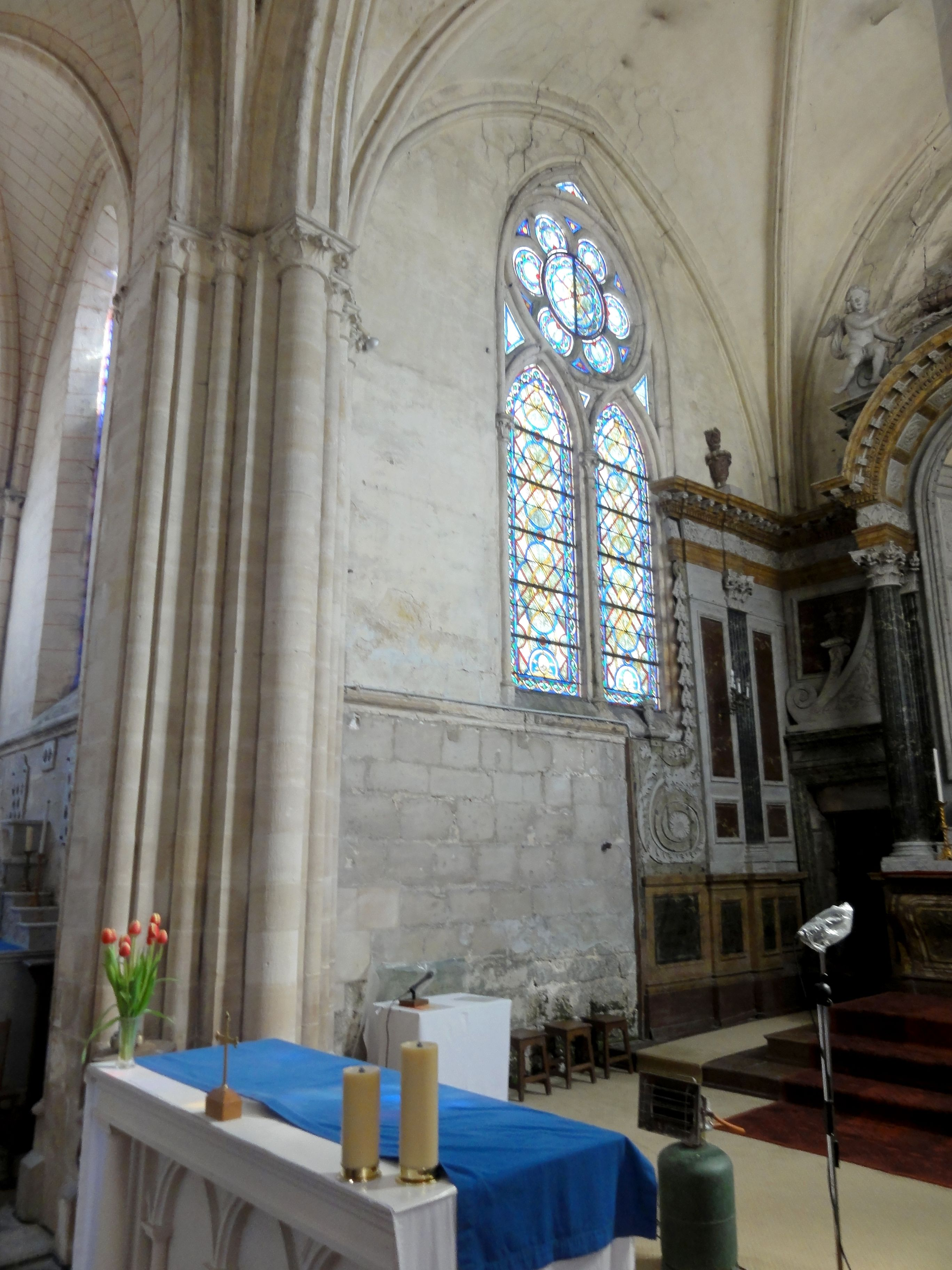
Élévation nord.
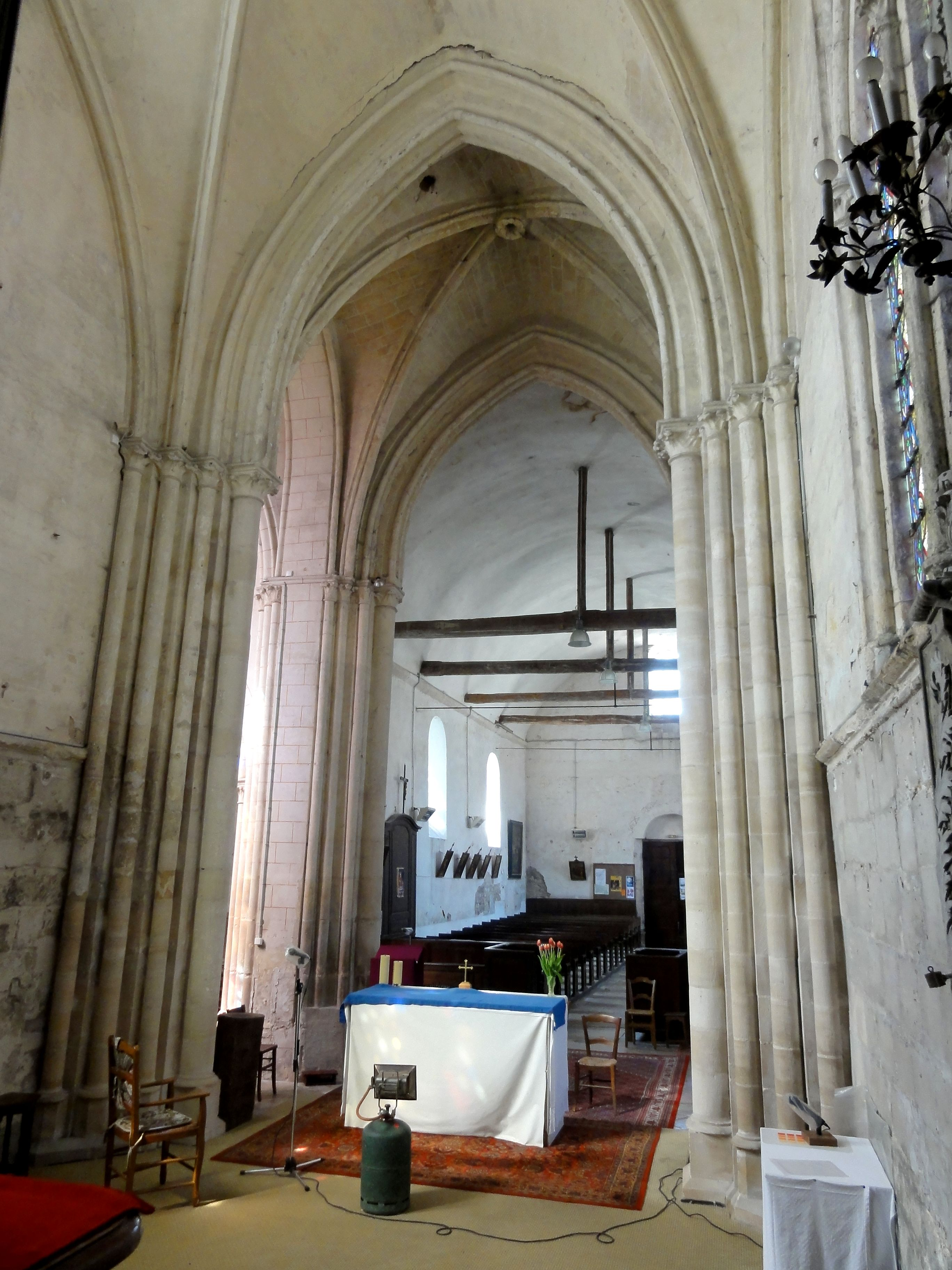
Vue vers l'ouest.
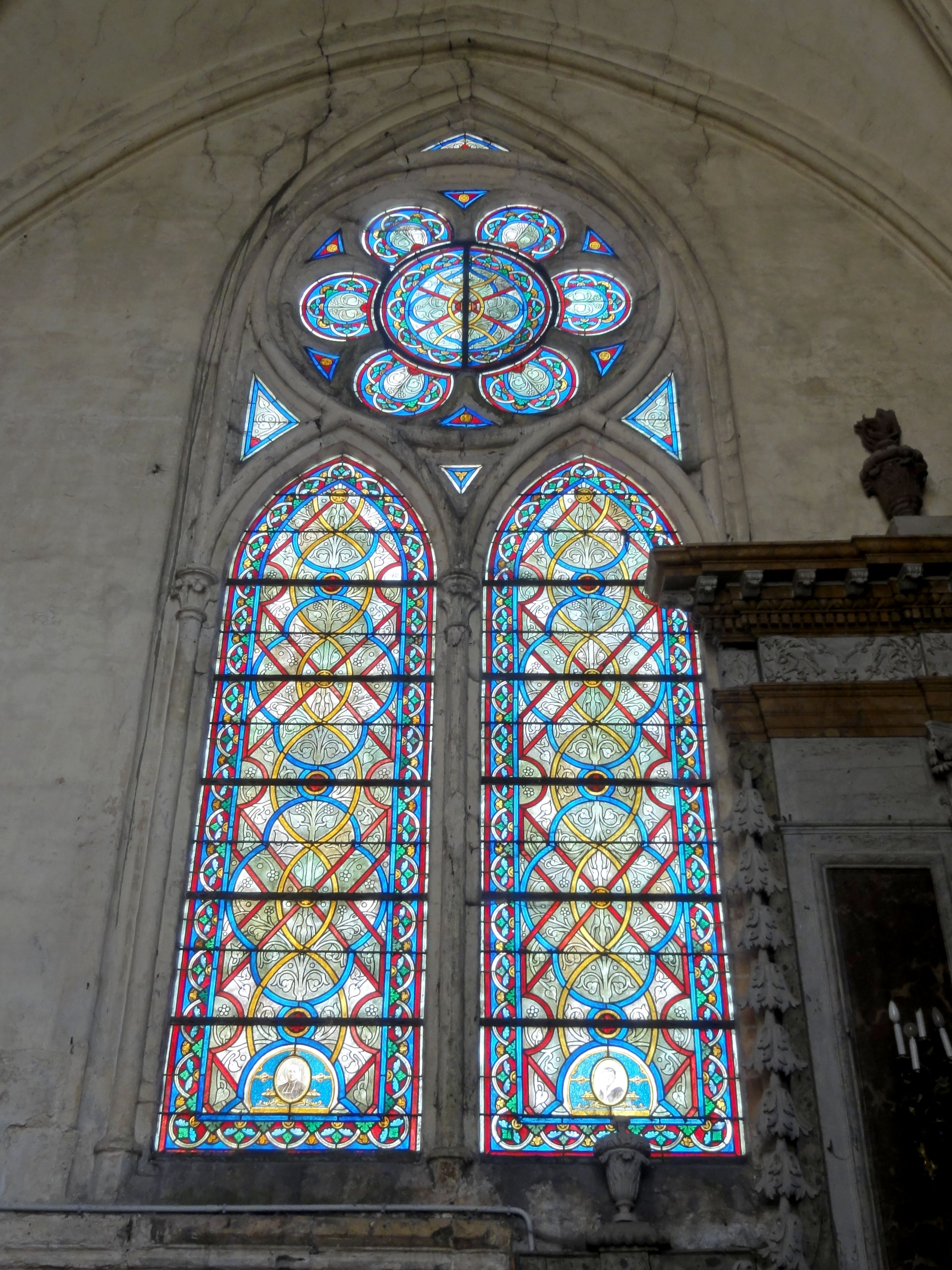
Fenêtre côté nord.
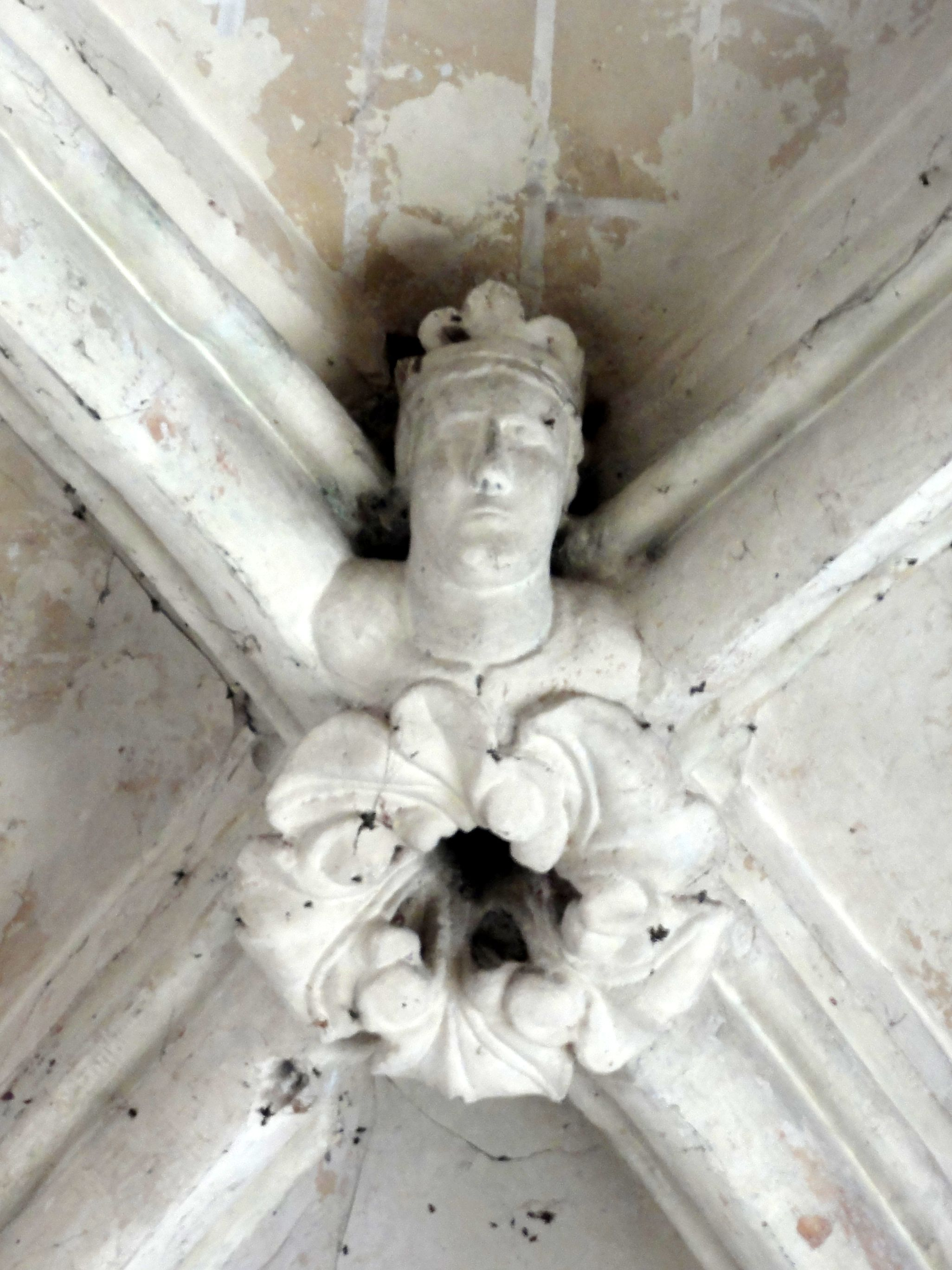
Clé de voûte.
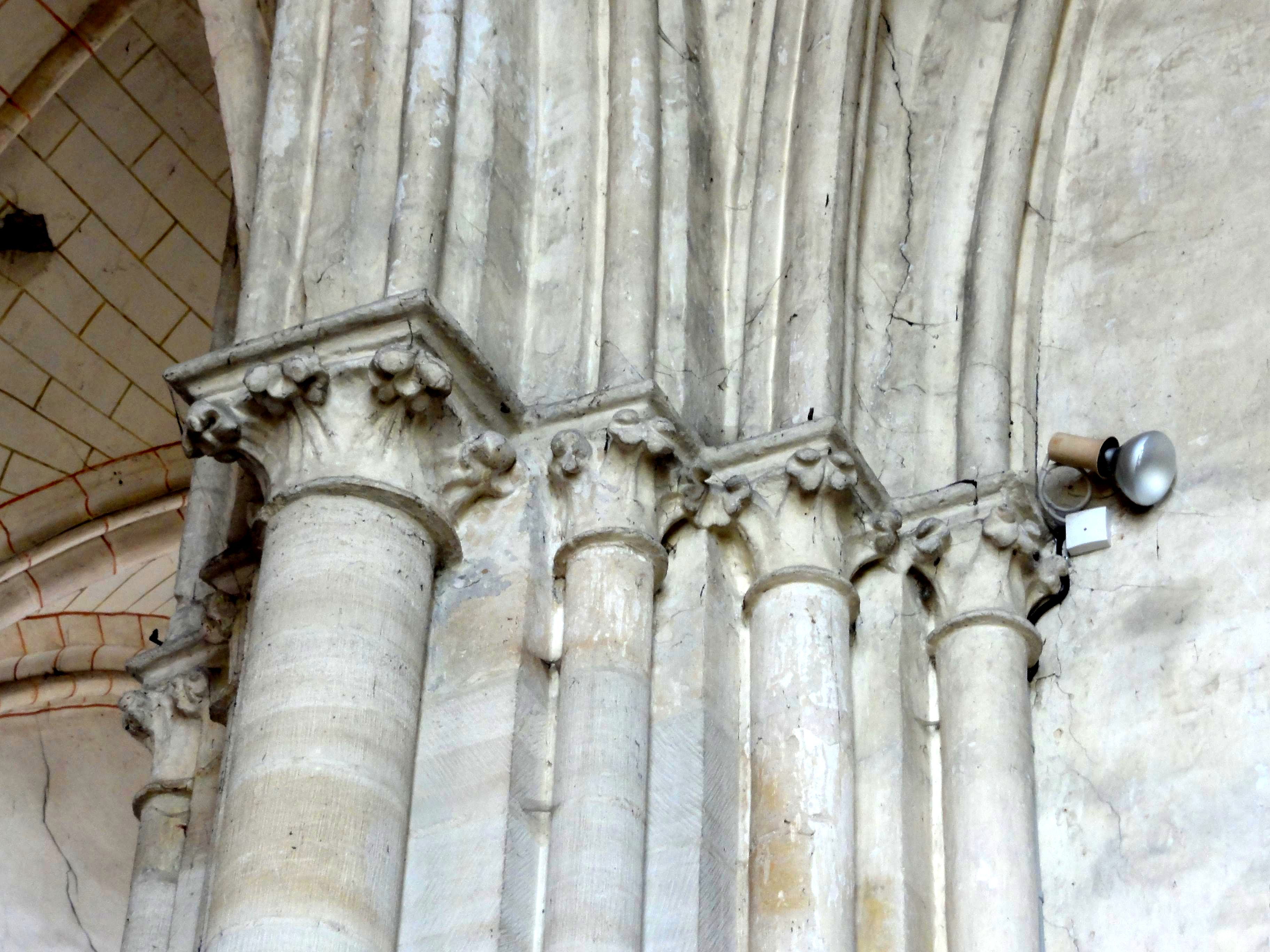
Chapiteaux.

### Extérieur

#### Nef

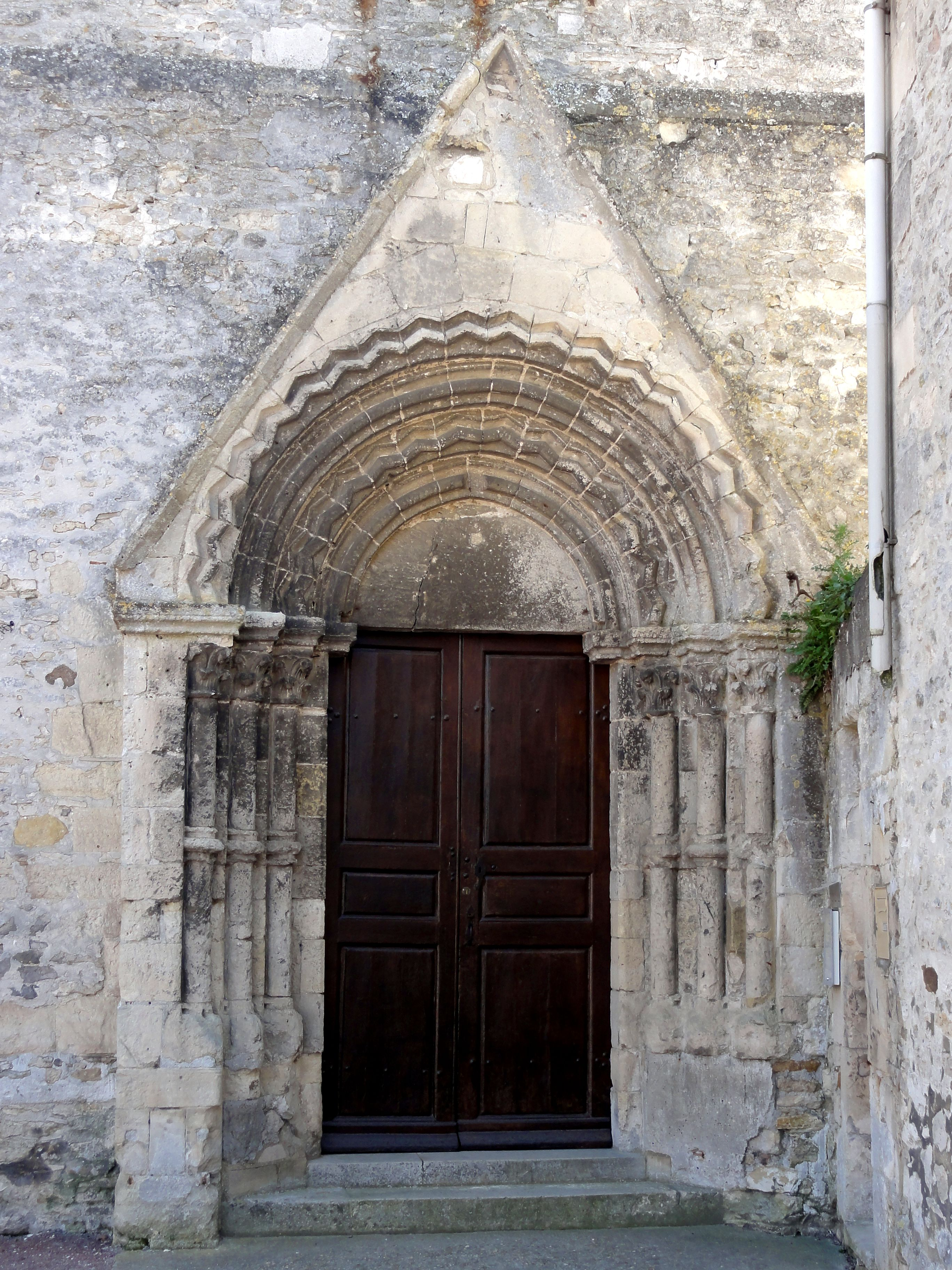
Portail occidental.

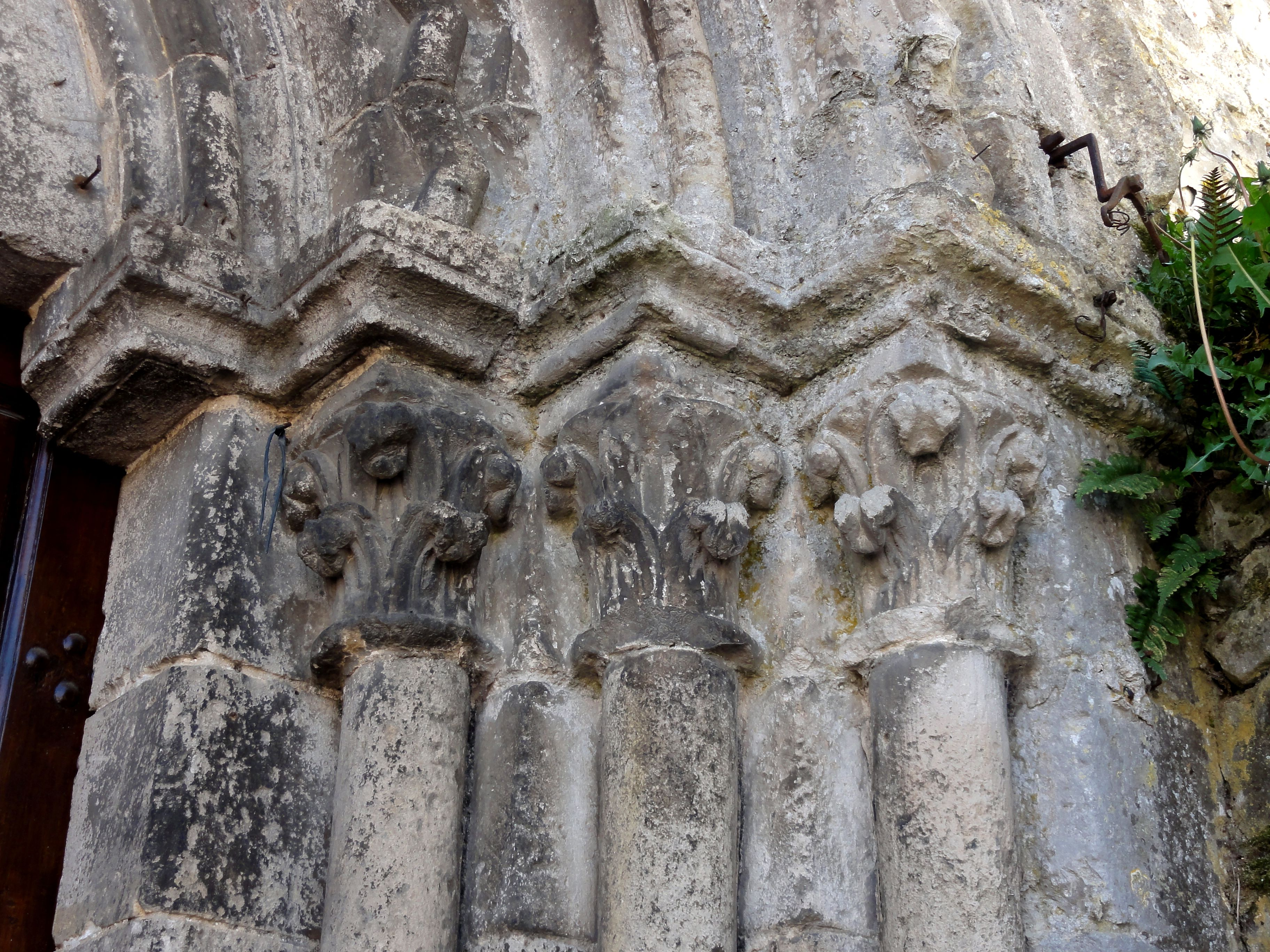
Chapiteaux du portail.

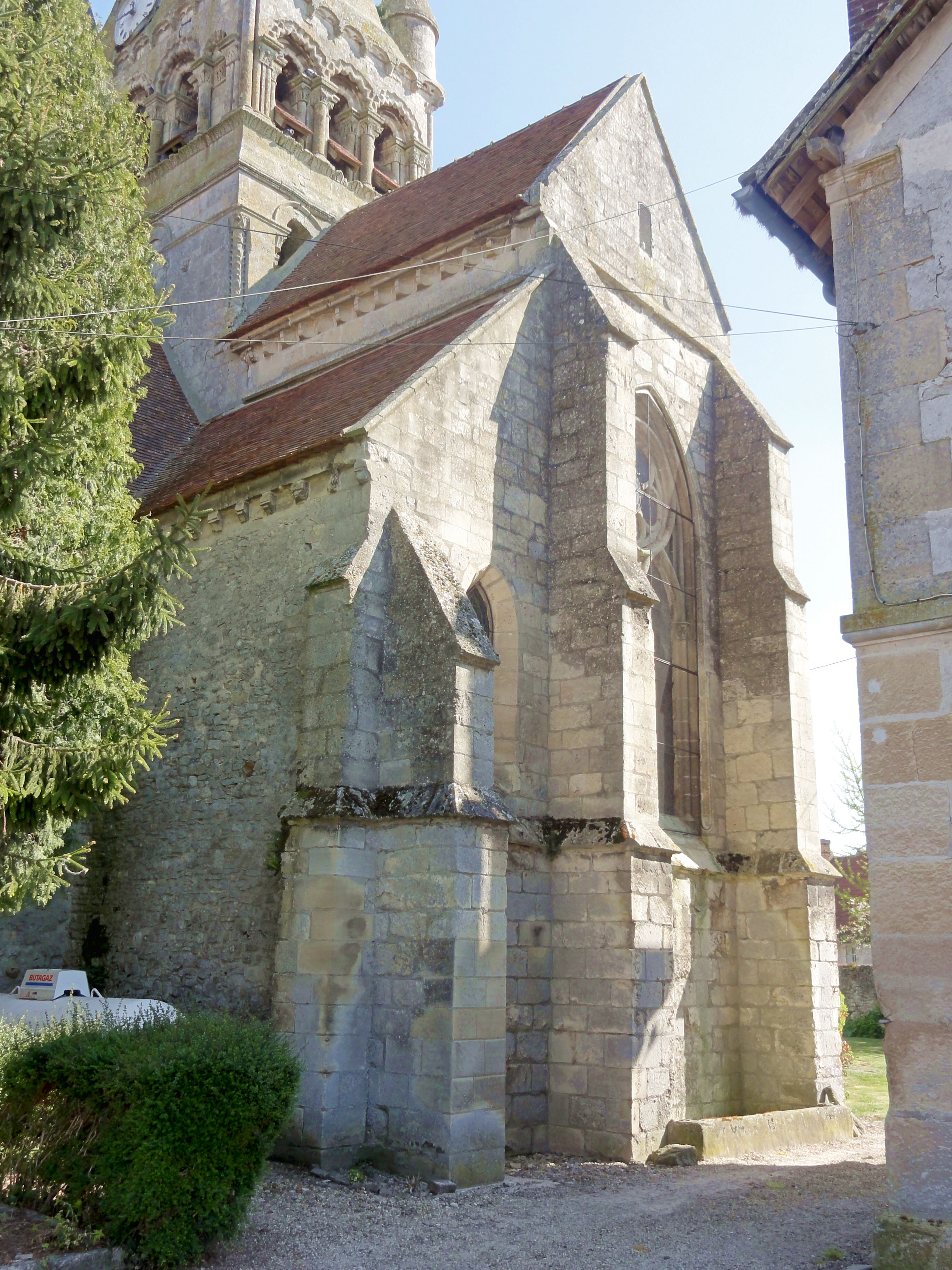
Chapelle et croisillon sud, vue depuis le sud-ouest.

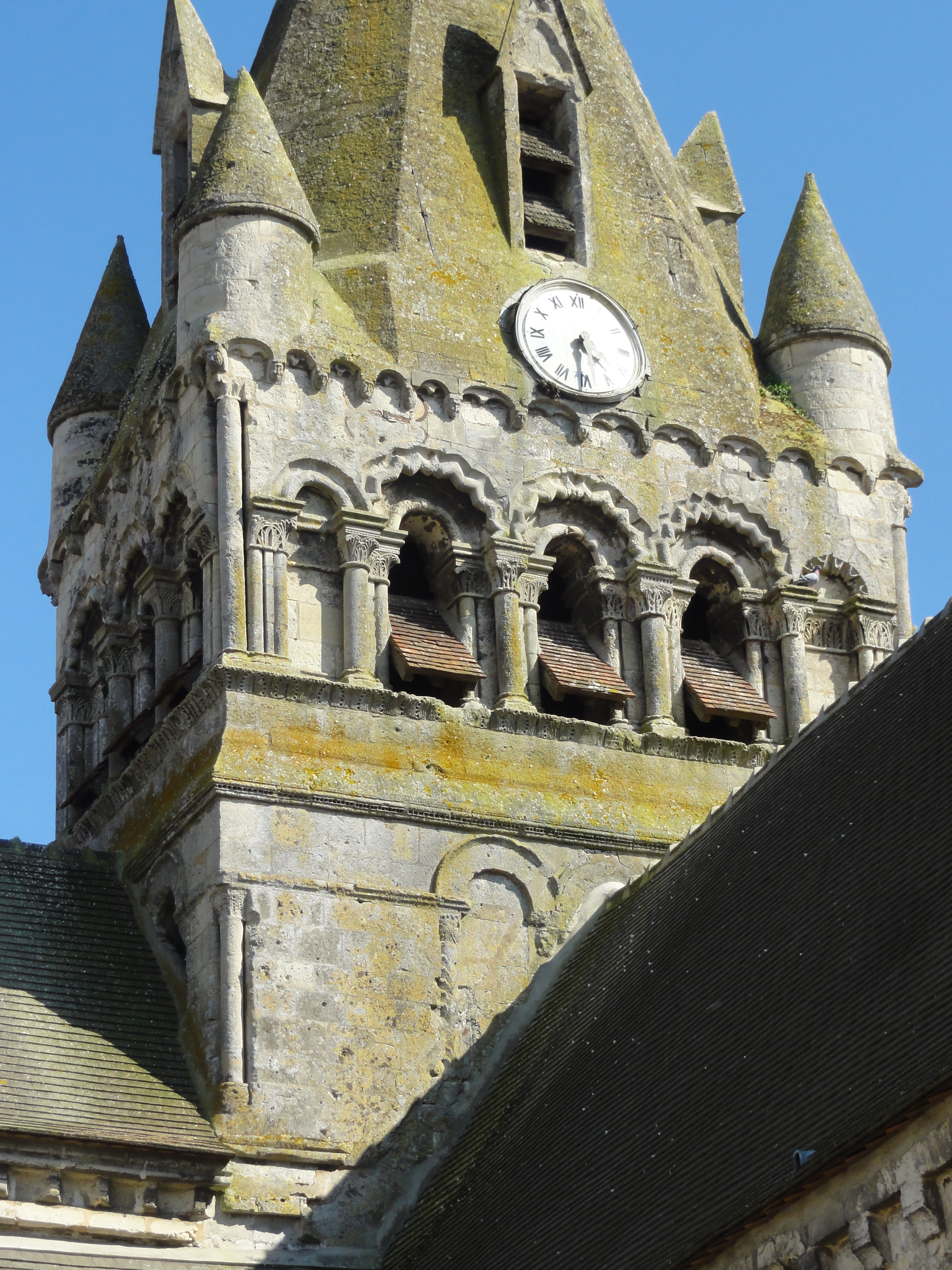
Vue depuis l'ouest.

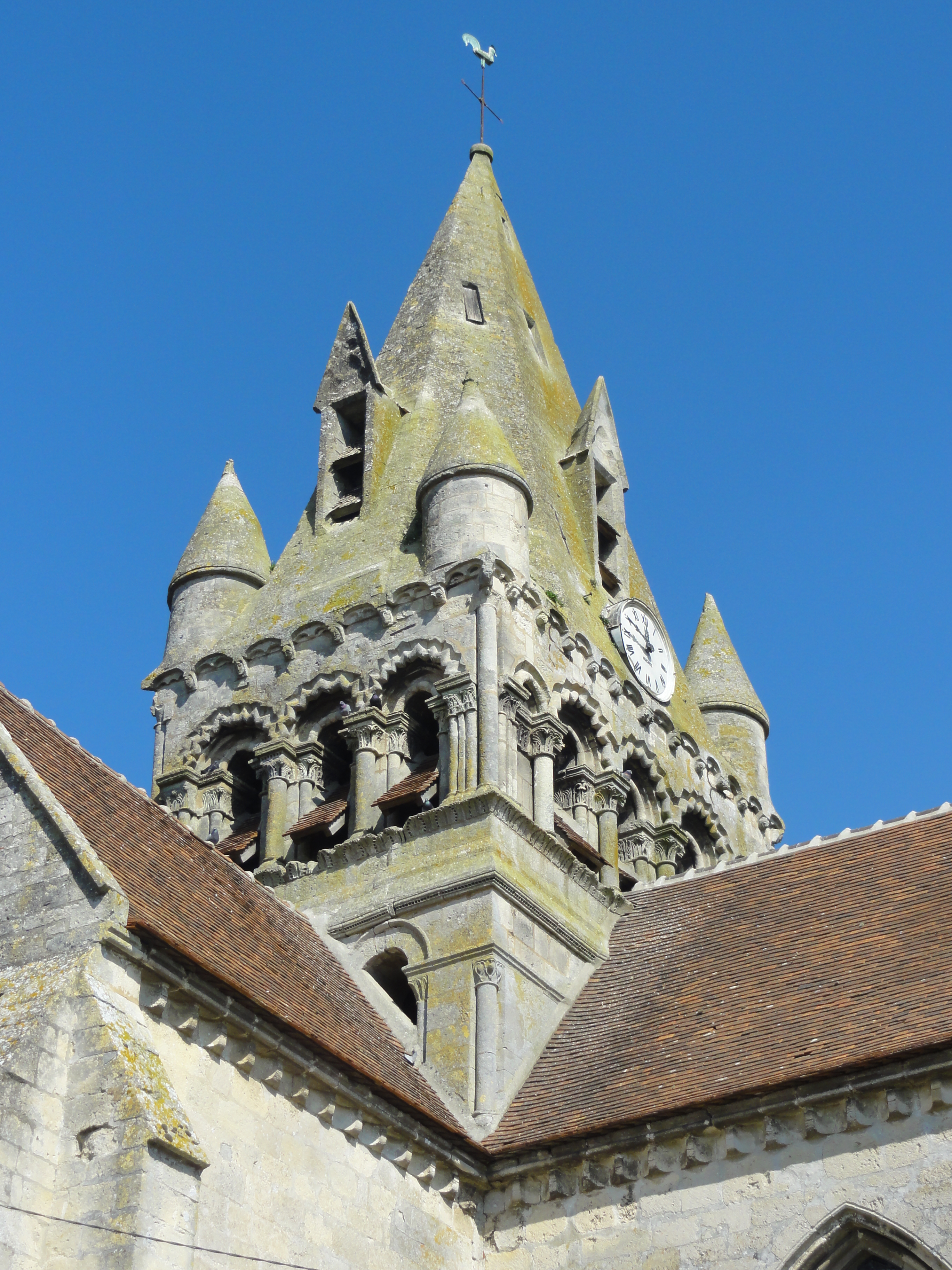
Vue depuis le sud-est.

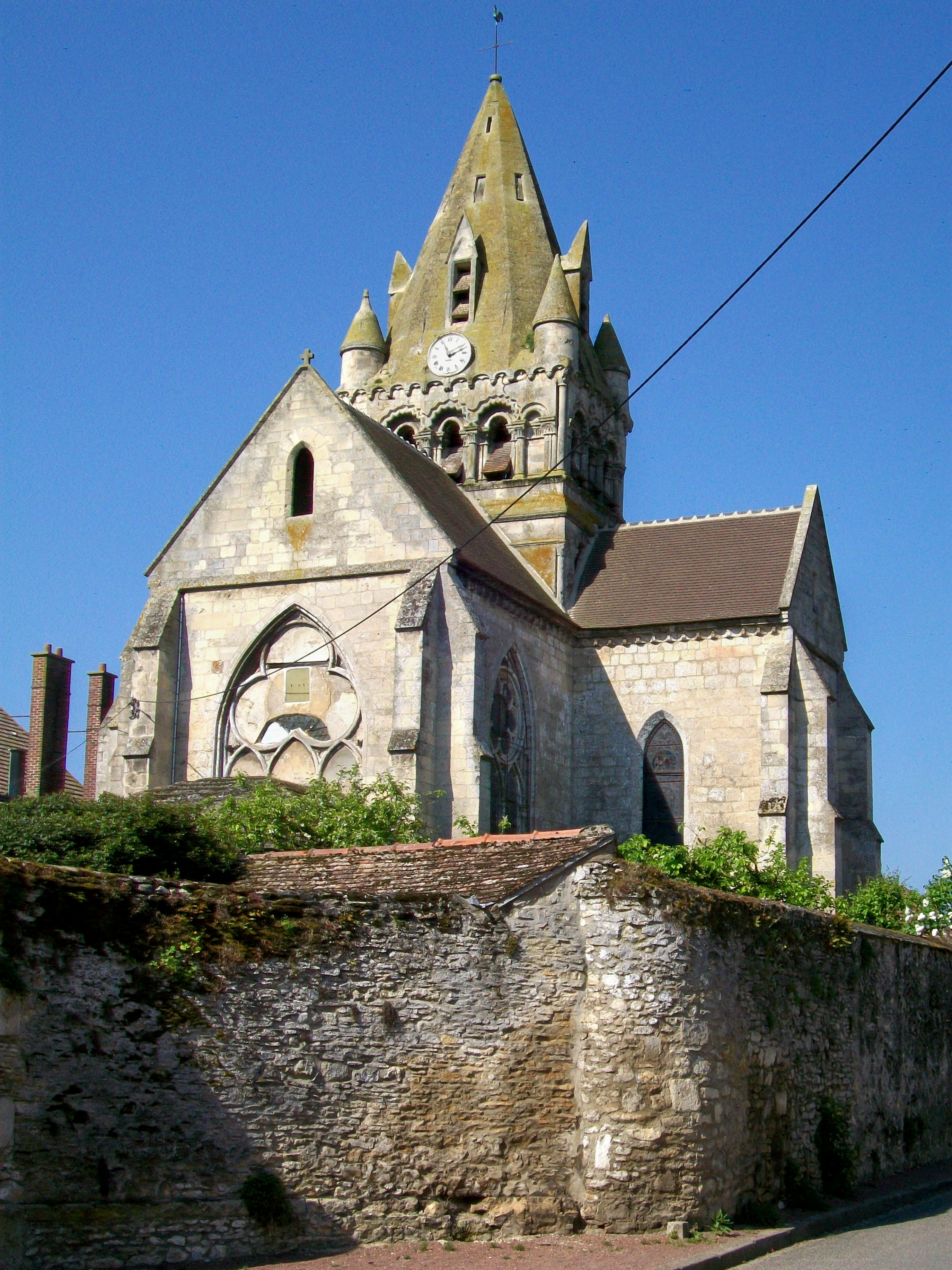
Vue depuis l'est.

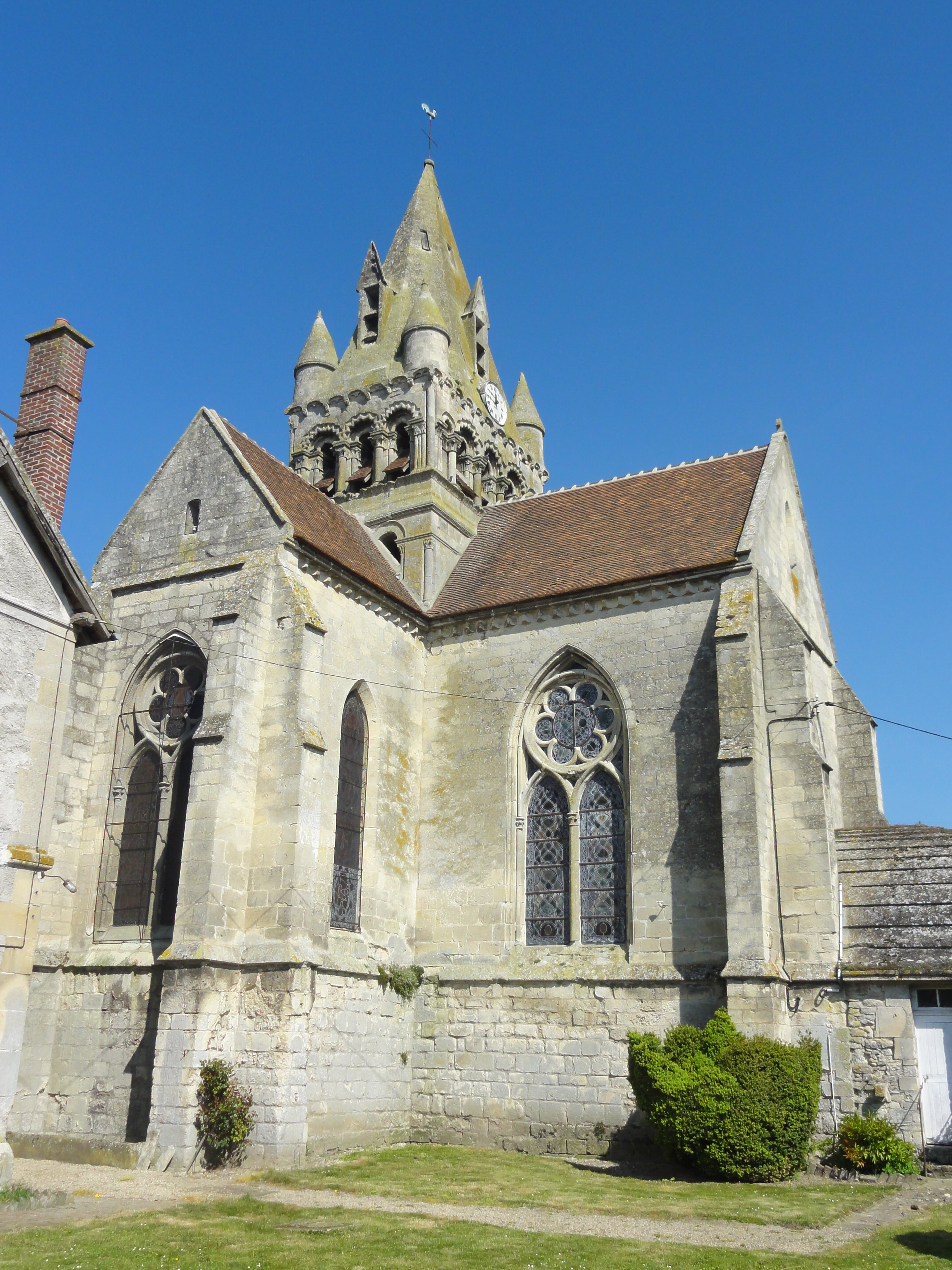
Croisillon sud et chœur, vue depuis le sud.

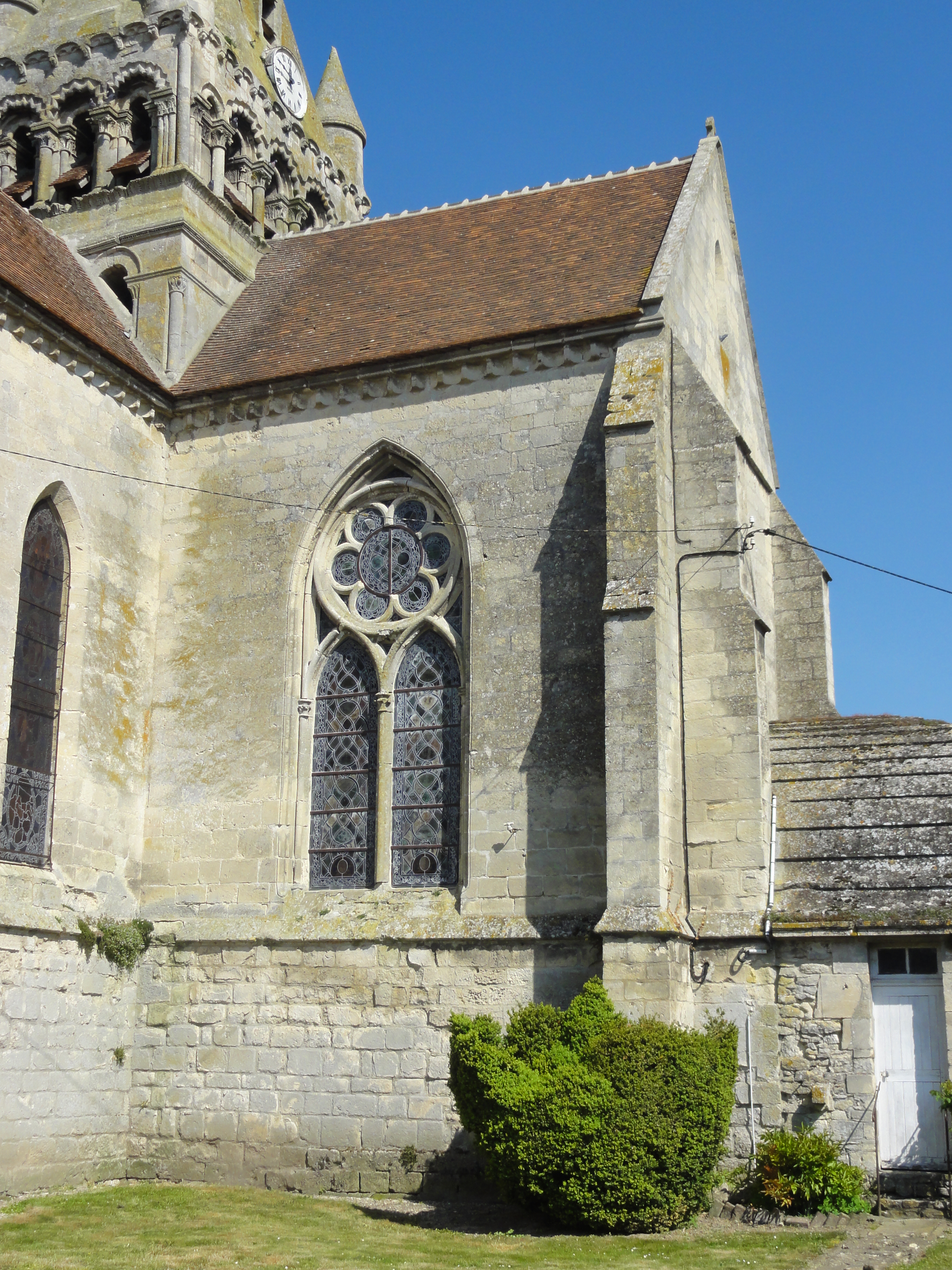
Chœur, vue depuis le sud.

La façade occidentale ne tient son intérêt que du portail. Comme l'ensemble de la nef et les murs occidentaux des chapelles, elle est bâtie en petits moellons irréguliers noyés dans un mortier. Le pignon est placé en léger retrait grâce à un fruit. Il était sommé d'une croix ou d'un fleuron en antéfixe, dont ne subsiste plus que le moignon. Au-dessus du portail, le pignon est percé d'une baie en plein cintre datant de la restauration de 1638. Les deux contreforts qui flanquent la façade à gauche et à droite s'arrêtent à trois quarts de la hauteur des murs gouttereaux, et s'achèvent par un glacis formant larmier. Seulement le contrefort de droite possède un homologue côté sud. Pour venir au portail, il est plaqué devant la façade et sa profondeur nécessite le recouvrement par un gâble, qui est assez aigu et pas plus large que nécessaire. La quadruple archivolte touche en effet aux rampants du gâble. Deux motifs alternent sur les archivoltes : ce sont les bâtons brisés, en double rang, avec un rang en négatif et un rang en positif, et une gorge et un tore. Curieusement, le nombre de colonnettes n'est pas équivalent au nombre des voussures : il n'y en a que trois de chaque côté. L'archivolte inférieure retombe sur des consoles, qui supportent en même temps le tympan resté nu, et sur lequel se dessine un arc légèrement brisé, alors que les archivoltes sont encore en plein cintre. Les chapiteaux sont sculptés de crochets, ce qui annonce le style gothique, et les colonnettes sont en délit.
Ces caractéristiques donnent à penser que le portail est de peu antérieur à 1150. Comme particularité, des bagues entourées de moulures figurent à l'intersection des deux fûts formant les colonnettes, alors que la transition entre deux fûts n'est habituellement pas accentuée. Cette disposition se trouve aussi à Villeneuve-sur-Verberie et est assez courante dans le Laonnais, mais se rencontre aussi en Normandie. Contrairement au reste du portail, les bases et socles d'origine sont assez dégradés. Dans son ensemble, selon Jean Vergnet-Ruiz, le portail « est un travail plaisant, savoureux, mais pas tellement raffinée ». Il est assez proche du portail de Catenoy, sauf que ce dernier est plus large. En ce qui concerne les élévations latérales, leur seul élément qui retient l'attention est la corniche de corbeaux moulurés qui court en haut des murs. Il y a un contrefort au nord, et deux en sud, en plus de celui déjà signalé. Ils sont plus élevés, et leur glacis s'arrête juste en dessous de la corniche. Jean Vergnet-Ruiz a attiré l'attention sur la ressemblance entre le mur occidental de la chapelle sud (au nord, le mur est caché) et les murs latéraux de la nef, tant sur le plan de l'appareil, que sur le plan des corniches et des contreforts. Il a donc pensé que les chapelles constituent des vestiges d'un ancien transept roman, hypothèse réfutée par Dominique Vermand,.

#### Clocher
Le clocher est d'un intérêt considérable. Pour Eugène Lefèvre-Pontalis, c'est l'un des plus beaux clochers romans du Valois, et Jean Vergnet-Ruiz le qualifie même de spectaculaire. Il s'éloigne des autres clochers de la région, et Anthyme Saint-Paul le rapproche des clochers normands. Jean Vergnet-Ruiz n'a pas identifié d'arguments parlant en faveur de cette position. Les trois fenêtres par face sont l'exception : dans la région et pour la période romane, l'on ne peut citer que Nogent-sur-Oise et Nouvion-le-Vineux (Aisne). Deux étages de baies sont assez courants, et à ce propos Jean Vergnet-Ruiz commet une étourderie en soulignant leur rareté, et en signalant ensuite les deux seuls cas de trois étages de baies : Nogent-sur-Oise et Saint-Vaast-de-Longmont. Le plan rectangulaire donne à penser que la tour n'était pas conçue pour recevoir une flèche, mais une bâtière, avec certainement des pignons au nord et au sud. L'effet du clocher était plus impressionnant avant la construction du transept et du chœur actuels, car le premier étage était mieux visible, et le clocher devait paraître plus haut. La faîte du toit en bâtière devait cumuler à une trentaine de mètres. Le premier étage est agrémenté d'une colonnette à chaque angle. Au niveau des tailloirs des chapiteaux, un bandeau mouluré court autour, et sert en même temps de tailloir aux chapiteaux qui flanquent les baies. Chaque face est percée de trois baies en plein cintre, qui sont cantonnées de deux colonnettes à chapiteaux chacune. Les colonnettes entre deux baies sont accouplées. Les archivoltes sont à simple rouleau et non moulurées, mais surmontées d'un bandeau en forme de sourcil. La décoration des colonnettes est peu conventionnelle : certaines sont garnies d'épines ; d'autres sont striées ou cannelées. Les chapiteaux, encore résolument romans, sont ornés de motifs étroitement agglomérés, et représentent notamment des oiseaux et des fruits. Ceux qui sont dissimulés sous les toitures n'ont été exposées aux injures du temps que pendant moins d'un siècle, et conservent une remarquable fraîcheur, sauf au nord. Supérieurement, le premier étage est délimité par un ruban rectiligne incrusté de cubes de pierre noire,.
Les trois premières assises du second étage présentent un galbe concave dans le sens vertical. Au milieu, la seconde assise est en même temps légèrement convexe. Au-dessus, une frise de palmettes de feuilles d'acanthe à l'antique court tout autour. Le type et le style sont très rares dans le nord de la France, mais caractéristiques du midi de la France, et directement dérivés de l'art gallo-romain. Pour Louis Graves, Eugène Müller et Jean Vergnet-Ruiz, cette partie se rattache au premier étage, et pourrait dater d'autour de l'an 1100. Les bases des multiples colonnettes du second étage prennent directement appui sur la frise. Les faces nord et sud sont ajourées de trois baies chacune, et les faces est et ouest sont percées de quatre baies chacune, accompagnées, à gauche et à droite, d'une baie aveugle plus petite. Il y a également des colonnettes aux quatre angles, avec des chapiteaux un peu sommaires se situant directement en dessous de la corniche. Ces colonnettes ne s'arrêtent donc pas au niveau des tailloirs des chapiteaux. Près des colonnettes d'angle, l'archivolte de la baie adjacente retombe sur deux très fines colonnettes séparées d'un filet, couronnées ensemble par un même chapiteau. Les autres archivoltes retombent sur d'assez fortes colonnes uniques. La sculpture des chapiteaux est d'une facture semblable à celle de la frise, mais plus variée et mieux conservée, et certains tailloirs comportent un rang de perles, ou une fine ligne en zigzag. Selon Dominique Vermand, le même atelier qu'à Noël-Saint-Martin était ici à l'œuvre. Les archivoltes supérieures des baies abat-son sont formés par des bâtons brisés, qui sont effectivement d'origine normande, mais très répandues dans l'Oise. En-dessous, il y des archivoltes inférieures placées nettement en retrait, qui sont moulurées d'une gorge et d'un tore, et retombent sur deux colonnettes à chapiteaux. Les dimensions des baies factices correspondent à peu près à l'ouverture réelle des baies abat-son. Leurs archivoltes simples sont moulurées d'une gorge et d'un tore, ou de triangles excavés. Afin d'éviter l'impression de fenêtres bouchées, le mur de refend porte une frise à la hauteur des chapiteaux, sculpté de la même façon que ceux-ci. Une corniche beauvaisine, également très répandu dans la région, termine le second étage. Elle se compose de petites arcatures en plein cintre, réséquées chacune en deux arcatures plus petites, et retombant sur des mascarons. Parfois, les éléments sont dilatés, parfois un peu trop serrés : ce sont des irrégularités ne figurant normalement pas sur ce type de corniches,,.
La flèche, selon Eugène Lefèvre-Pontalis, permet d'observer certaines évolutions de l'architecture gothique. Les faces ne sont plus couvertes d'écailles ou de lignes en zigzag, et les arêtes ne sont plus garnies de boudins. Les lucarnes, qui sont au nombre de quatre, ne sont plus ornées de colonnettes. Leurs gâbles sont décorées d'une arcature trilobée en bas-relief, surmontée d'un petit trèfle. Plus haut, les faces sont percées d'étroites ouvertures rectangulaires, ce qui existe déjà au XIIe siècle. Les clochetons d'angle sont devenus de petites tourelles au toit conique, et s'éloignent assez de l'élégance qui était de mise à la période rayonnante, comme le montre la comparaison avec la flèche de Mogneville. Par contre, la forme trapue de la flèche serait imputable au plan rectangulaire. L'appréciation de la flèche que donne Jean Vergnet-Ruiz est ambivalente : à la fois puissante, pittoresque et savoureuse, mais aussi lourde et gauche. Un signe de maladresse est, par exemple, que les clochetons sont « bêtement » accrochées sur la corniche. Si l'analyse rapide d'Eugène Lefèvre-Pontalis débouche sur une datation du XIVe siècle, Jean Vergnet-Ruiz n'est pas convaincu par cette proposition, et rappelle que les écailles, boudins ou incisions s'appliquaient encore au XIVe siècle et au-delà, sans pour autant fournir des exemples. Il attire aussi l'attention sur le fait que beaucoup de flèches du XVe siècle et du XVIe siècle sont « infiniment plus soignées », comme à Béthisy-Saint-Pierre, Plailly et Versigny. La flèche de Montagny-Sainte-Félicité date même du début du XVIIe siècle, et dans ce contexte, il ne serait donc pas à exclure que la flèche ne date que de la campagne de restauration de 1638,.

#### Parties orientales
Les murs occidentaux des chapelles ont déjà été évoquées : pour des raisons inexpliquées, ils ressemblent aux murs de la nef. Tout le reste est parfaitement homogène, et vu la cohérence observée à l'intérieur, le contraire aurait été étonnant. L'ensemble présente un moyen appareil bien régulier, avec toutefois des variations de hauteur entre les assises au niveau du soubassement des fenêtres. Celui-ci se termine par un larmier qui court tout autour, et est également présent sur les contreforts, y compris les contreforts des chapelles regardant vers l'ouest. Ici, la partie supérieure est plate, comme à la période romane, et se termine par un court glacis formant larmier. Ces contreforts appartiennent donc à un type hybride. Les contreforts des chapelles tournés respectivement vers le nord et vers le sud sont de facture tout à fait gothique, et se terminent par un glacis formant larmier. Aux trois quarts de leur hauteur, ils sont scandés par un larmier faiblement saillant, qualifié de « larmier bourguignon » par le chanoine Müller. Il y voit l'influence de Cîteaux, comme à Montépilloy et Plailly. À l'est, les quatre angles des croisillons et du chœur sont flanqués par deux contreforts orthogonaux du même type.
Un autre détail dénote également d'une influence bourguignonne : c'est le type de la corniche, qui est formée par de gros blocs entaillés chacun d'une moulure concave, dans le sens horizontal. L'on trouve la même corniche à Plailly, et c'est dans le cadre de l'étude de cette église que Dominique Vermand a attiré l'attention sur le caractère exceptionnel de la présence d'une telle corniche dans le nord de l'Île-de-France historique. Jean Vergnet-Ruiz décrit la corniche comme un « ruban verticalement ondulé aux parties concaves assez creuses ». Hormis la corniche, la décoration se limite au remplage des fenêtres, qui extérieurement reprend exactement les mêmes dispositions à l'intérieur. Dans son mur d'extrémité nord, le transept comporte en outre une porte bouchée, dont Eugène Müller signale le tympan : il arbore une sorte de croix fleuronnée en bas-relief, et Jean Vergnet-Ruiz n'exclut pas qu'il provient de l'église précédente. Son archivolte très aigüe paraît incompatible avec la fin de la période romane, même si l'arc brisé est déjà connu, mais le tympan lui-même pourrait être un réemploi. Reste à mentionner la sacristie, qui se distingue par sa couverture par « un demi-dôme parfaitement appareillé à la couverture de pierres à lignes de refend, de la meilleure stéréotomie » (Jean Vergnet-Ruiz),,.

## Mobilier

### Sculpture

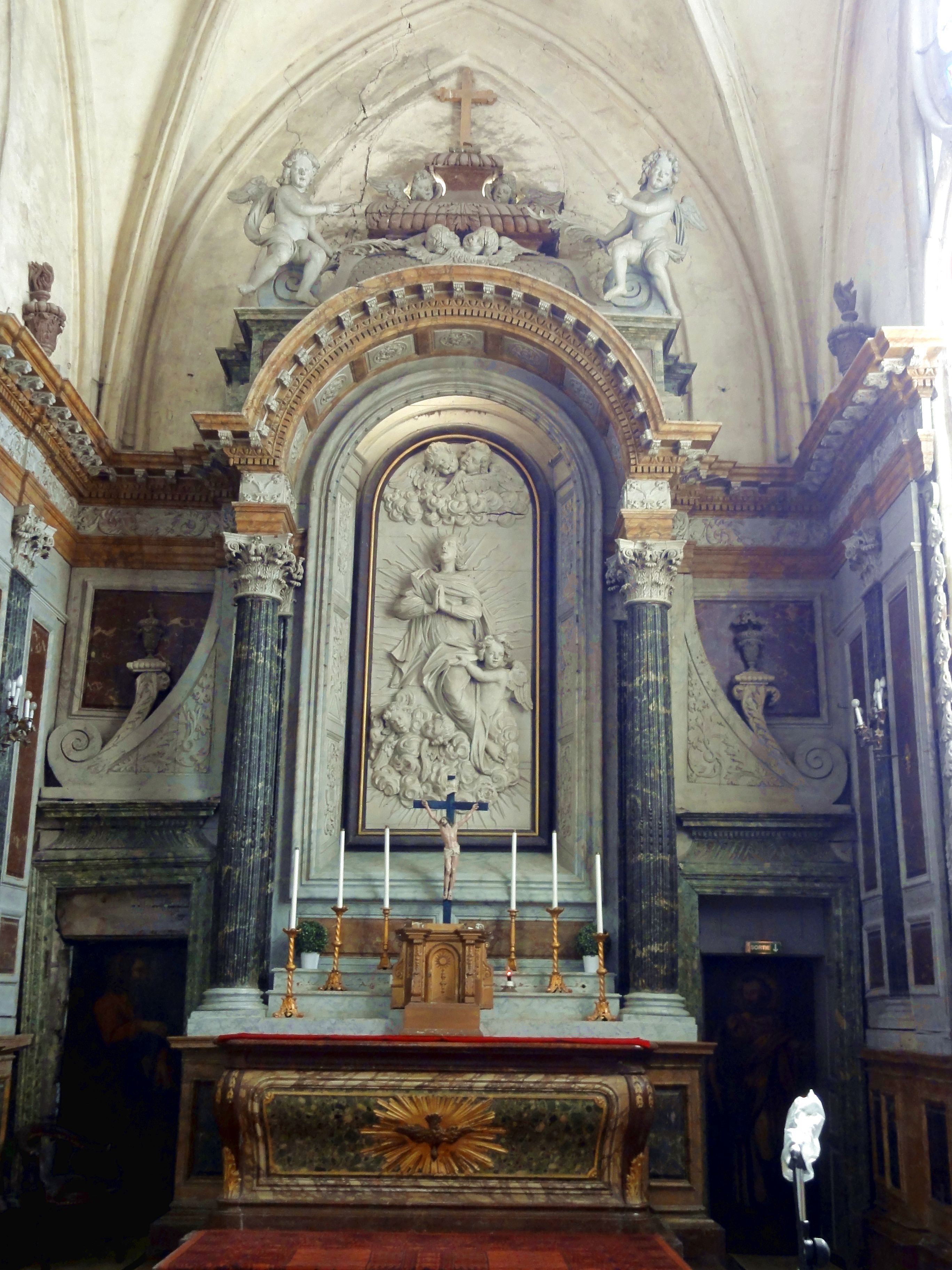
Retable et maître-autel.

Parmi le mobilier nombreux et varié que possède l'église, deux statues sont classées monuments historiques au titre objet. Il s'agit d'une Vierge et d'un Saint-Jean en bois de chêne sculptés en ronde-bosse, hautes des 130 cm et datant du XVIe siècle. Elles proviennent d'une poutre de gloire, dont les autres éléments n'existent vraisemblablement plus. Le style est d'inspiration maniériste. La polychromie est moderne ; pour Jean Vergnet-Ruiz, elle date du XIXe siècle. Aujourd'hui, les statues sont placées à l'entrée du sanctuaire, devant les deux piles occidentales du clocher,.
L'élément le plus impressionnant du mobilier est sans conteste l'ancien maître-autel avec son haut retable, qui forme un ensemble avec les boiseries qui habillent la partie postérieure des murs latéraux du chœur. Cet ensemble date de 1638, et son style est encore placé sous l'influence de la Renaissance finissante. Par économie, tout a été exécuté en bois taillé, mais est traité en faux marbre en trois coloris différents, clair, rouge / marron et noir. La structuration est assurée par des colonnes cannelées d'ordre corinthien au centre, et par des pilastres du même ordre sur les côtés, qui supportent un entablement orné d'une frise de rinceaux et une corniche de denticules. Les deux portes de la sacristie flanquent le retable proprement dit, et sont entièrement peintes : saint Paul est visible à gauche, et saint Pierre figure sur la porte de droite. Au-dessus des portes, des ailerons flanquent le retable proprement dit, et indiquent l'influence du style baroque. Des pots-à-feu sont placés sur les ailerons, et l'on en trouve aussi en haut des boiseries, un à gauche et un à droite. L'autel adopte la forme d'un tombeau et arbore une gloire dorée, avec la colombe symbolisant l'Esprit saint au centre. Le retable, placée entre les deux colonnes, est abrité dans une niche en plein cintre. Il se présente comme un bas-relief ayant comme sujet l'Assomption, sachant que la Vierge Marie est la première patronne de l'église. Le couronnement de la niche n'est pas sans rappeler le toit d'une pagode. Quatre têtes de chérubins flanquées d'ailes s'y détachent, et une croix assez simple est placée au sommet. À gauche et à droite du couronnement, deux grands angelots sculptés en ronde-bosse, d'un style léger et plein de grâce, complètent le décor. Même si la rupture stylistique avec l'architecture gothique du chœur est totale, « l'effet général est excellent » (Jean Vergnet-Ruiz).

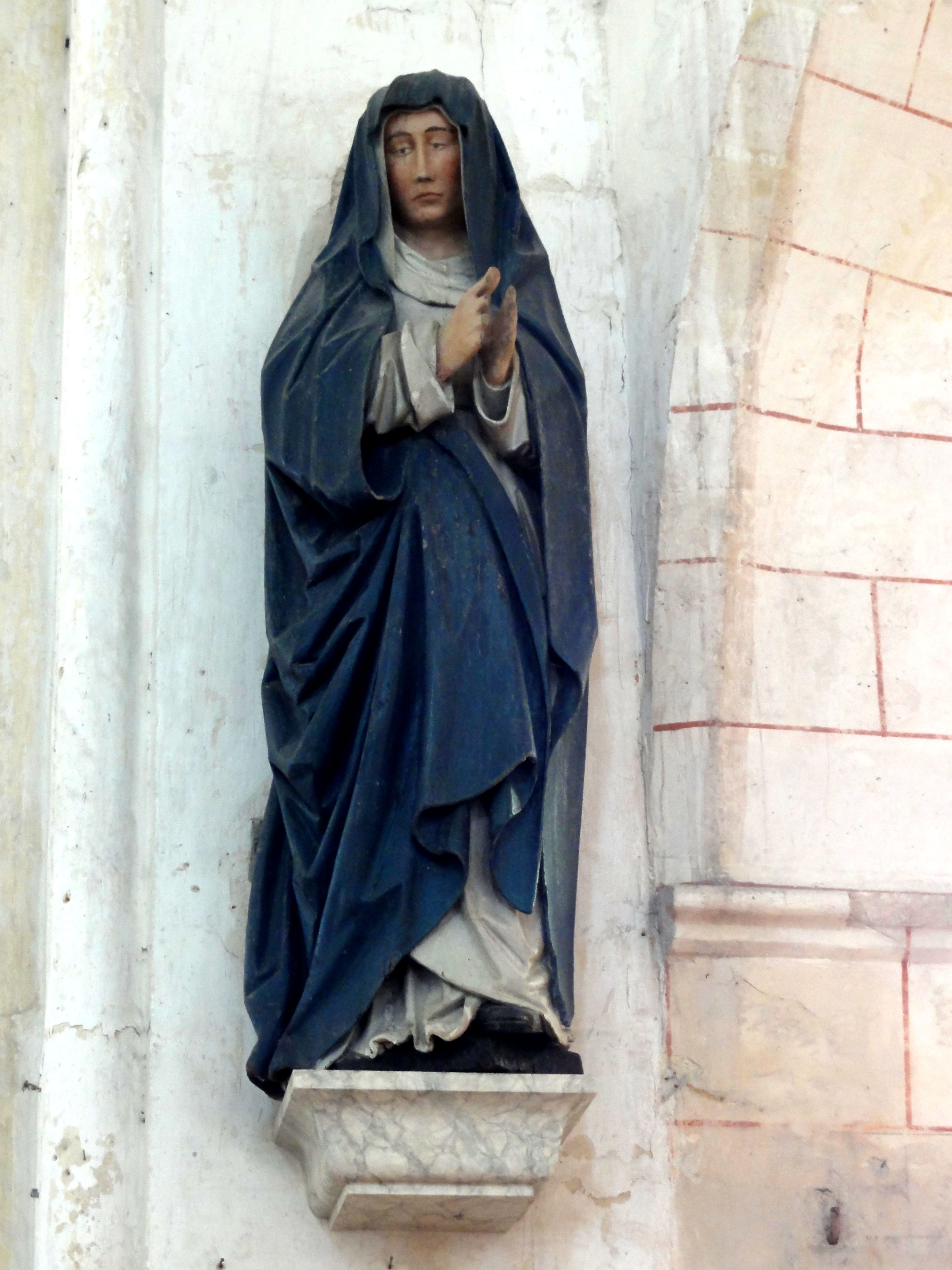
Statue de la Vierge.
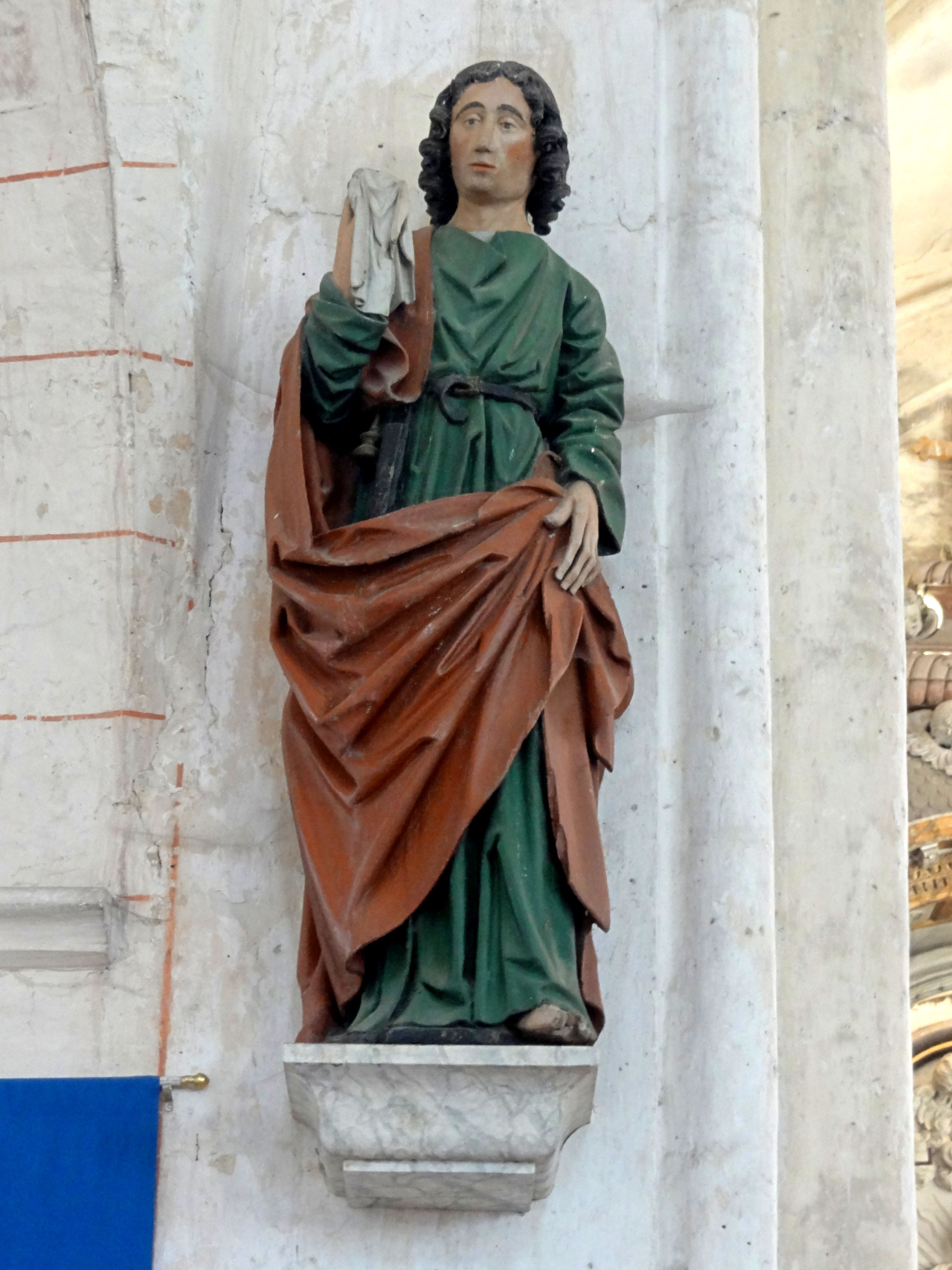
Statue de saint Jean.
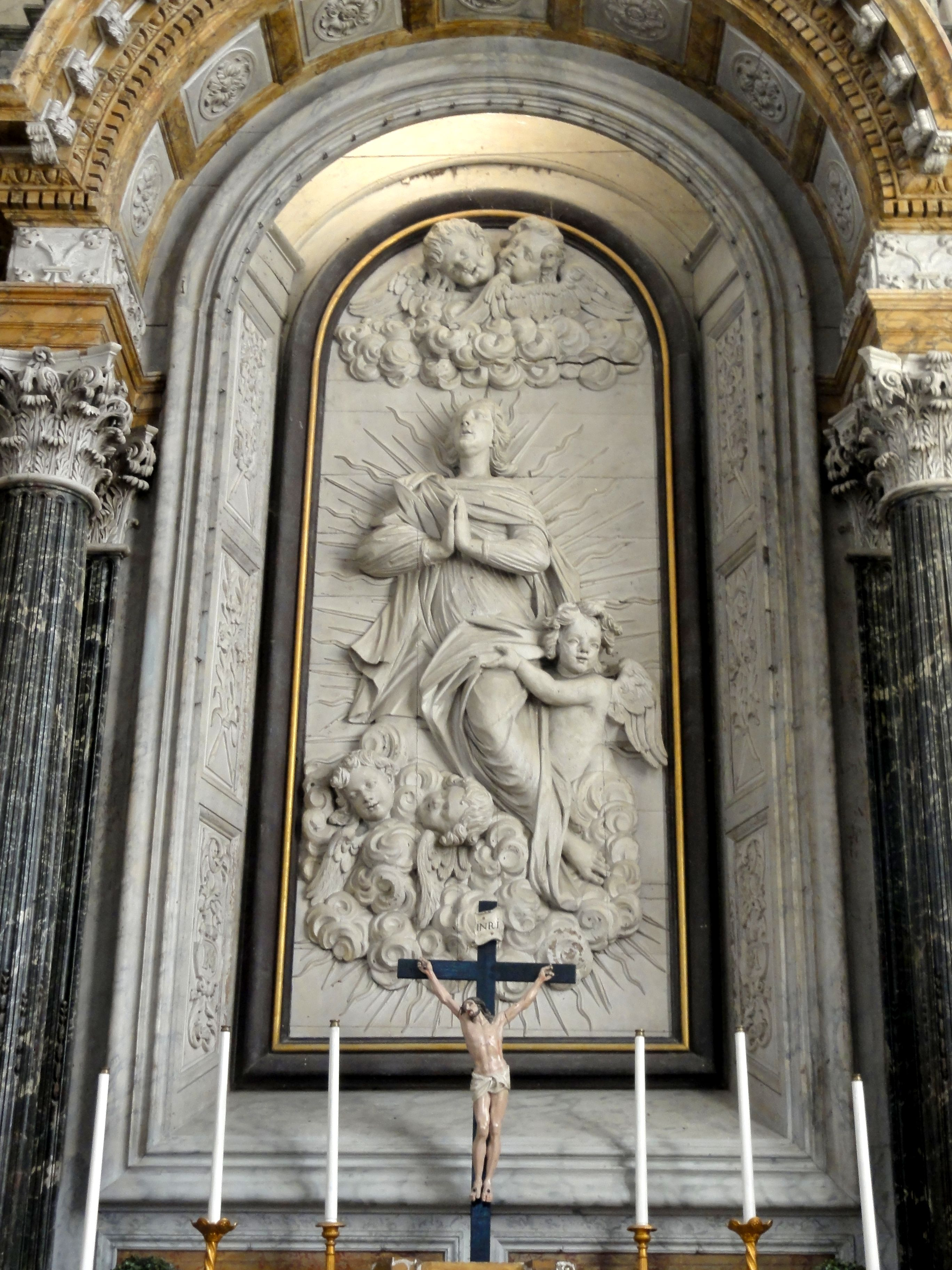
Retable : L'Assomption.
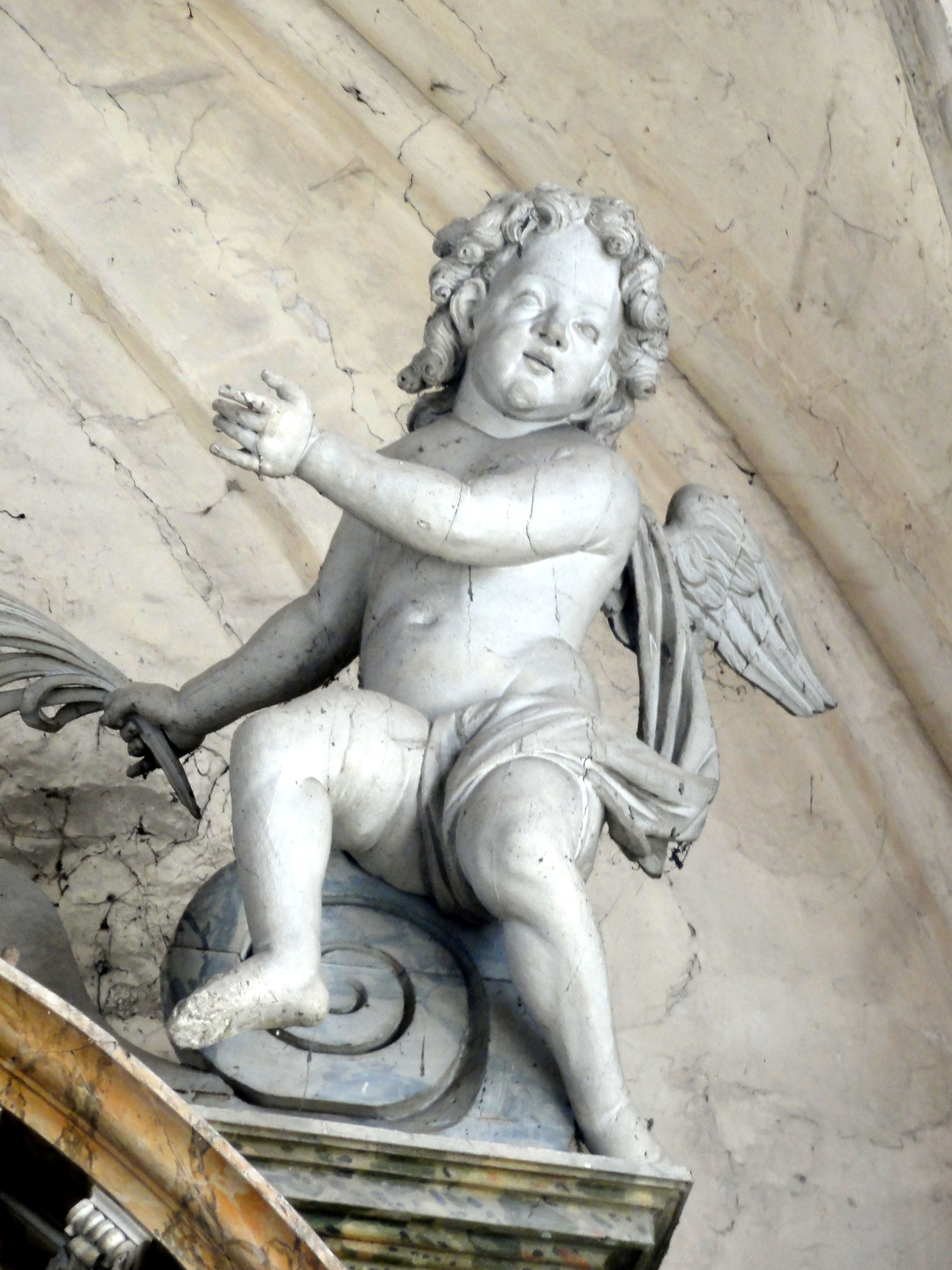
Chérubin sur le retable.
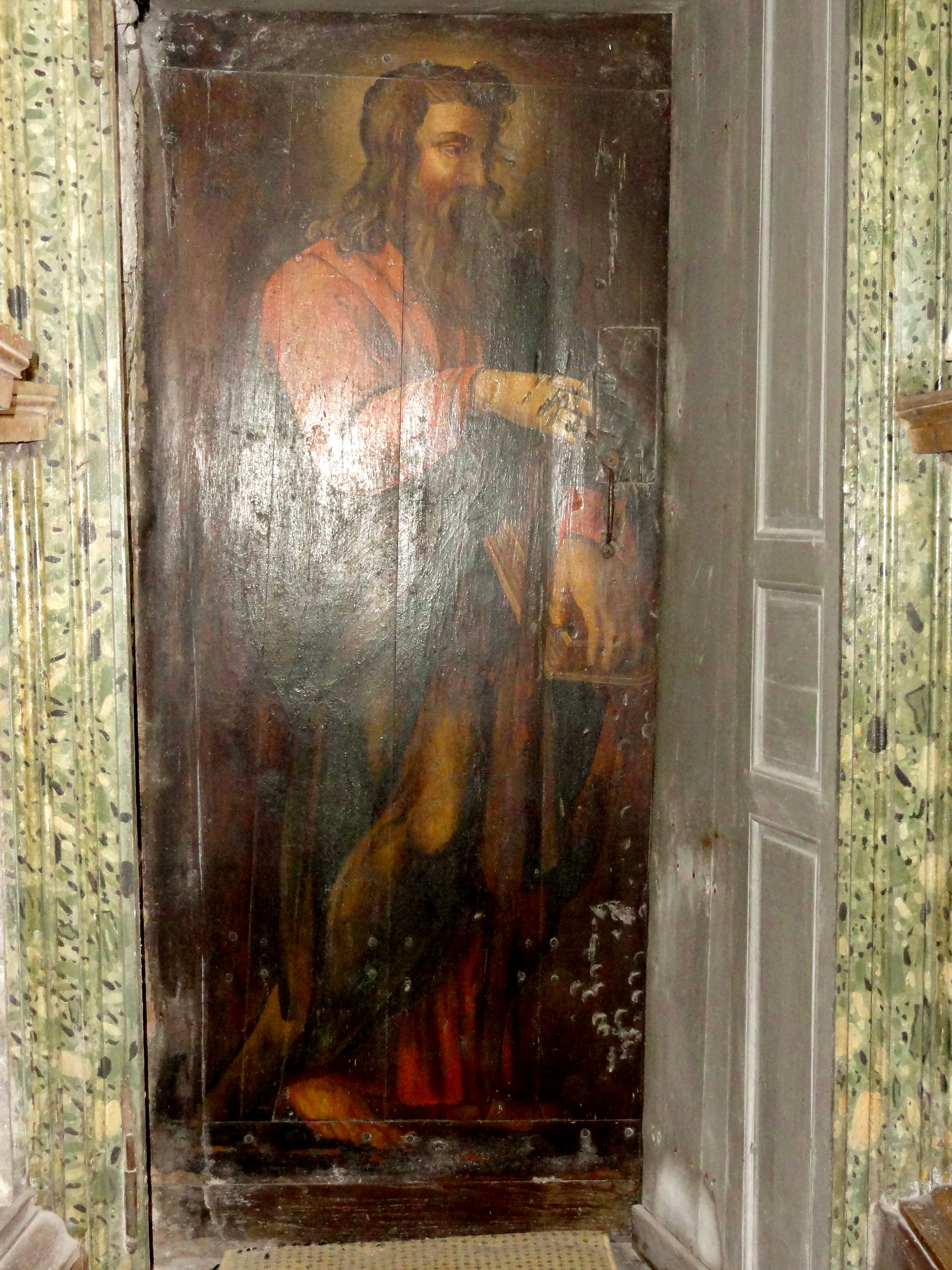
Porte de la sacristie.
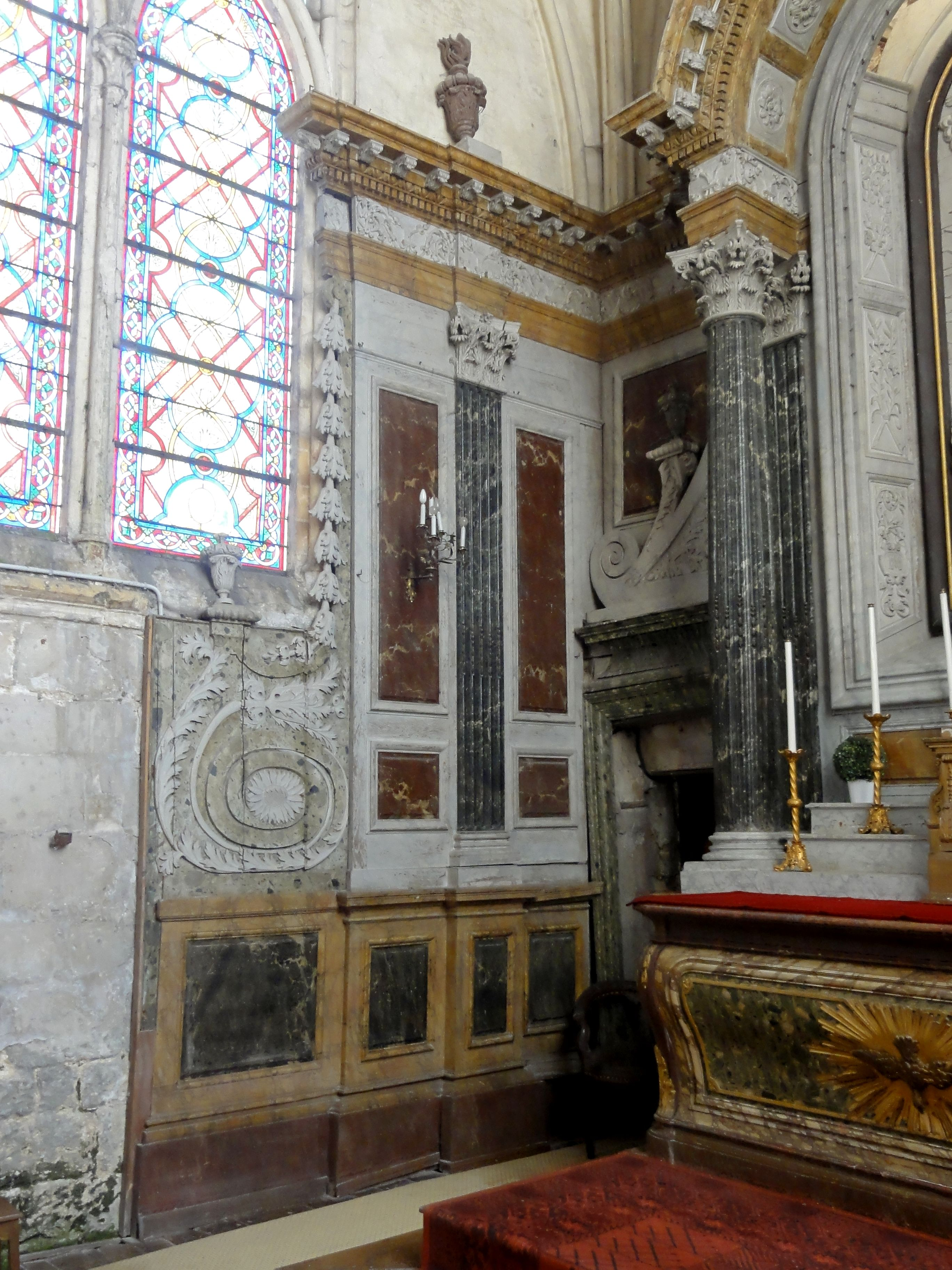
Boiseries du chœur.

### Pierres tombales

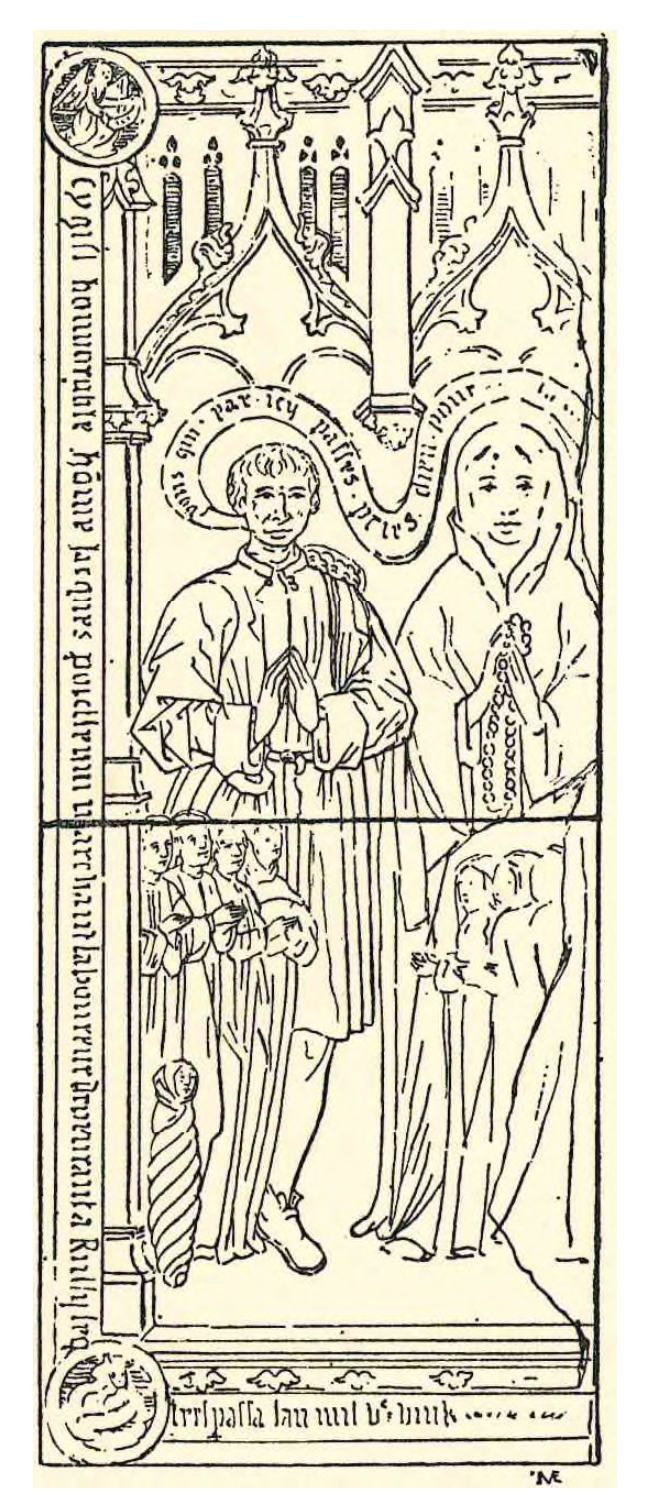
Dalle funéraire à effigies gravées du laboureur Poitevins et de sa femme.

De nombreuses pierres tombales sont encastrées dans le sol de la nef et des deux chapelles. Neuf parmi elles restent au moins partiellement lisibles ; d'autres sont entièrement effacées ou ont été retournées lors d'une réfection ancienne du sol : on ne les reconnaît plus que grâce à leurs dimensions nettement plus importantes que celles des dalles habituelles. Eugène Müller dit à leur propos : « Parmi les pierres tombales, plusieurs sont d’un dessin remarquable. Ce sont des croix fleuronnées de la seconde moitié du XIIIe siècle ou du XIVe siècle ; une belle et très aristocratique représentation de ... de Rully, XIVe siècle, avec armoiries représentant trois têtes de lions 2 et 1 ». Trois dalles funéraires à effigies gravées sont classées monument historique au titre immeuble avec l'église :  
- La dalle funéraire à effigies gravées du laboureur Poitevins et de sa femme, haute de 187 cm et large de 84 cm, datant du XVIe siècle. L'épitaphe est en grande partie illisible, y compris pour les dates de décès. On peut cependant reconnaître que les époux sont entourés d'un décor architecturé, et qu'ils rejoignent la main pour la prière. Les vêtements indiquent clairement qu'il s'agit de personnes laïques[36]. Eugène Müller écrit au sujet de cette pierre tombale : « J’insiste sur cette dernière œuvre d’art pour montrer à quelle science du dessin et habileté de main étaient parvenus les tombiers de nos pays. La tête du chef de la famille, qui semblerait un portrait, trahit une âme énergique et l’habitude de la réflexion. Le vêtement, blouse (sayon) avec ceinture de cuir, collet en poils, culotte courte, lui va à ravir ; la femme avait, autant que l’usure permet encore de le découvrir, la figure très douce et égrène un long chapelet ; les enfants, au nombre de huit, sont serrés autour de leurs parents. L’un, tout petit, est encapuchonné et terminé en bas en une sorte de chrysalide : que signifie cette singularité ? probablement que l’enfant n’était point né viable ou mourut très jeune. Aux angles de la pierre, symboles des Évangélistes »[37].
- La dalle funéraire à effigies gravées d'un seigneur de Rully et de sa femme, haute de 226 cm et large de 149 cm, datant du XIVe siècle. Les deux époux sont représentés en pied et de face, portant des vêtements de laïc, et les mains sont rejointes pour la prière. Un chien visible en bas symbolise la fidélité. Le décor est complété par un gâble et un angelot. Les armoiries ont été martelées et ne sont plus déchiffrables. L'autel du XIXe siècle du croisillon nord se superpose partiellement à la dalle[38], et le reste est caché des bancs.
- La dalle funéraire à effigies gravées de Charles Fieffe et de sa femme, haute de 217 cm et large de 114 cm, datant du second quart du XVIIe siècle. Les deux époux sont représentés en pied et de face, portant des vêtements de laïc, et les mains sont rejointes pour la prière. Au décor architecturé avec deux arcatures en plein cintre retombant sur des culs-de-lampe s'ajoutent des ornements végétaux, sous la forme de fleurs, palmettes et rinceaux. Les armoiries ont été martelées et ne sont plus déchiffrables. Contrairement aux deux autres dalles, l'inscription reste en partie lisible : « Cy dessoubs les corps d'honorable personne Charles Fieffe s[ei]g[neu]r de Bucy Rolly et Chamissy et de Dame Elisabeth de Paris (?) lequel deceda jeuddy 4 mai 1623 et Elisabeth deceda [...] 1630 »[39].

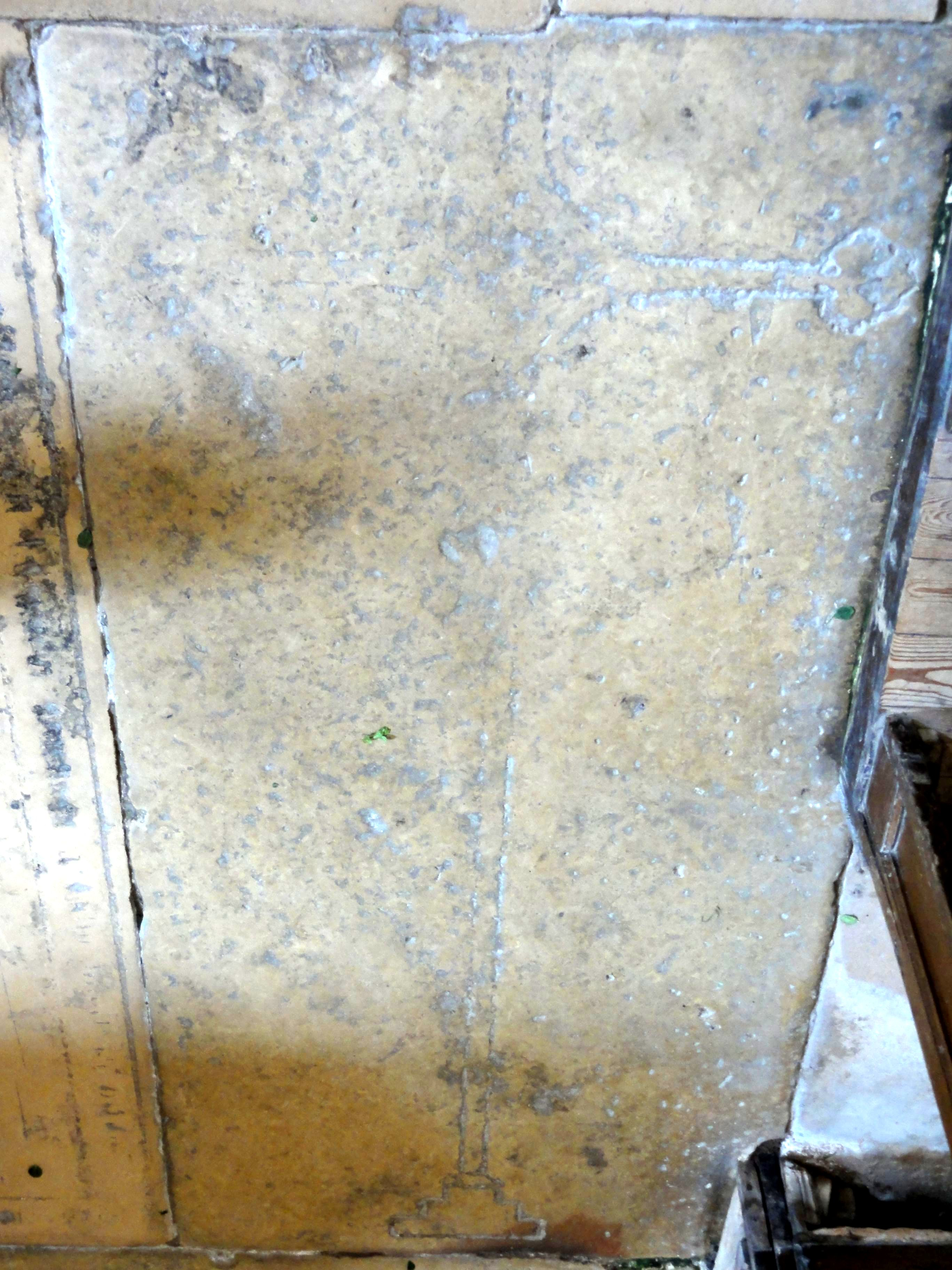
Pierre tombale à croix fleuronnée (non classée).
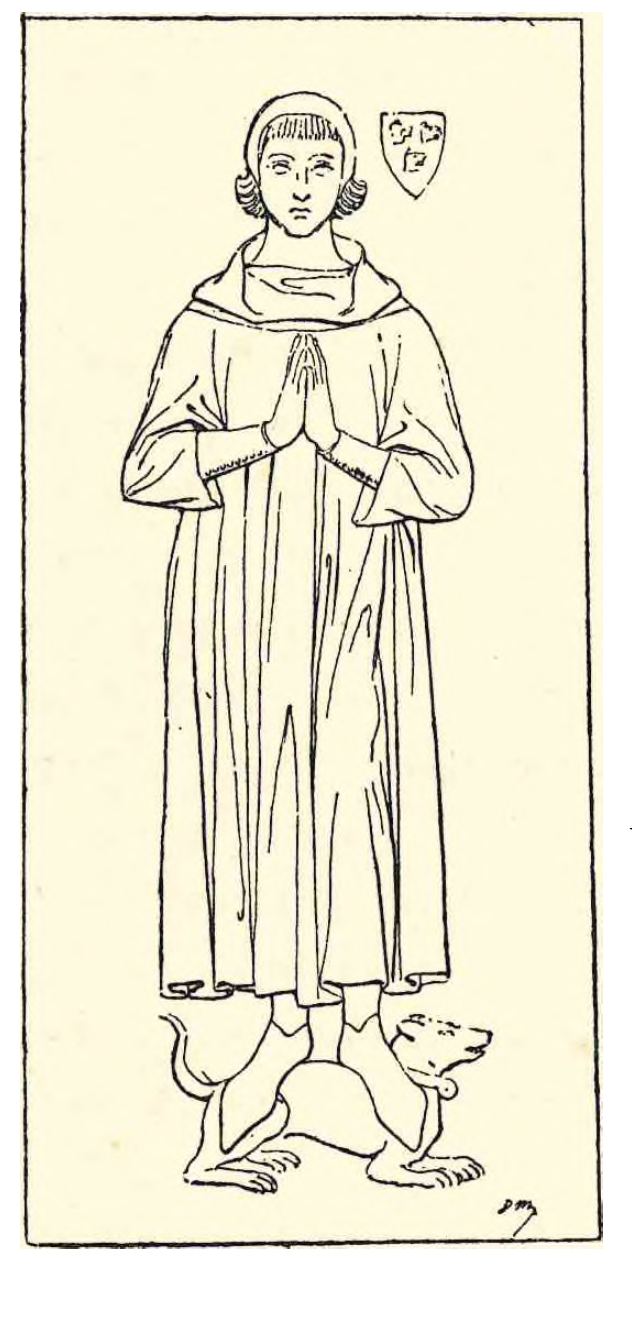
Dalle funéraire d'un seigneur de Rully (non classée).
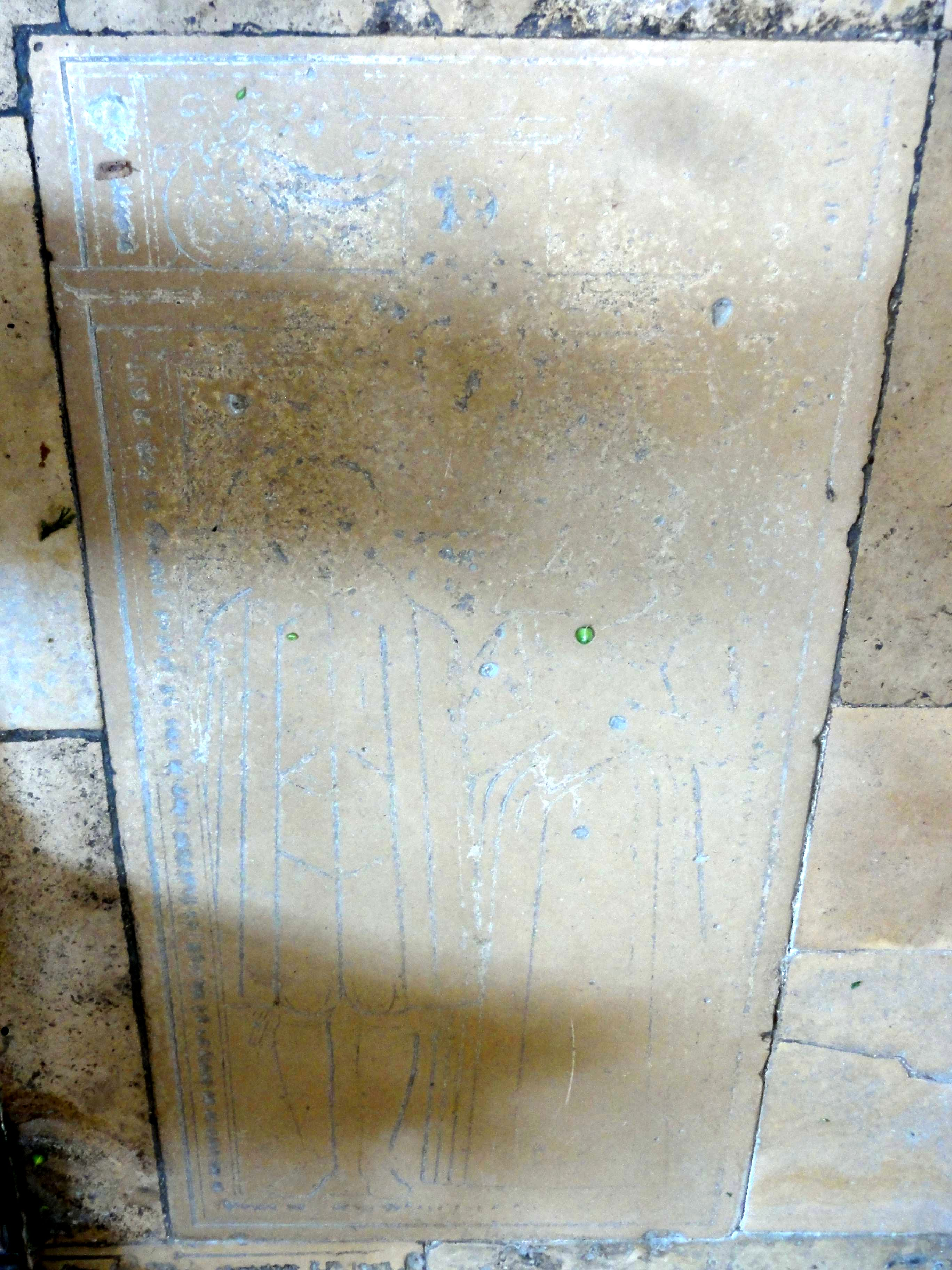
Dalle funéraire du laboureur Poitevins et de sa femme.
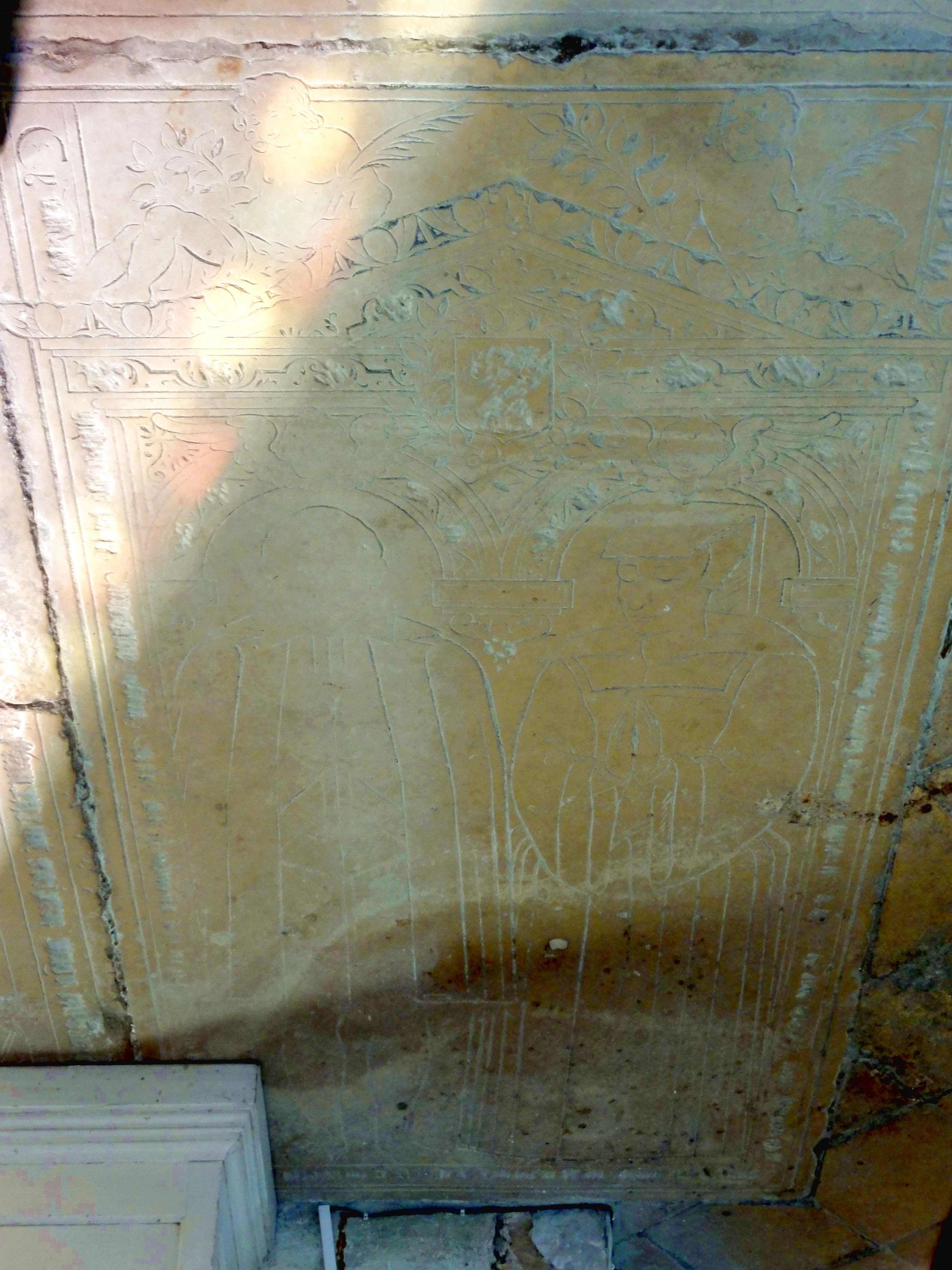
Dalle funéraire de Charles Fieffe et de sa femme.
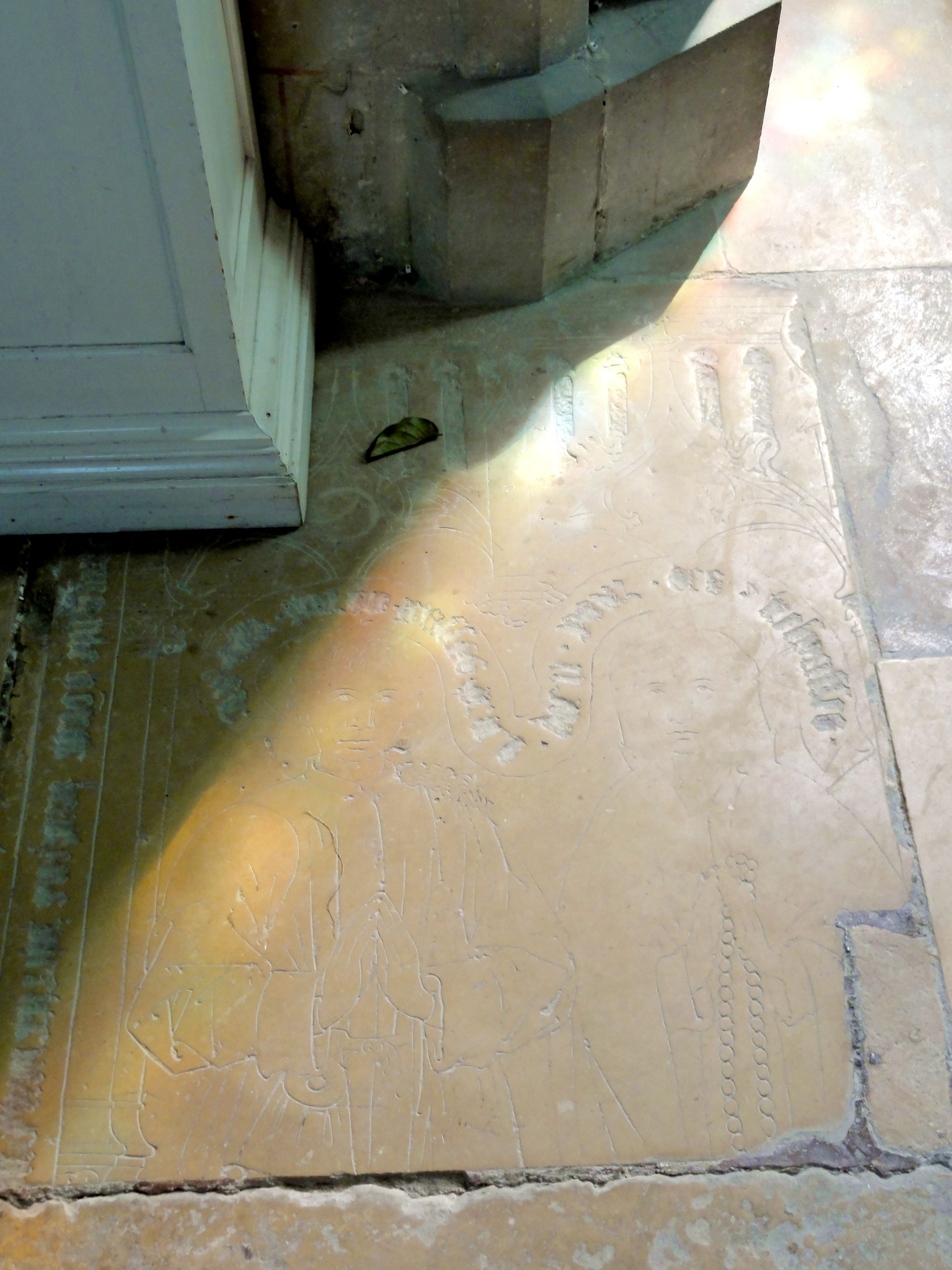
Dalle funéraire à effigies gravées (non classée).
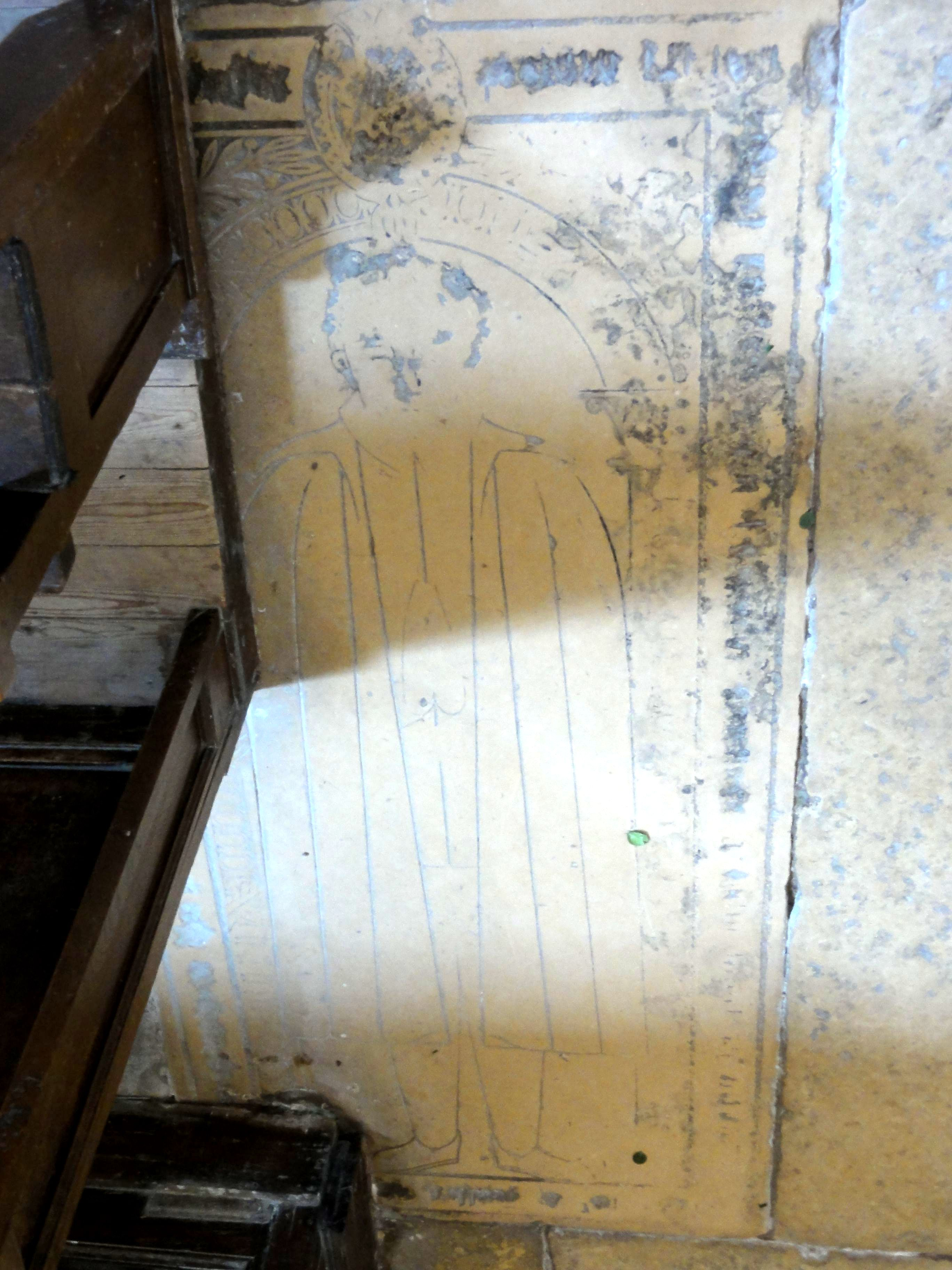
Dalle funéraire à effigie gravée (non classée).